# Adrien de Witte
Pour les articles homonymes, voir de Witte.
Adrien de Witte, né le 2 août 1850 à Liège et mort le 25 juin 1935 dans sa ville natale, est un peintre, aquarelliste, graveur et dessinateur belge.
C'est l'un des principaux représentants du réalisme en Wallonie, qu'il introduit en région liégeoise avec Léon Philippet dans la décennie 1870-1880. Il a également un rôle prépondérant à l'Académie royale des beaux-arts de Liège, où il enseigne pendant plus de 35 ans (1885-1921) et qu'il dirige de 1910 à 1913. En outre, il est le principal artisan de la relance de la gravure en région liégeoise dans le dernier quart du XIXe siècle.

## Biographie

### Jeunesse et formation (1850-1870)
Lambert Jean Adrien de Witte de Limminghe naît à Liège, le 2 août 1850,,,,,, fils de Jean-Baptiste Corneille de Witte de Limminghe, peintre,,, et de Marie Catherine Antoinette Lambertine Andrien (1821-1883),. Le jeune Adrien a déjà une sœur, Charlotte, née en 1849, et la famille s'agrandit par après avec la naissance d'une seconde fille, Jacqueline Eugénie (1852-1886),.
Le père d'Adrien de Witte « était peintre et tirait de la peinture sa subsistance. Il avait été bon élève de l'Académie royale des beaux-arts de Liège et y avait obtenu des distinctions ». Il transmet à Adrien de Witte ses premières notions de dessin,, comme le décrit Charles Delchevalerie : « Le soir, sous la lampe familiale, il crayonnait pour amuser ses enfants des croquis que le petit Adrien coloriait ensuite. Celui-ci conserve des albums remplis de ces enluminures auxquelles père et fils ont collaboré. »

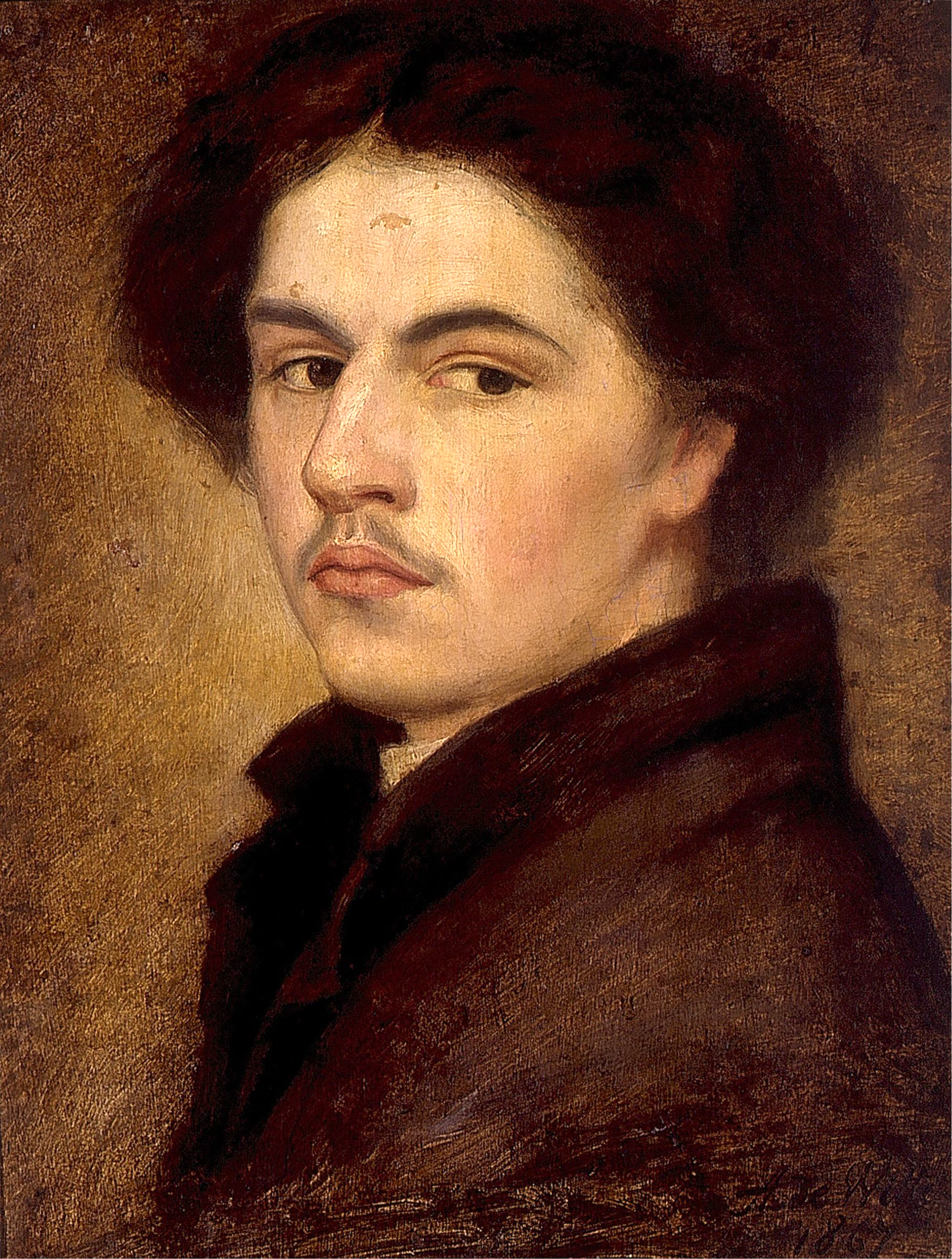
Autoportrait, 1867 (Papier marouflé sur toile ;), Liège, La Boverie

Il fait ses études à l’école Saint-Jean puis au Collège des Jésuites dans la section professionnelle. Dès son enfance, il montre une prédisposition pour les arts,,, et « le dessin, pour lui, n'est pas un travail, mais un amusement qui contente un instinctif besoin ». Il dessine ainsi ses grands-parents, le vieux domestique Paquay, et même le voisin qui vient jouer aux cartes,.
En 1866 il entre à l'Académie royale des beaux-arts de Liège, où il suit les cours de Lambert Herman pour le dessin « d’après la feuille », d’Auguste Chauvin pour le dessin « d’après nature », de Charles Soubre pour le dessin « d’après l’antique » et de Prosper Drion pour l’anatomie,,. Testament de sa précocité comme artiste,, il apporte habituellement des corrections amicales aux devoirs de ses camarades de classe à l'Académie royale des beaux-arts de Liège,, et il peint, dès 1867, un Autoportrait sur papier « si curieusement précis et expressif dans sa naïveté méticuleuse ».
La découverte, lors d’une visite rendue à un amateur d’art, M. Keppenne, d’un tableau de Gustave Courbet, représentant une femme vue de dos sur un lit, est une révélation pour le jeune homme. Il perçoit ce que doit être l’art : l’expression de la vérité,,.

### Début de carrière artistique et premier voyage en Italie (1870-1879)
En 1870 il s’installe avec son ami le sculpteur Léon Mignon dans son atelier, rue de l’Étuve, et il collabore avec ce dernier et Joseph Demoulin au journal satirique « Le Caustique »,,. Durant cette période, il se réunit régulièrement avec un petit groupe d’amis dont il dessine les portraits : Alphonse Taïée (sculpteur amateur), Léonard Hubert Zeyen (photographe), Félix Nisen (peintre ; fils du portraitiste Jean-Mathieu Nisen), Jean Ubaghs (peintre) et Léon Mignon (sculpteur),,,.
En 1872, il obtient une bourse de 1 000 francs et voyage en Italie avec Félix Nisen, ; ils passent par Munich et le Tyrol, visitent Venise et Vérone puis séjournent à Rome où ils rendent visite à Pierre Joseph Antoine (1840-1913), pensionnaire de la Fondation Darchis et auteur, entre autres, des peintures murales de l’église Sainte-Véronique de Liège.
Revenu à Liège en 1873, il retourne pendant quelque temps à l'Académie royale des beaux-arts de Liège puis s'installe dans son atelier rue Hocheporte,,. Durant les années suivantes, il réalise de nombreux dessins, dont son portrait de M. Fétis (parent de François-Joseph Fétis) en 1873, et peint diverses toiles, dont son portrait de Femme au corsage noir en 1873 et La Lessiveuse en 1879,,,.

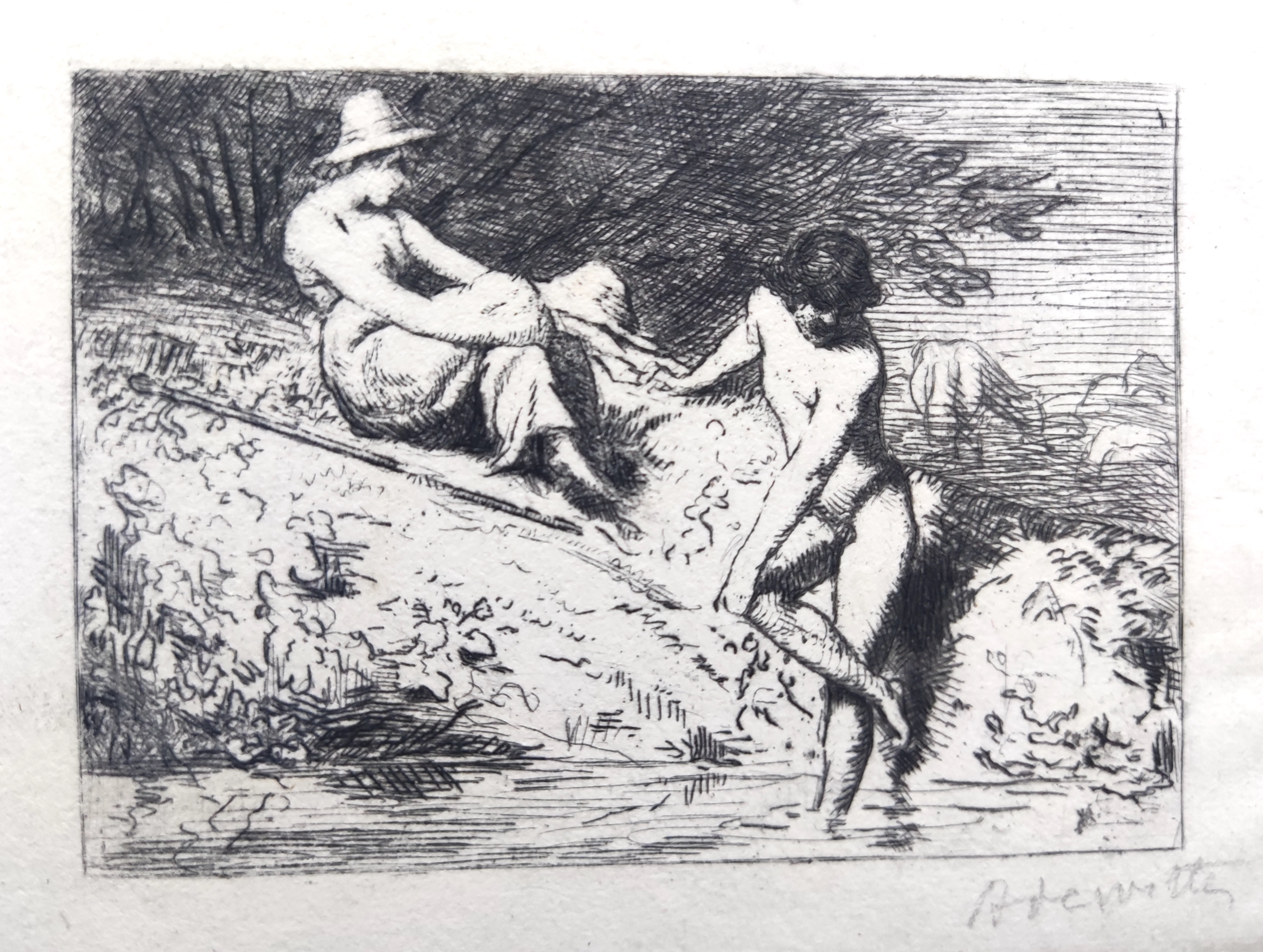
Daphnis et Chloé, 1875 (Eau-forte ; Inv. Delchevalerie no 10 ;), Collection privée

Entre 1870 et 1874, il fait également ses premiers essais à l’eau-forte,,, dans des conditions rudimentaires et pittoresques que Charles Delchevalerie décrit en ces termes : « Ils (Adrien de Witte et Léon Mignon) n'ont rien du matériel indispensable, mais leur inexpérience ne s'embarrasse pas pour si peu. Faut-il avouer que telle de leurs planches initiales fut burinée sur une plaque de cuivre qu'un ami, professeur de gymnastique, plus athlétique que truffé de scrupules, avait, de haute lutte, détachée de la porte d'un notaire ? Les néophytes n'avaient ni encre, ni presse. Pour ébauchoir, Mignon utilisait une latte en buis : on imprimait au moyen d'un crayon roulé, aussi, ne s'étonnera-t-on pas d'apprendre que les amis tiraient bien des épreuves avant d'en obtenir une... perceptible. » C'est un ami commun, l'écrivain Alfred Herman, qui vient à la rescousse des deux apprentis graveurs en faisant imprimer les essais d'Adrien de Witte par un imprimeur bruxellois de sa connaissance. Le catalogue réalisé par Armand Rassenfosse et Charles Delchevalerie en 1927 ne comptabilise que 5 de ces premiers essais réalisé avant 1875, date où le catalogue d'eaux-fortes de l'artiste commence à s'étoffer.

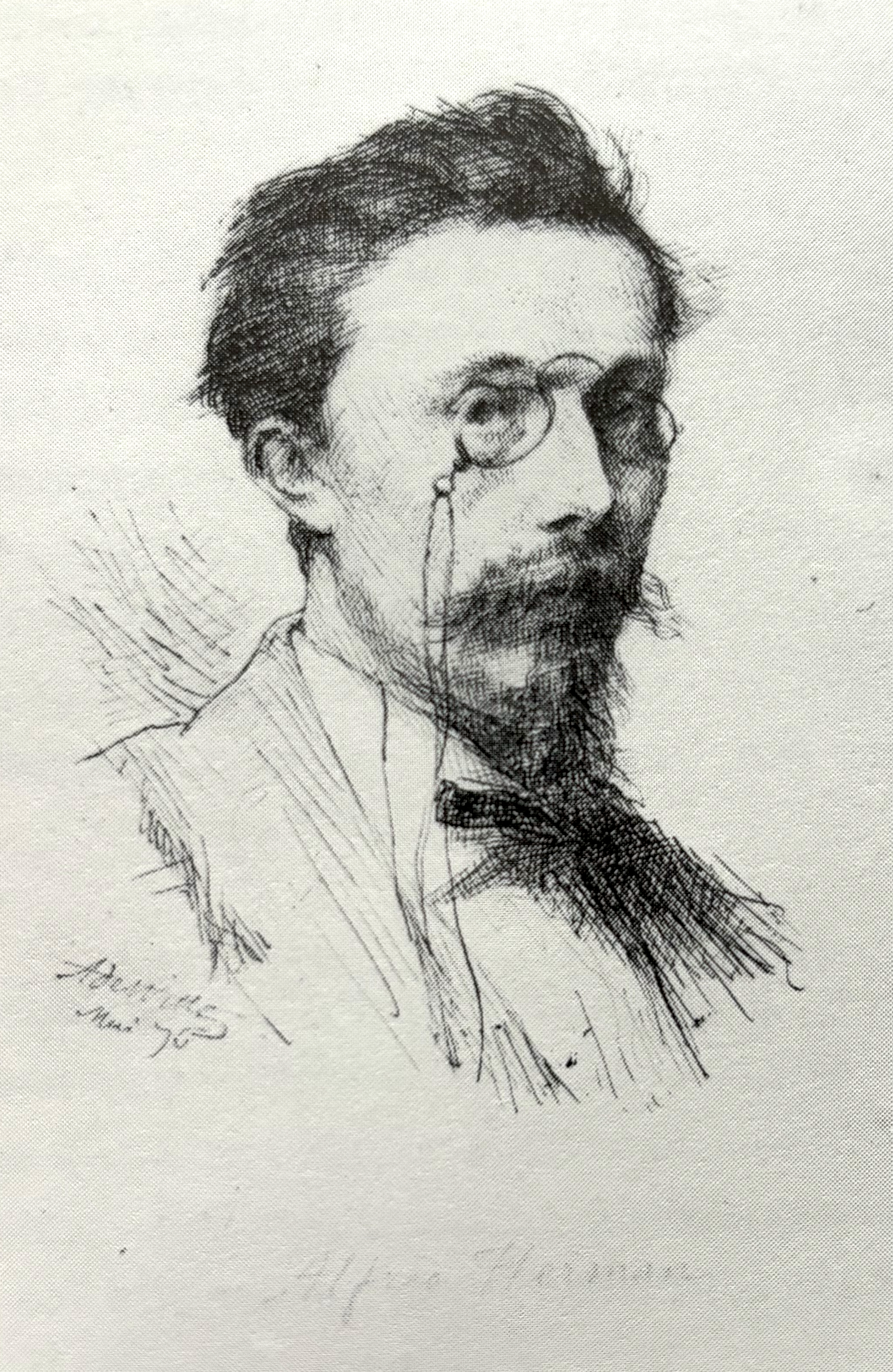
Portrait d'Alfred Herman, 1876 (dessin à la plume ; Inv. Delchevalerie no 31), collection privée.

Parmi les gravures qu'il produit durant ces premières années d'apprentissage, celle du Portrait de Monsieur Gérimont (Inv. Delchevalerie no 17) a une origine farfelue qui est détaillée dans une lettre de son ami Alfred Herman: « Tu as dû recevoir le portrait de Gérimont ainsi que les vêtements nécessaires pour le terminer. J'ai eu hier l'occasion de faire voir ton dessin à plus de 30 personnes qui toutes connaissaient Gérimont. Il n'y a eu qu'un concert d'éloges. Chacun le trouve d'une ressemblance extraordinaire. Au point de vue de l'art, ton dessin a été beaucoup admiré par les connaisseurs et les artistes... Madame Gérimont elle-même le trouve admirable en tous points. Maintenant que je t'ai brûlé une quantité considérable d'encens sous le nez, il faut empêcher que l'ivresse ne t'en monte au cerveau. Le dessin n'est rien, il nous faut l'eau-forte. J'espère que tu vas te mettre à la besogne immédiatement. Songe sur la vue de ton dessin, cinquante souscripteurs le contemplent. C'est un chef-d’œuvre qu'il nous faut, ni plus, ni moins. Voyons, le Bon Dieu a fait le monde en six jours, n'est-ce pas. Eh bien ! Ne pourras-tu faire une eau-forte en deux jours ? [...] » Entre 1875 et 1879, Adrien de Witte va finalement graver ni plus ni moins que 101 planches selon le catalogue établi par Armand Rassenfosse et Charles Delchevalerie en 1927.

### Second voyage en Italie (1879-1884)

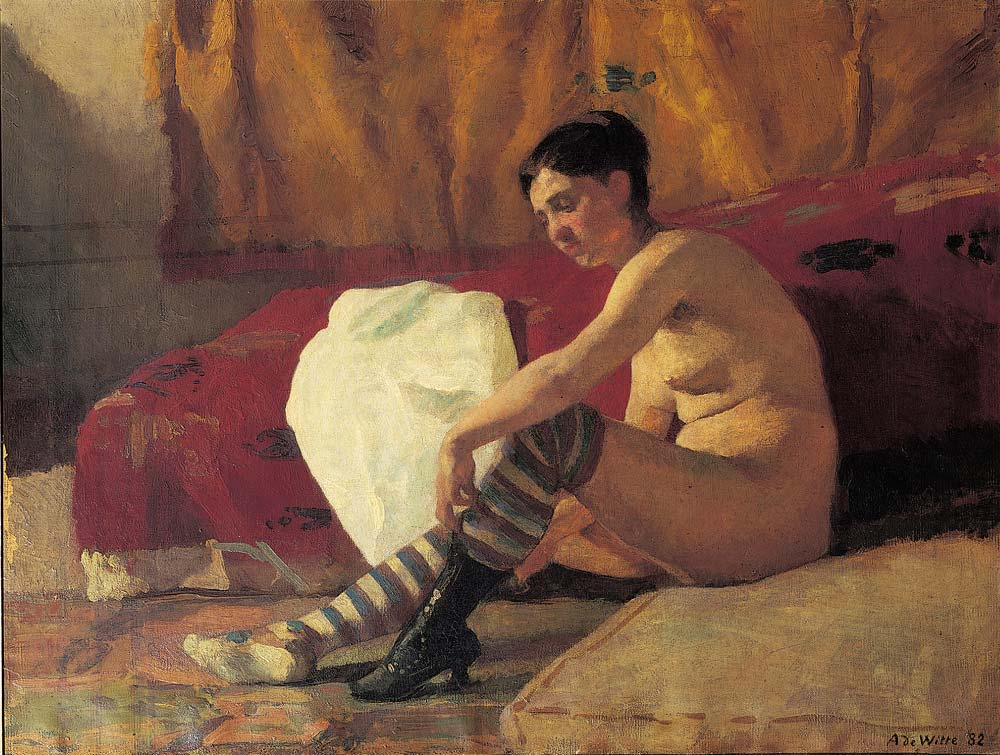
Le Modèle (La Femme aux bas rayés), 1882 (Huile sur toile ;), Liège, La Boverie

En 1879, il obtient la bourse de la Fondation Darchis,,,,,,,,. Il séjourne à Rome jusqu’en 1884 avec quelques brefs retours à Liège, notamment fin septembre 1880 à la suite de l’effondrement de la maison paternelle, rue Hocheporte, le 23 juin, à cause d’un violent orage, et en juin 1883 à la suite du décès de sa mère au printemps,,.
Adrien de Witte est élève à l'Académie Chigi (1879-80), où il dessine, à l'aide du fusain, de la plume, de la mine de plomb et du burin, des scènes populaires. Durant ce séjour en Italie, il étudie les grandes œuvres du passé, mais ce qui l'attire davantage, c'est la nature, la vie contemporaine, la pittoresque humanité de la rue,,,. Jules Bosmant le décrit avec justesse en 1930: « Ce qui séduit tout de suite Adrien de Witte c’est la ville elle-même, ses maisons pittoresques, ses osteries, ses paysans et paysannes venus de la proche campagne, ses processions violentes, puis le Tibre avec ses ponts et ses lavoirs, ou bien encore les hallebardiers du Vatican et les superbes cardinaux pourpres. »

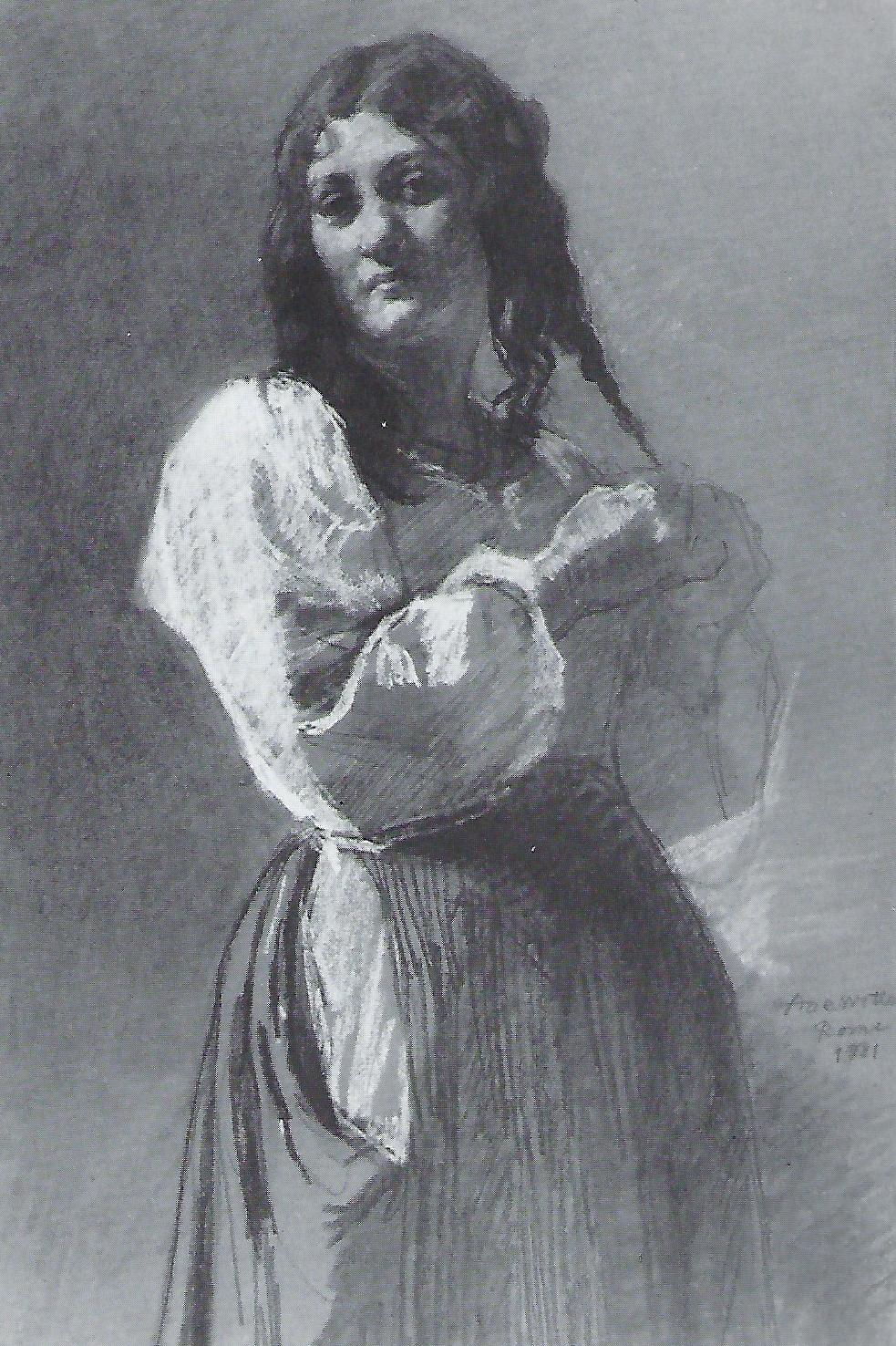
Italienne détressant ses cheveux, 1881 (Encre, fusain et pastel ;), Collection privée (1981)

Charles Delchevalerie ajoute : « Ses dessins, ses croquis, ses aquarelles attestent de ses prédilections. Ils nous montrent des paysans dans l'animation du marché, avec leurs ânes et leurs chevaux, des scènes saisies dans les tavernes, les montreurs de marionnettes aux étages plébéiens des théâtres, au Nazionale ou au Costanzi. De Witte se plaît à y fixer, de la galerie, les rangées de gosses attentifs. [...] Voyez encore ses scènes de lavoir, ses intimités surprises dans des logis faméliques. [...] il anime sur le papier l'élégante robustesse des jeunes Transtevérines : les gracieuses et riantes madones de la rue, avec leurs bambinos ébourriffés, l'attirent plus que les Raphaël de la Chapelle Sixtine. »

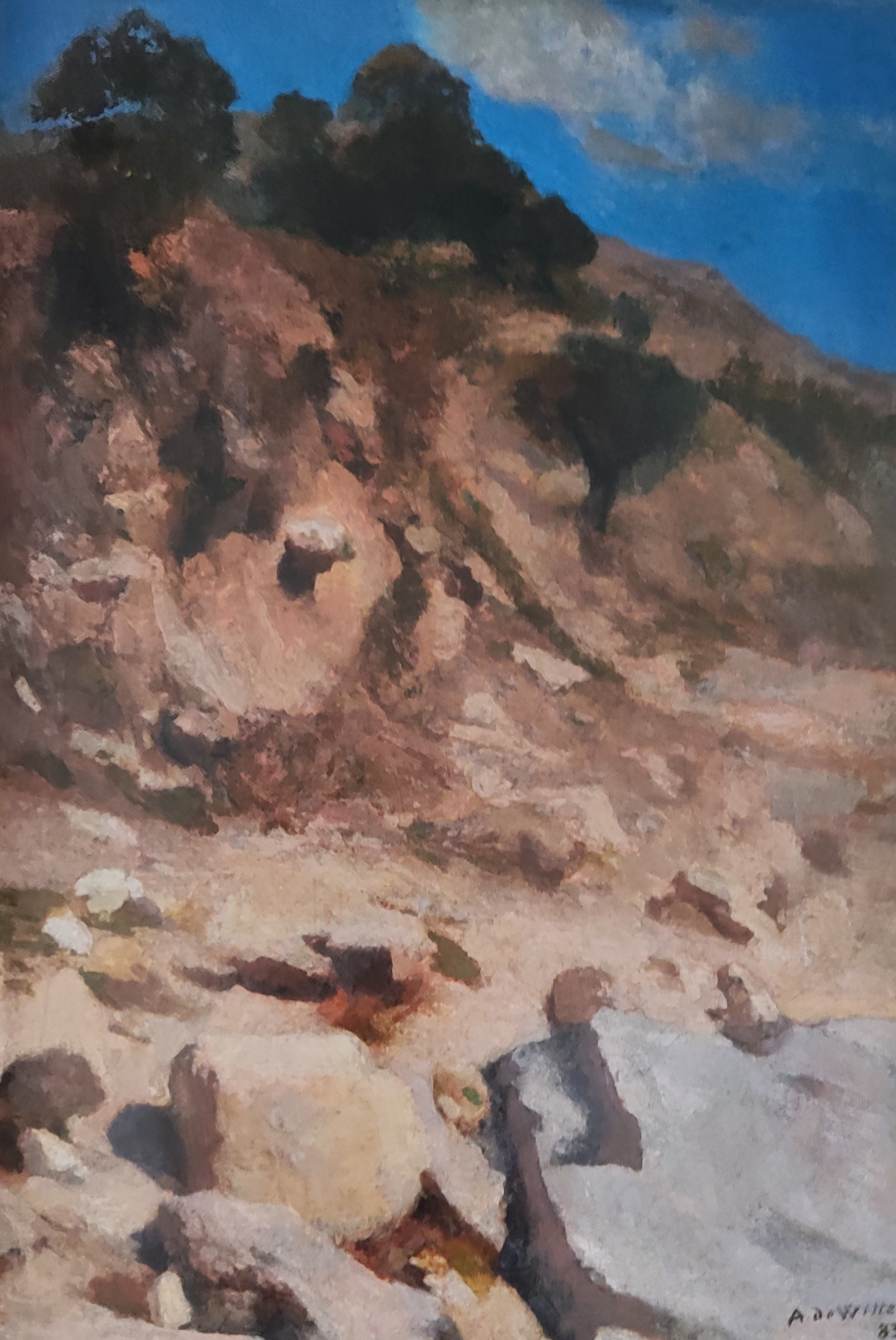
Scarpa (Paysage), 1883 (Huile sur toile ;), Liège, La Boverie

Son niveau de vie à Rome est modeste. Invité un soir à dîner avec Philippet et d'autres pensionnaires Darchis chez un ministre, il emprunte un paletot à un ami russe, le sien étant trop vieux. La pension qui lui est allouée s'élève à 133 francs, et il envoie souvent des dessins à Liège, à Hubert Zeyen, pour qu’il les vende. En 1881, il reçoit mille francs de subside, qui, selon ses propres mots : « Il sera bienvenu, il fermera tout d'abord les plaies de mes souliers et de mes culottes ».
Adrien de Witte est un « flâneur studieux » à Rome, comme il l'écrit à sa sœur Charlotte en juin 1881: « Tu veux savoir ce que je fais. Voici. Le matin à 7h30, je vais prendre le café près de chez moi où l'on reçoit, de Paris, le Journal des débats et l’Illustration. À 8 heures vient le modèle qui reste jusqu'à midi. À une heure, je vais manger (collazione), on est servi très lentement, il faut une heure et demie avant d'avoir fini, je flâne jusque trois heures puis je vais faire des études dehors jusque huit heures ou huit heures et demie, alors je vais dîner (pranzo), comme nous sommes ensemble et que l'on s'attend l'un l'autre, on n'a jamais fini avant dix heures et demie ou onze heures et puis on va tout doucement se coucher. »
En 1880, il peint un de ses modèles favoris à cette époque, Luisa Giardini, qui pose pour son œuvre Femme au corset rouge. Il voit passer en 1882 au Capitole, l’enterrement de Garibaldi. En 1883, il rencontre à Rome et se lie d'amitié avec l'écrivain Henri Simon. Ce dernier a gardé un souvenir ému de son séjour qui s'est traduit dans la dédicace à Adrien de Witte de son tableau de mœurs populaires Coûr d'ognon (1888),. Adrien de Witte voyage de juillet à septembre 1883 dans la vallée de l'Aniene, notamment à Scarpa et à Anticoli Corrado (dans le nord-est de Rome), dont le cadre agreste et sauvage le fascine.

### Retour à Liège et carrière à l'Académie royale des beaux-arts (1884-1921)

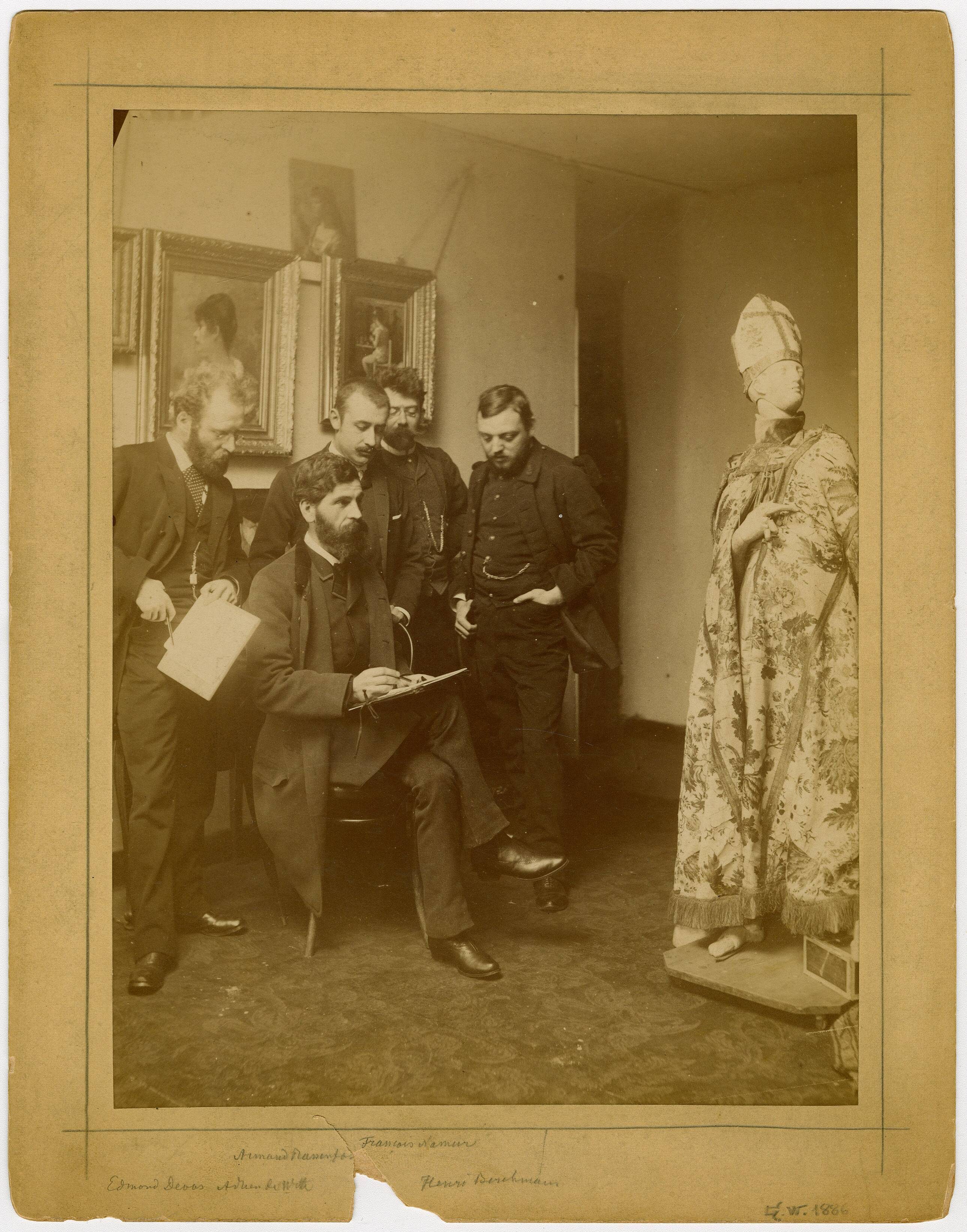
Photo de groupe représentant divers artistes liégeois, de gauche à droite : Edmond Devos, Adrien de Witte (assis), Armand Rassenfosse, François Namur et Henri Berchmans (1886), Liège, Musée de la Vie wallonne

Il rentre finalement à Liège en septembre 1884, où il est chargé de remplacer temporairement le professeur Nisen, malade, à l'Académie royale des beaux-arts de Liège,,. En 1885, il part pour Paris, qui l'attirait depuis longtemps. Alors qu'il projette d'y séjourner plus longuement, Nisen décède en octobre 1885 et Prosper Drion, directeur de l’Académie, lui propose la chaire qu’il finit par accepter après de longues hésitations,,,,,.
Il entre en fonction le 7 décembre et, désormais, se consacrera à sa charge de professeur au détriment de sa production personnelle,,,,. Il est nommé professeur de dessin d’après le modèle vivant en février 1887, puis professeur d'expression en 1889, au départ de Charles Soubre, et enfin professeur de dessin et de peinture à la section des demoiselles en avril 1893, au départ de M. Fassin.

En 1888, Adrien de Witte se réunit chaque semaine avec ses élèves de l’Académie François Maréchal, Armand Rassenfosse, Émile Berchmans et Auguste Donnay, et, exerçant de tuteur, il les initie à la gravure (qui à l'époque ne s'enseigne pas à l'Académie). De 1893 à 1897 il réalise ses portraits au pastel d’Édouard Brahy, Maurice Chizelle et Mme de Soer de Solières. Il réalise aussi ses derniers portraits gravés dont celui de Félicien Rops. Absorbé par son enseignement, il travaille de moins en moins pour lui-même,,,,,. Il reprend la gravure en 1902, créant une vingtaine de planches cette année-là, même si certaines ne seront pas terminées,,. Il réalise également quelques travaux d'illustration durant la période 1885-1920, parmi lesquels il convient de mentionner le frontispice du livre de Jules Martiny 1735 Histoire du Théâtre de Liège,.

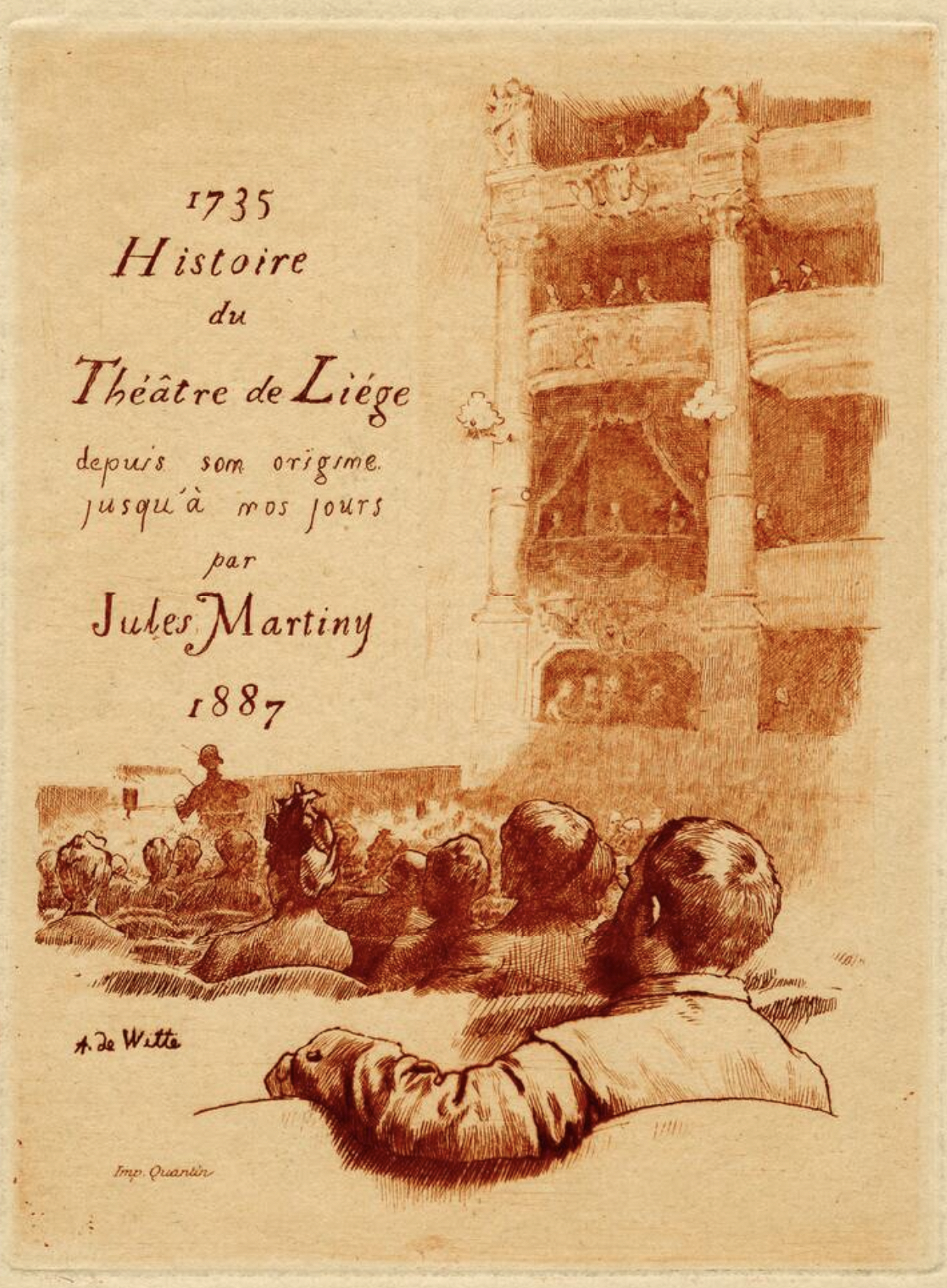
Frontispice pour l'Histoire du Théâtre de Liège (1735-1887) par Jules Martiny, 1887 (Gravure à l'eau-forte et à la pointe sèche en sanguine sur papier ; Inv. Delchevalerie no 125 ;), Liège, Musée de la Vie wallonne

Il expose en 1888 au local de la Société d'Émulation avec Léon Mignon et Alfred Hubert, et bien que l'exposition ait été bien reçue, il ne montre pas d'intérêt à renouveler l'expérience. Son caractère modeste et désintéressé est le principal responsable de cette situation,,,, comme le décrit Charles Delchevalerie : « On ignorait encore la mode des expositions fréquentes, et notre artiste eût été le dernier à s'y soumettre. Ni le gain, ni la notoriété ne l'intéressent. [...] Idéaliste, A. de Witte a pratiqué l'effacement et le dédain du lucre, comme nombre d'artistes de sa race. Il s'est libéralement dépensé pour les autres au détriment de sa gloire. » Ce n'est qu'en 1920 que ses œuvres sont exposées de nouveau, lors d'un hommage que lui rend la Société royale des Beaux-Arts de Liège,. 

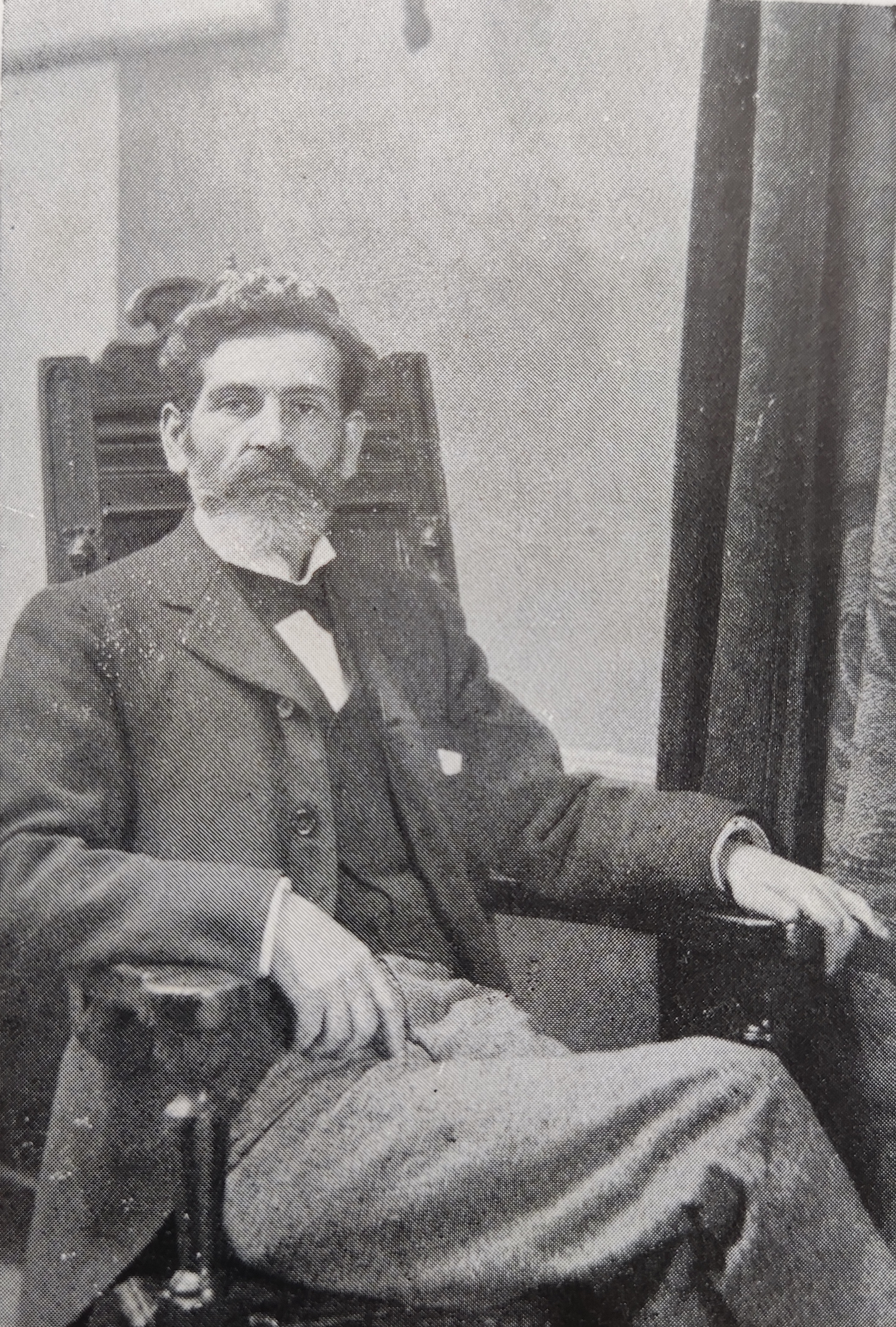
Adrien de Witte (photographie publiée dans L'École de Gravure de Liège de Sander Pierron en 1923)

Adrien de Witte est nommé en 1910 directeur de l'Académie royale des beaux-arts de Liège où il succède à Évariste Carpentier. Il occupe ce poste jusqu’en août 1913. Il continue à enseigner durant ces années jusqu'en 1921, moment de son départ en retraite,,,,.

### Les dernières années (1921-1935)
Après son départ à la retraite, il continue à s'adonner à la peinture. Plusieurs expositions de ses œuvres sont organisées les années qui suivent ; au Palais des Beaux-Arts du Parc de la Boverie de Liège et à Brighton en 1926, à Stockholm, de nouveau au Palais des Beaux-Arts du Parc de la Boverie lors d'une rétrospective qui lui est dédiée au salon de 1927, et au Cercle des beaux-arts d’Anvers en 1934,,. L'exposition organisée au Palais des Beaux-Arts de Liège en 1926 est une initiative de quelques collectionneurs, dont Maurice Chizelle, qui permet aux visiteurs de découvrir plusieurs peintures qui étaient jusque là totalement inconnues du grand public.
Il est nommé Commandeur de l'Ordre de la Couronne en 1927,,. Enfin, une rue de Liège, dans le quartier des Vennes, lui est dédiée en 1933,.
Adrien de Witte décède à l’âge de 84 ans le 25 juin 1935,. Il est inhumé au Cimetière de Sainte-Walburge à Liège.

## Œuvre

### Style et techniques artistiques
Dessinateur ainsi que graveur (principalement aquafortiste), il est surtout un peintre de genre, de natures mortes, de portraits, de fleurs et de figures,,,,,,.
Sa production artistique se situe dans le réalisme,,,. Jules Bosmant indique que son œuvre « fut, dans tous les domaines, éprise de vérité, d'objectivité, de naturisme ». Jacques Hendrick le confirme en 1964: « Léon Philippet (1843-1906) et Adrien de Witte (1850-1935) sont les initiateurs du renouveau. Ils ont renoncé à la peinture d’imagination et au langage théâtrale de leurs prédécesseurs pour transcrire simplement sur leurs toiles le spectacle quotidien des choses ; ils ont ouvert les yeux sur la nature et ils ont oublié les recettes d’atelier ; leur palette s’est illuminée de clarté et de fraîcheur. C’est au contact de l’Italie – non pas celle des musées, mais celle de la réalité contemporaine – qu’ils ont acquis ce style fait de ferveur et de vérité. » Enfin, Charles Delchevalerie le décrit en ces termes : « Il n'a aucun besoin de chercher l'exceptionnel, puisqu'il excelle à discerner la force et la grâce de ce que Maupassant appellera l'humble vérité. »
Il est également connu pour sa minutie, sa sincérité et son dépouillement,, et pour s'inspirer principalement de la figure humaine et des scènes de genre, comme le décrivent avec justesse Françoise Clercx-Léonard-Étienne et Sylvie Lejeune: « En dessin comme en gravure, c'est à la figure humaine qu'il a accordé la plus grande part. S'il s'est tourné vers les types populaires, ce n'est pas par goût du pittoresque mais parce qu'il y a trouvé l'authenticité. Une grande sérénité émane de ces visages où s'exprime une vie intérieure profonde, de ces hommes et de ces femmes si attentifs à ce qu'ils font. C'est en humaniste que de Witte aborde son modèle. Témoin des travaux et des jours, il révèle la noblesse et la beauté des gestes les plus simples de la vie quotidienne. » Jules Bosmant, de son côté, le résume de cette façon : « La Vie, multiple et jeune en ses spectacles toujours nouveaux, puis l'Homme observé à tous les âges, à tous les degrés de l'échelle sociale, lui sont des modèles suffisants. Et voilà que ce qui donne à l'œuvre une telle hauteur, lui gagne en même temps sa diversité, sa saveur folklorique, sa valeur documentaire et son intérêt constant. »

### Gravures
Adrien de Witte est non seulement considéré comme l'artiste qui va donner un nouvel élan à la gravure en région liégeoise dans le dernier quart du XIXe siècle,,,, mais aussi comme celui qui va lui permettre de s'ériger en véritable art indépendant, comme le décrit Sander Pierron dès 1923 : « C'est cet artiste-là qui marque l'éveil. Il est le signal de la renaissance. Bientôt des artistes viendront qui s'engageront dans la voie qu'il avait commencé à frayer. Le premier de ceux qui, tout en reprenant les vigoureuses traditions techniques des ancêtres, refondront l'art de graver en le mettant au service d'une observation directe et sensible, est Adrien de Witte de Limminghe [...] Avec lui, résolument, la taille-douce et l'eau-forte abandonnent ce rôle en somme servile de procédé de reproduction des œuvres picturales dans lequel elles s'étaient trop cantonnées à travers les années. C'est ainsi que le réveil marque l'ascension de la gravure wallonne au niveau d'art indépendant, puisqu'elle n'est plus d'aucune façon tributaire des autres arts plastiques. »
En 1930, Jules Bosmant conclut de même : « [...] Adrien de Witte à qui la gravure liégeoise doit d'avoir repris à son tour une place si marquante dans nos arts régionaux. [...] de Witte fut notre premier graveur. En son temps, l'aquafortiste fut un précurseur et un chef. Non seulement il a ouvert la voie à ces beaux et fiers graveurs dont nous nous flattons, mais par son exemple, il leur a imposé l'honnêteté, la pureté, la candeur ouvrière et ce respect du procédé sans quoi un tel art perd rapidement toute originalité et toute valeur de création. Son influence fut considérable et, à cet égard, généralement reconnue. [...] Il orienta la gravure dans des voies originales, la tourna vers l'observation de la figure humaine, l'étude du type et en fit ce souple instrument qui nous devint si utile dans nos voyages d'introspection aux régions inconnues de l'âme wallonne. »
Sander Pierron liste les sujets qu'Adrien de Witte aborde habituellement dans son œuvre gravé : la célébration de l'amour maternel, des figures, des bustes, et des visages de différents personnages anonymes (souvent féminins), des paysages, des scènes de genre et enfin des portraits.

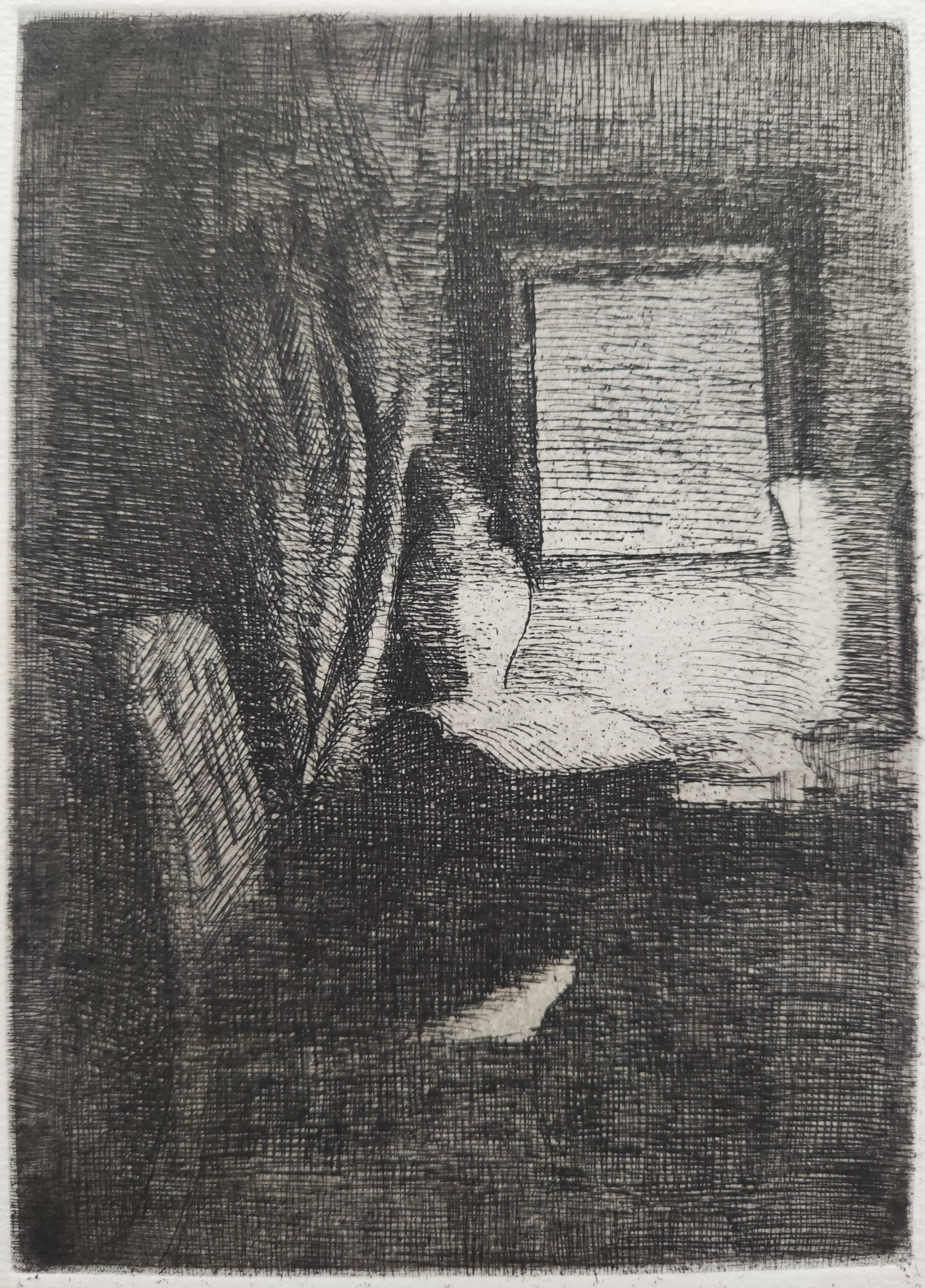
Effet de lumière, 1876 (Eau-forte ; Inv. Delchevalerie no 18 ; 18 × 13,5 cm), Collection privée
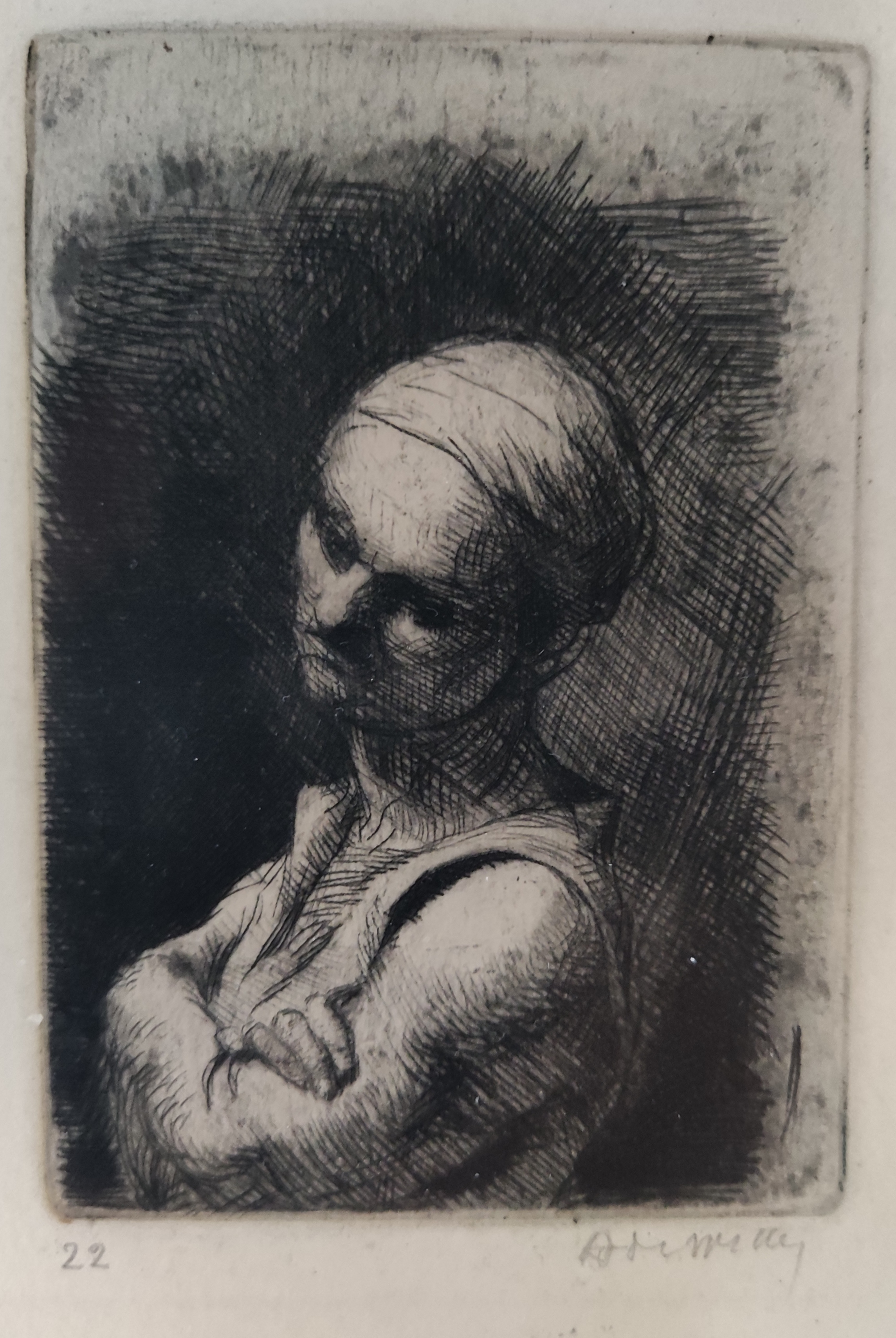
Buste d'homme les bras croisés, 1876 (Eau-forte ; Inv. Delchevalerie no 22 ; 10 × 7 cm), Collection privée
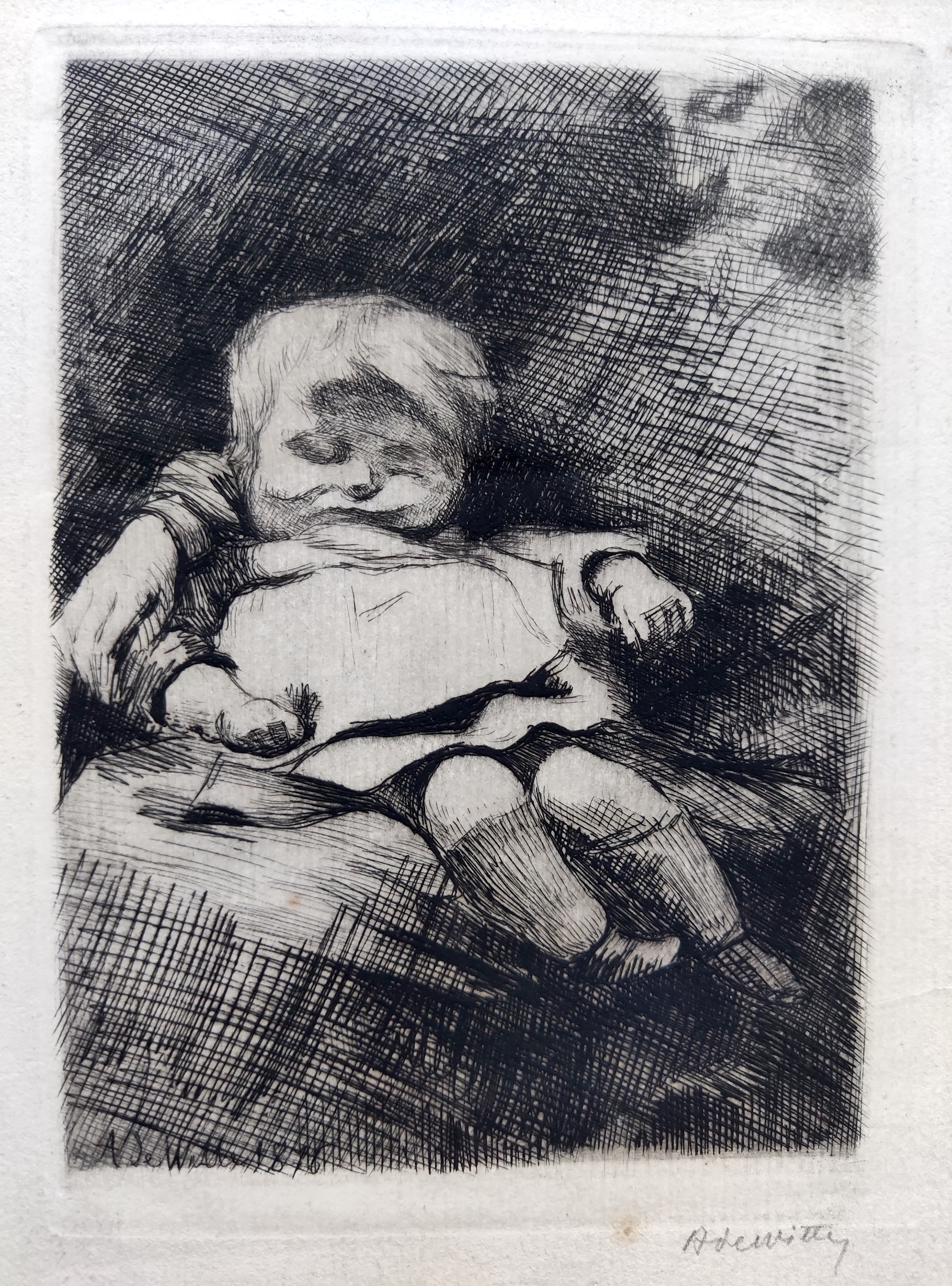
Enfant qui dort, 1876 (Eau-forte ; Inv. Delchevalerie no 28 ; 14,5 × 10,5 cm), Collection privée
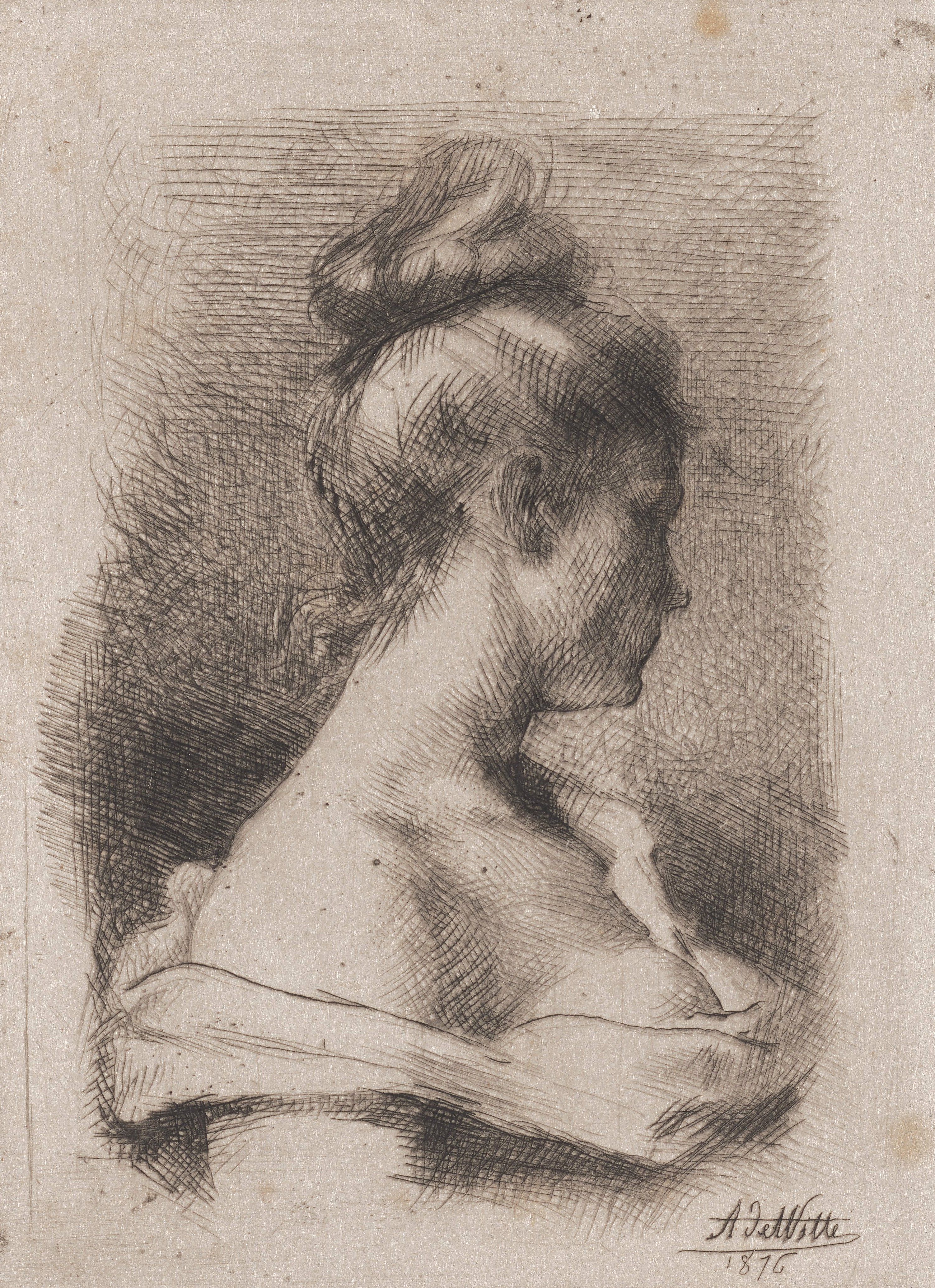
Buste de femme de profil, 1876 (Eau-forte ; Inv. Delchevalerie no 29 ; 12,3 × 8,9 cm), Minneapolis, Minneapolis Institute of Art
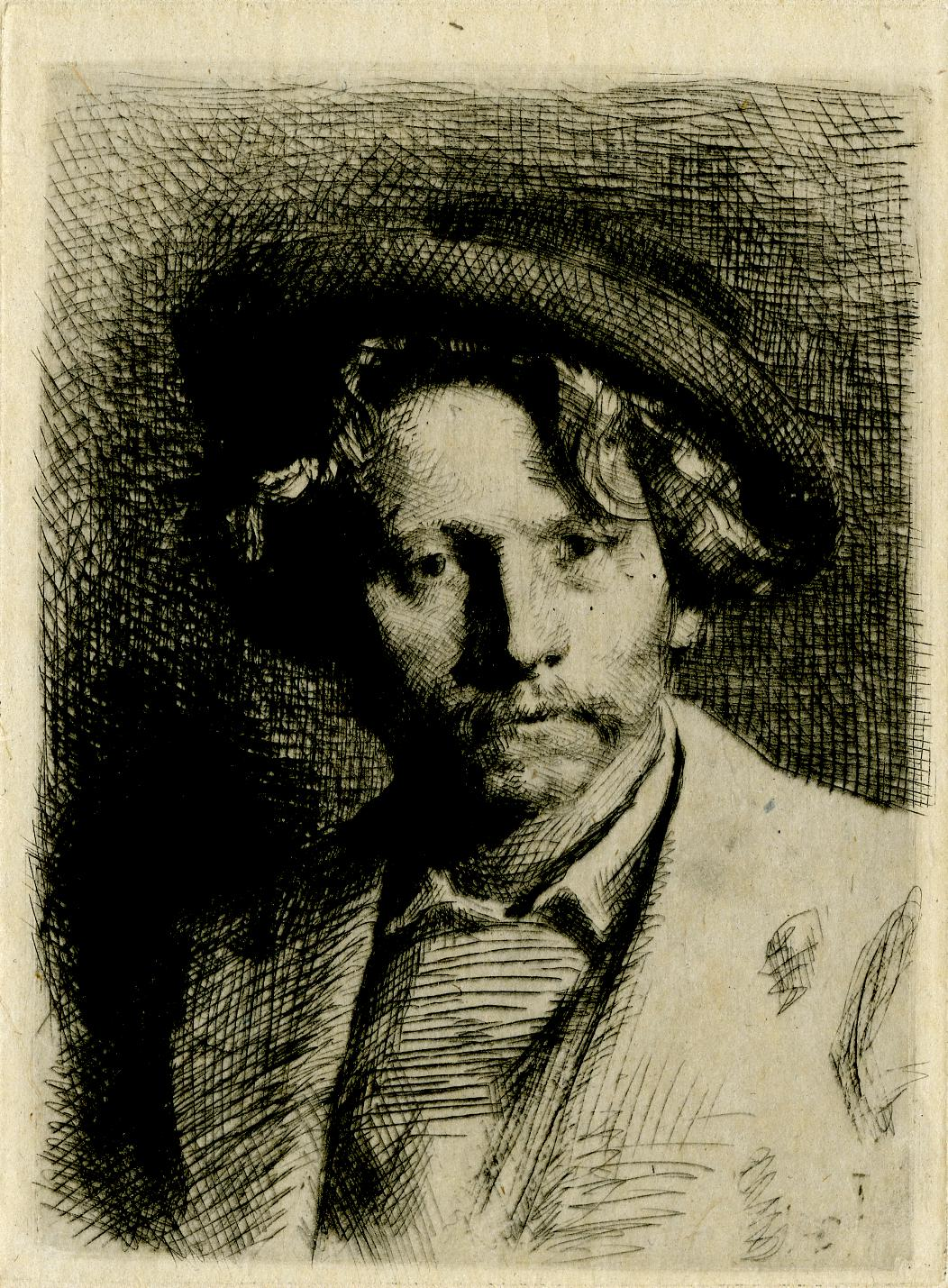
Portrait d'Hubert Zeyen, 1876 (Eau-forte ; Inv. Delchevalerie no 30 ; 12,1 × 8,9 cm), Londres, British Museum
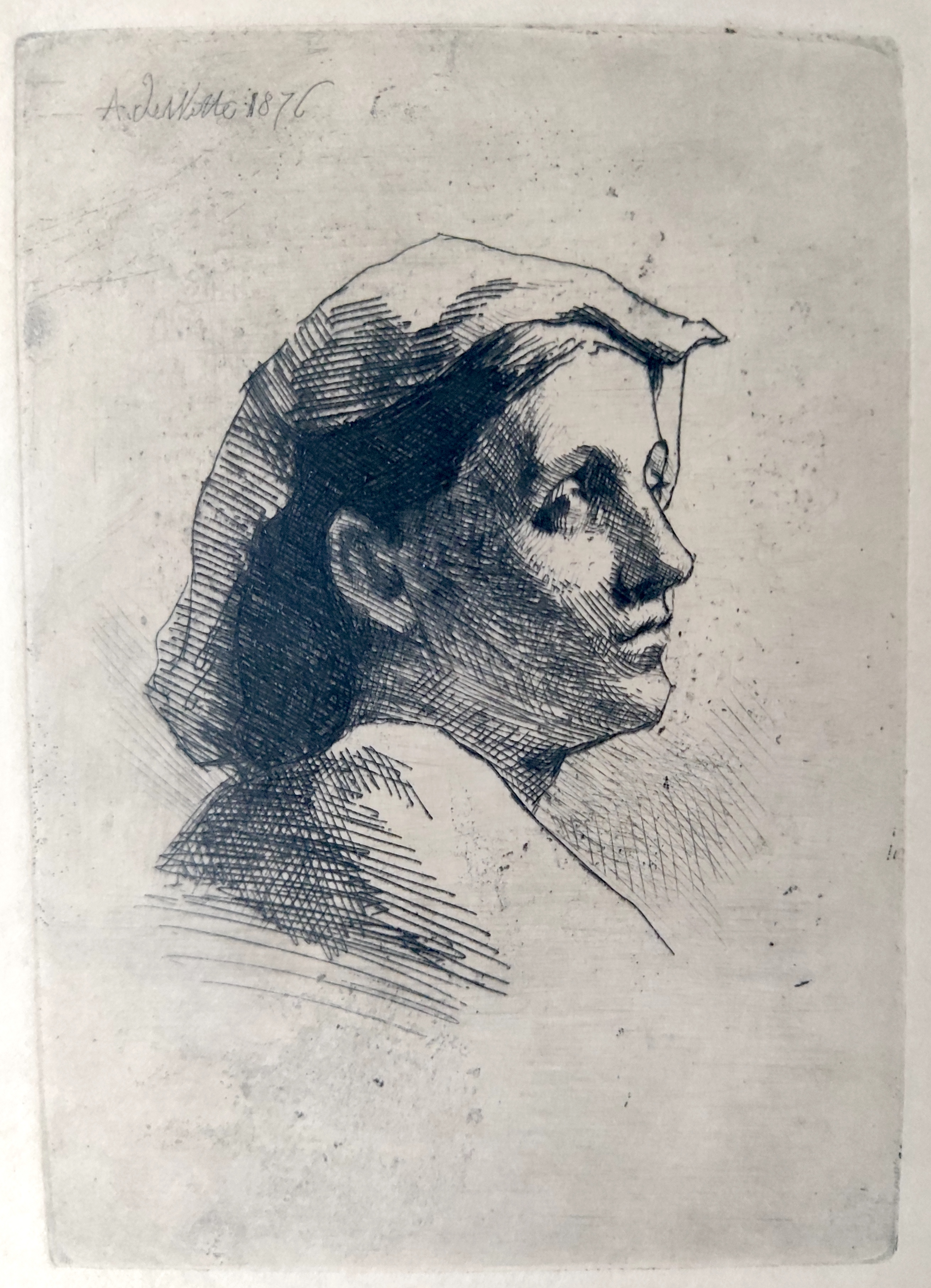
Tête de femme italienne de profil, 1876 (Eau-forte ; Inv. Delchevalerie no 35 ; 12,5 × 9 cm), Collection privée
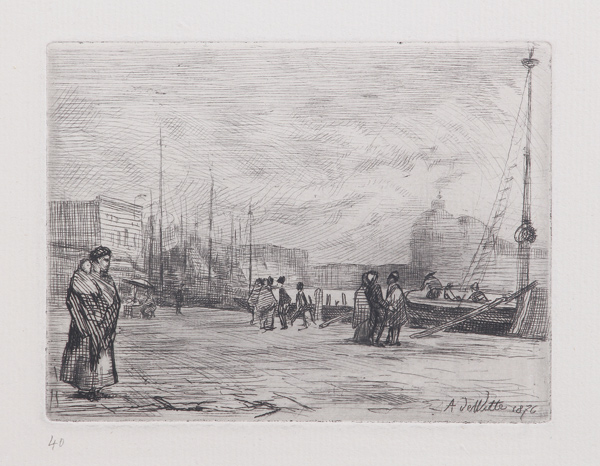
Vue de Venise, 1876 (Eau-forte ; Inv. Delchevalerie no 40 ; 8,5 × 11,5 cm), Liège, Cabinet des Estampes
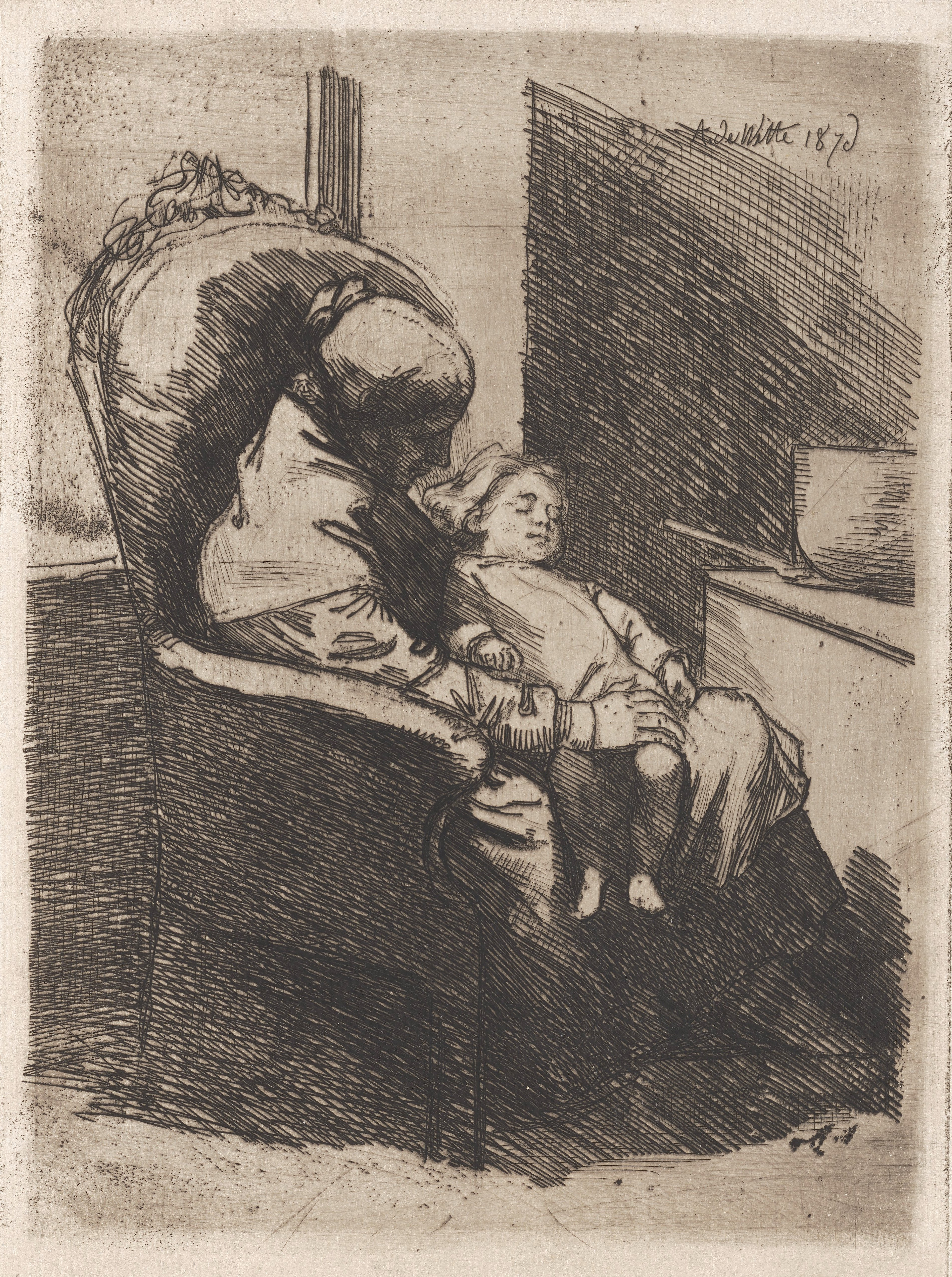
Femme assise de profil dans un fauteuil tenant un enfant sur ses genoux, 1876 (Eau-forte ; Inv. Delchevalerie no 49 ; 24,4 × 18,1 cm), Minneapolis, Minneapolis Institute of Art
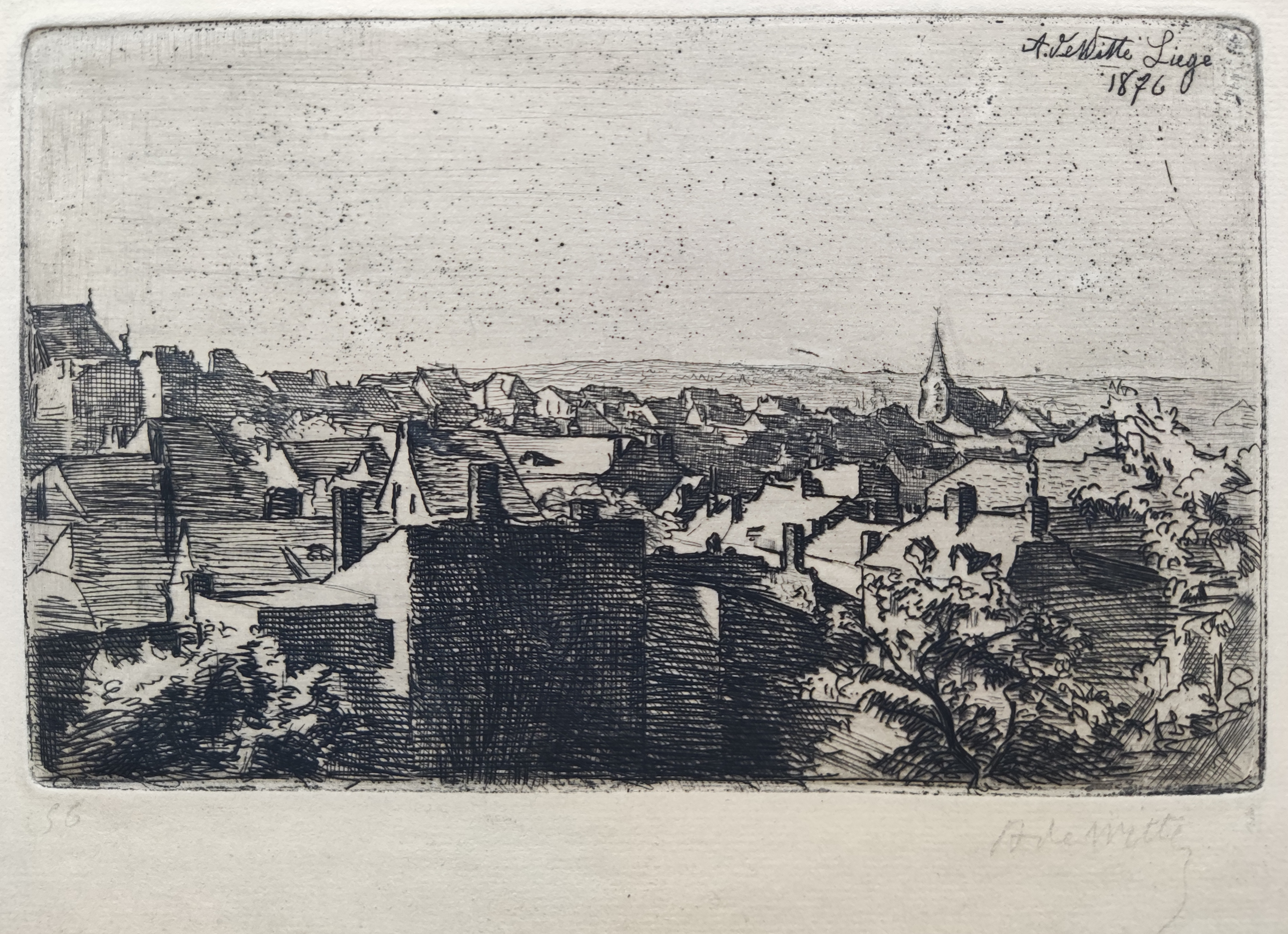
Vue de Liège, 1876 (Eau-forte ; Inv. Delchevalerie no 56 ; 11 × 17,5 cm), Collection privée
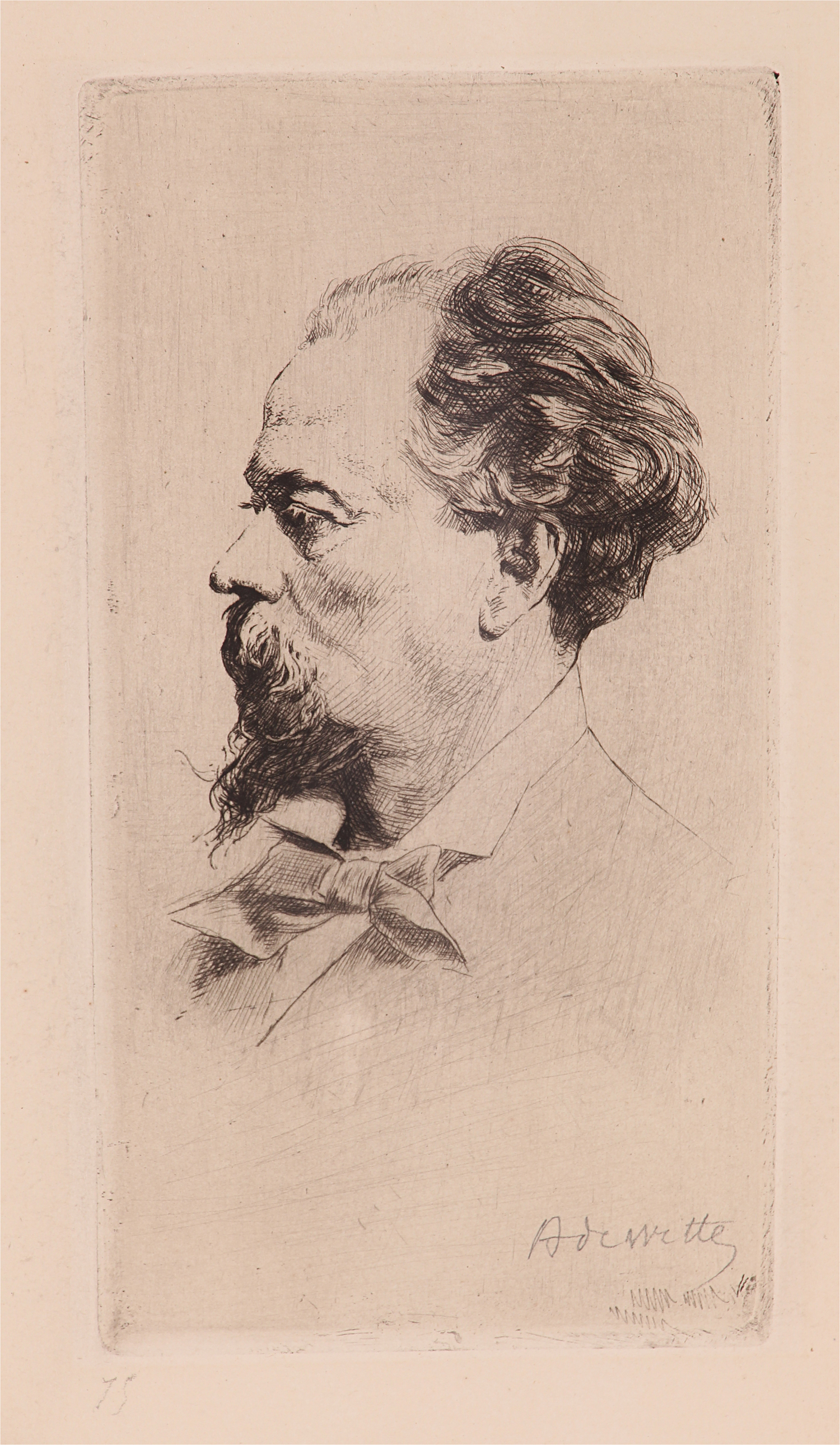
Portrait de M. Prosper Drion, 1877 (Eau-forte ; Inv. Delchevalerie no 75 ; 11 × 21 cm), Collection privée
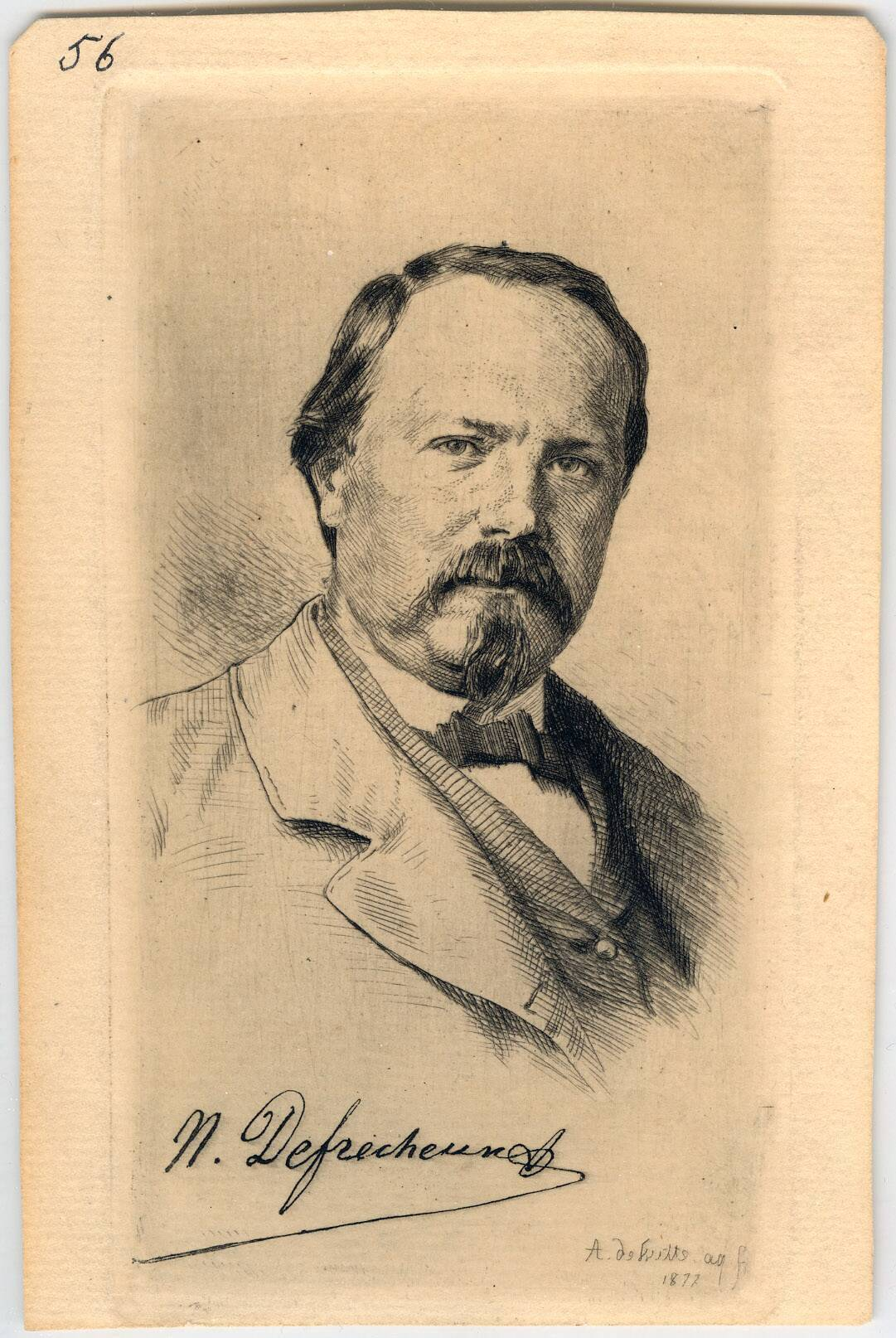
Portrait de Nicolas Defrêcheux, 1877 (Eau-forte et pointe sèche; Inv. Delchevalerie no 82 ; 12,5 × 7 cm), Liège, Musée de la Vie wallonne
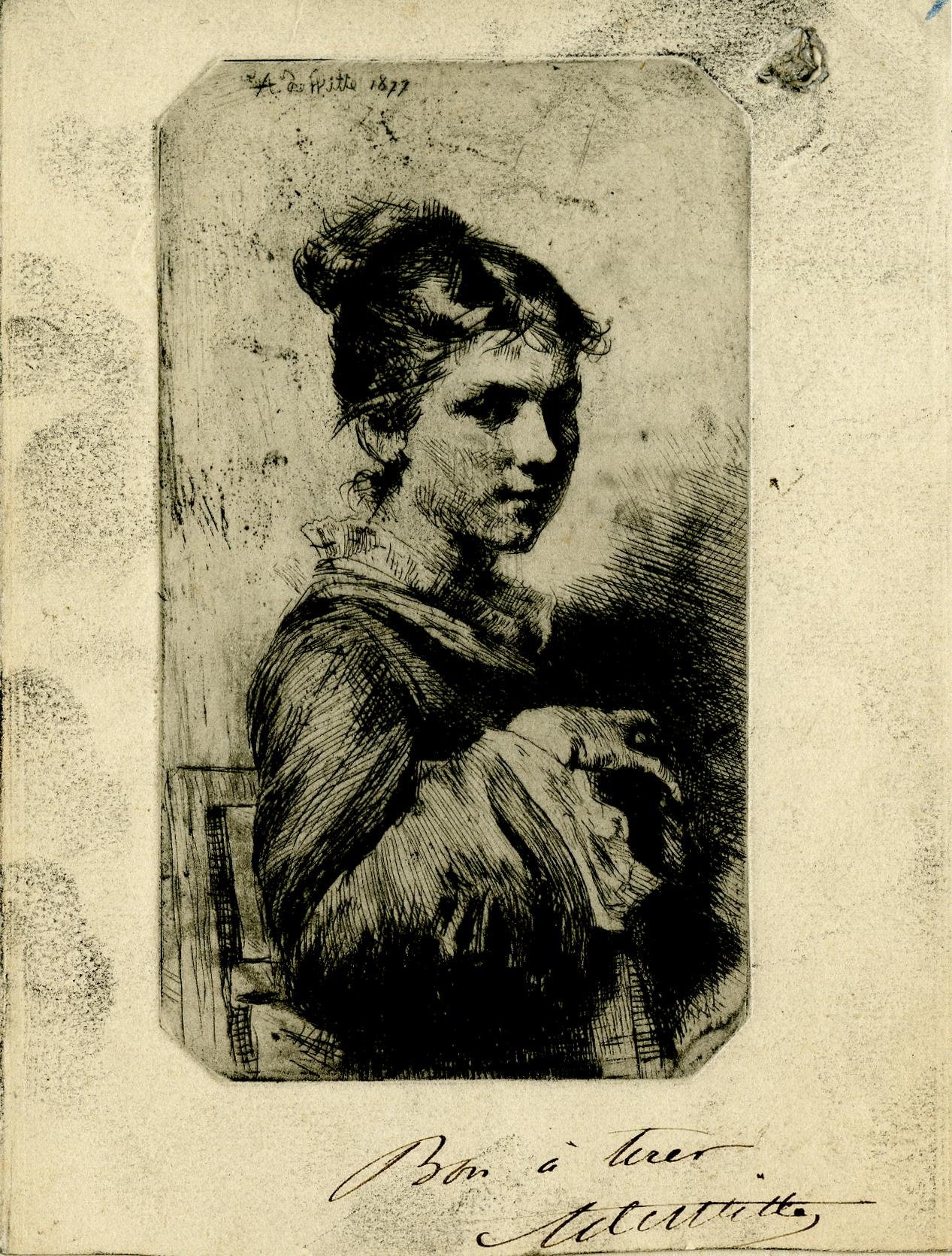
Buste de femme assise le bras appuyé sur le dossier de sa chaise, 1877 (Eau-forte ; Inv. Delchevalerie no 86 ; 13 × 7,9 cm), Londres, British Museum
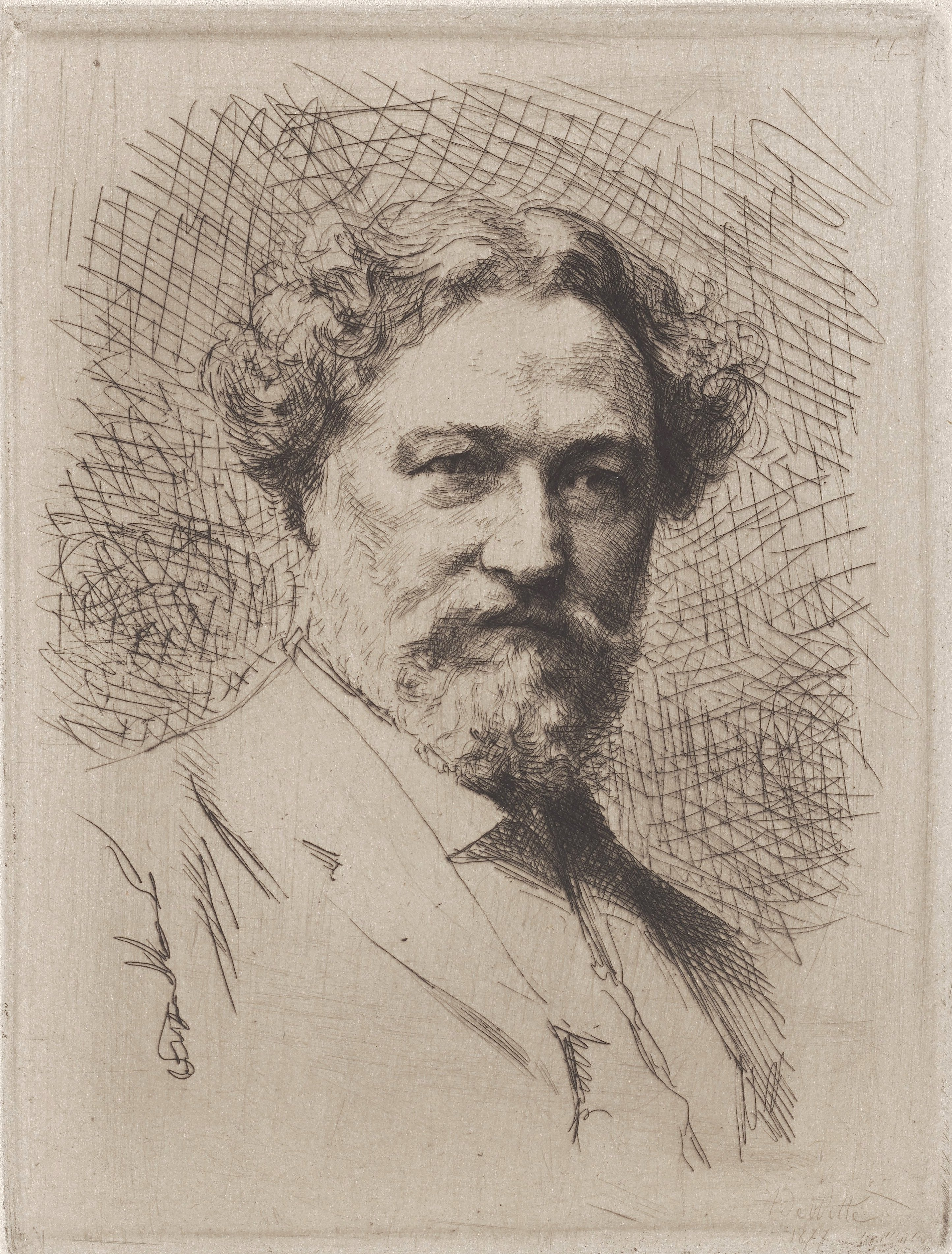
Portrait de Monsieur Terme, 1877 (Eau-forte ; Inv. Delchevalerie no 85 ou 87 ; 17,9 × 14,3 cm), Minneapolis, Minneapolis Institute of Art
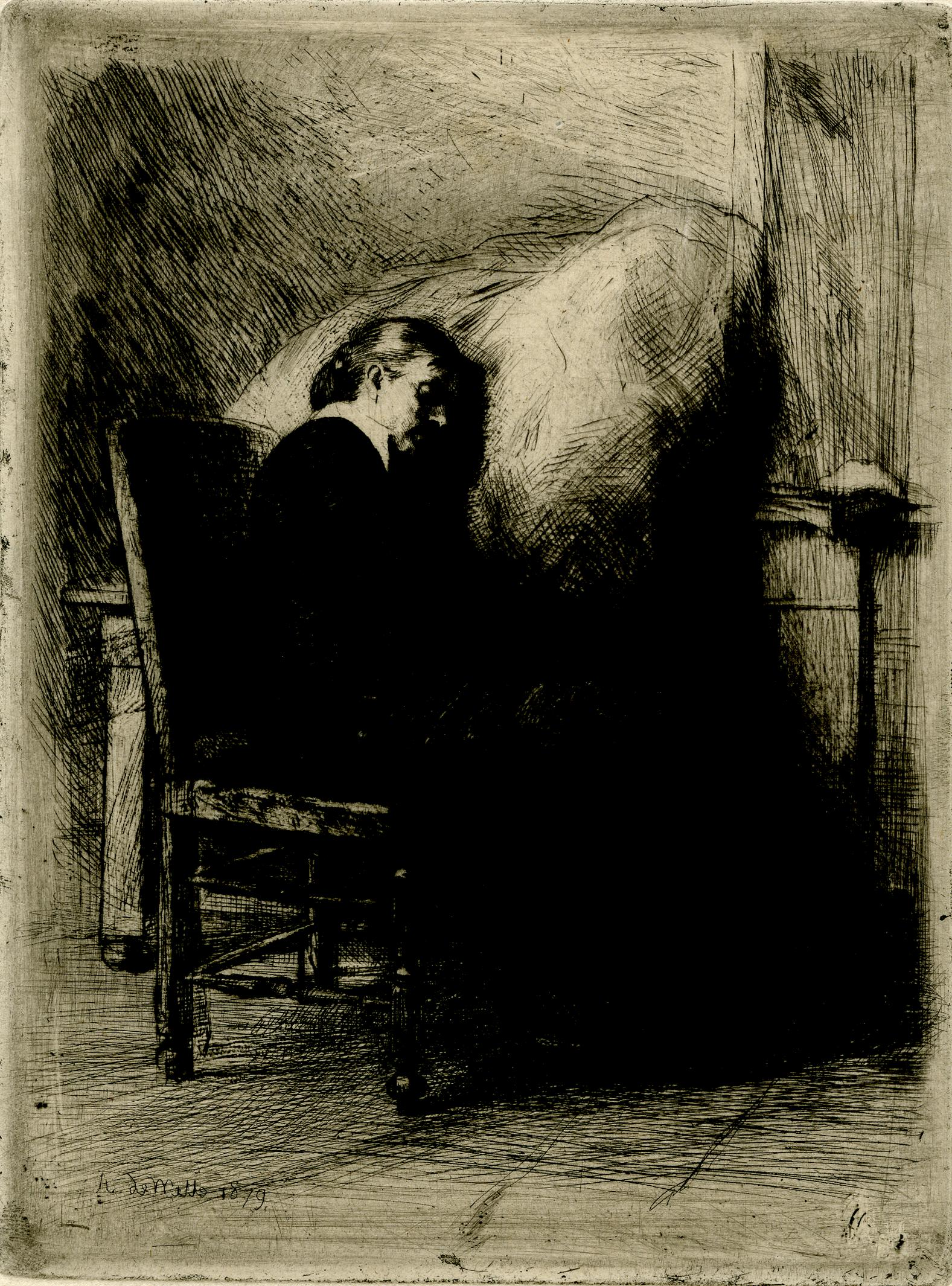
L'indisposée, 1879 (Eau-forte ; Inv. Delchevalerie no 102 ; 17,9 × 13,5 cm), Londres, British Museum
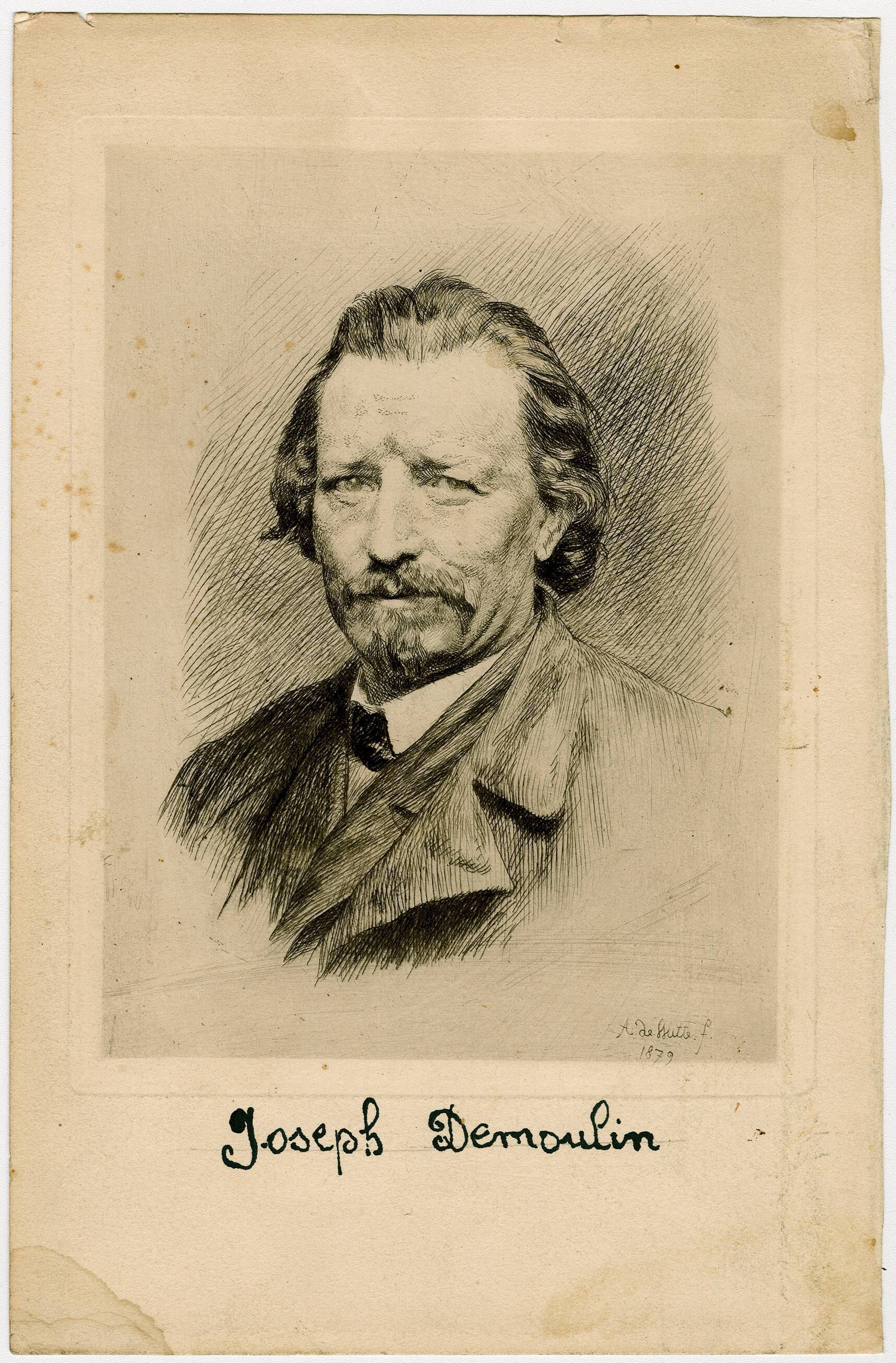
Portrait de Joseph Demoulin, 1879 (Eau-forte ; Inv. Delchevalerie no 106 ; 15,8 × 12 cm), Liège, Musée de la Vie wallonne
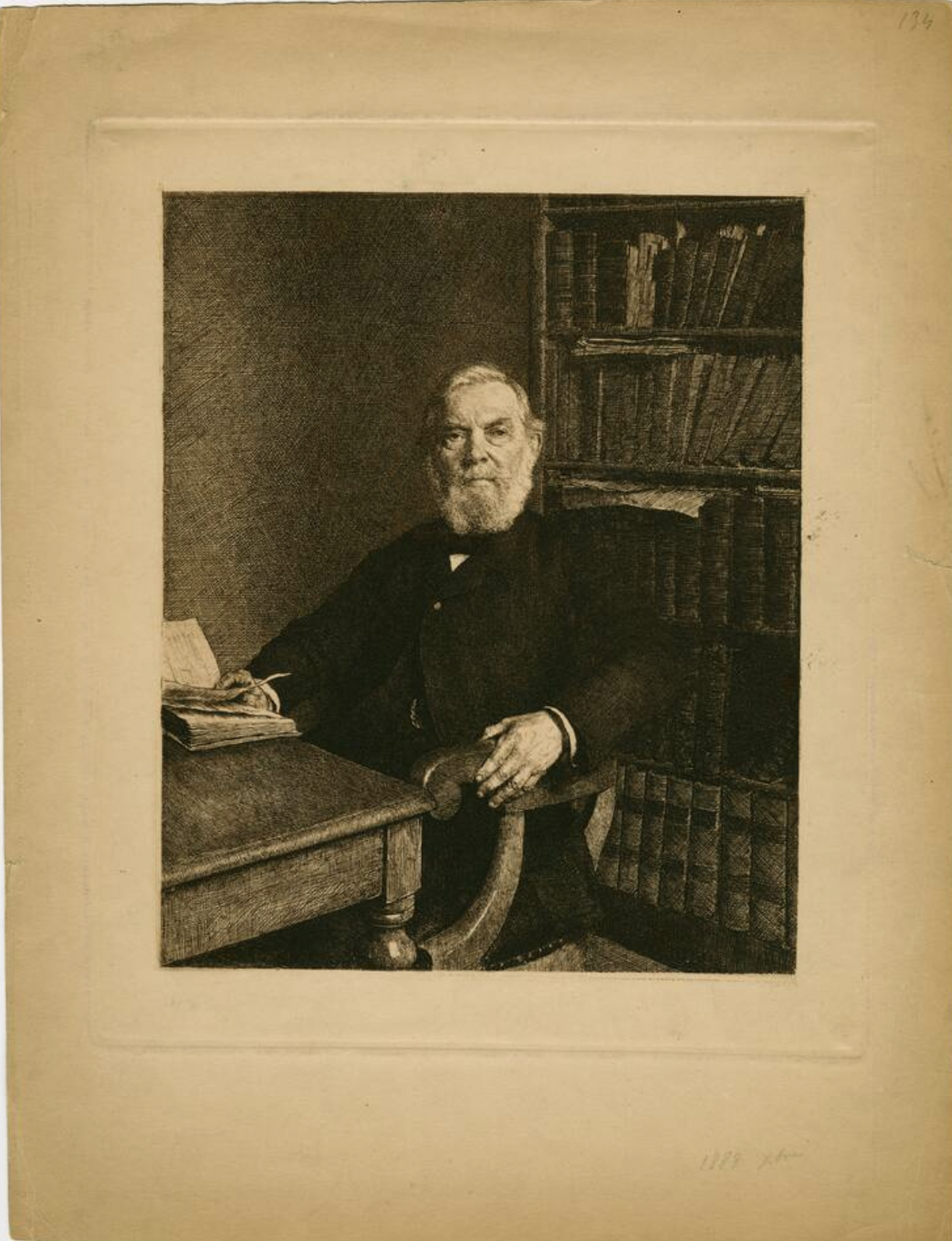
Portrait de Mathieu Grandjean, bibliothécaire à l'université de Liège, 1889 (Eau-forte et pointe sèche ; Inv. Delchevalerie no 136 ; 24 × 20 cm), Liège, Musée de la Vie wallonne

Des portraits réalisés par Adrien de Witte, Sander Pierron loue tout particulièrement les gravures de Félicien Rops et de Victor Chauvin : « Parmi tous ces visages faits d'après nature, ceux de Félicien Rops et du professeur Victor Chauvin ont la grave simplicité des œuvres définitives. Cette dernière effigie surtout est d'une psychologie comme inflexible : dans le masque au long front couronné d'une chevelure hirsute, toute la pensée est exprimée, toute cette pensée qui s'allie avec l'esprit des livres que serrent les mains nerveuses et où il semble que la lumière qui les éclaire soit un reflet de la lumière enveloppant les tempes intelligentes... »

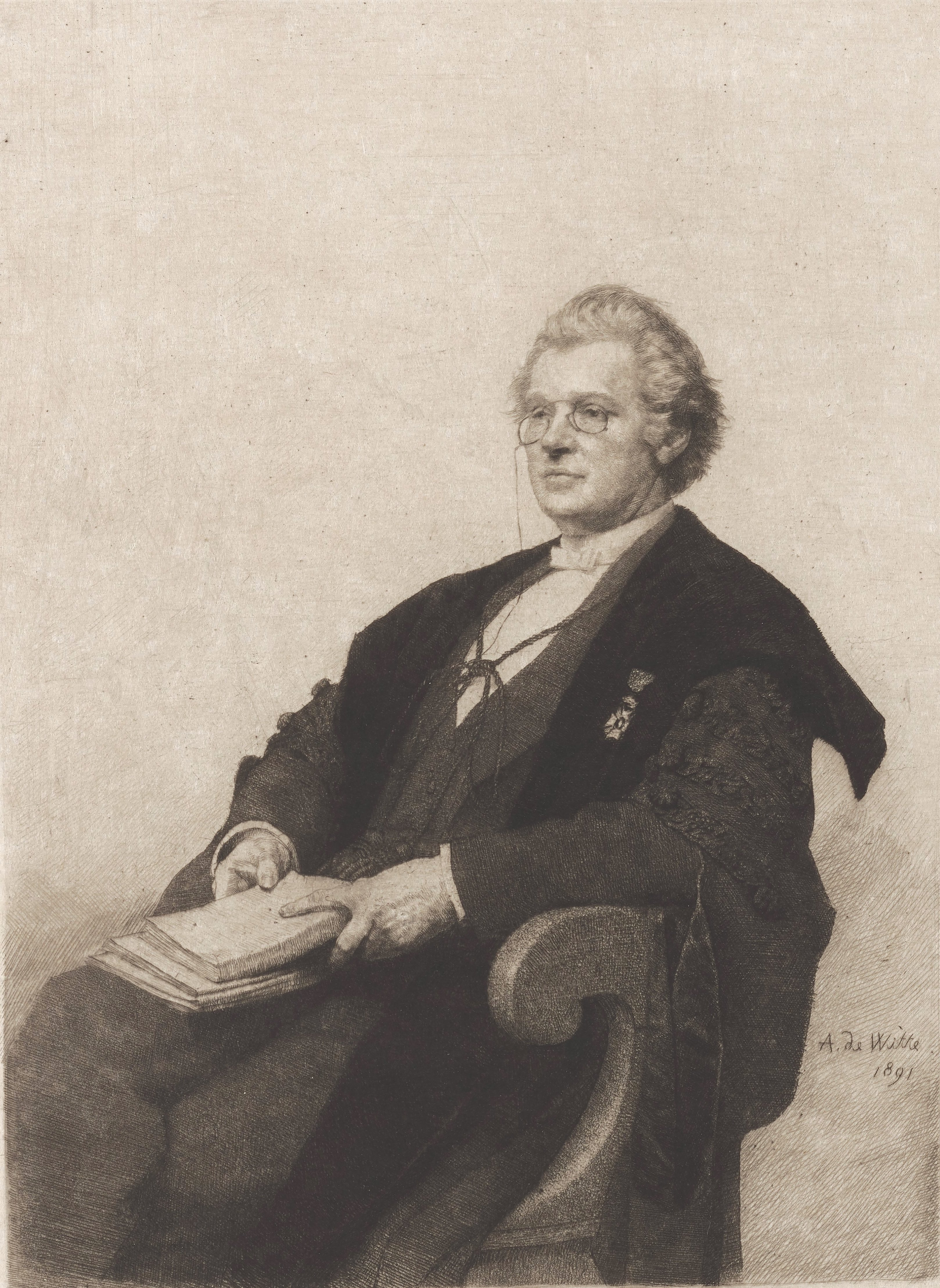
Portrait de Monsieur Victor Chauvin, 1891 (Eau-forte ; Inv. Delchevalerie no 150 ; 24,5 × 18,6 cm), Minneapolis, Minneapolis Institute of Art
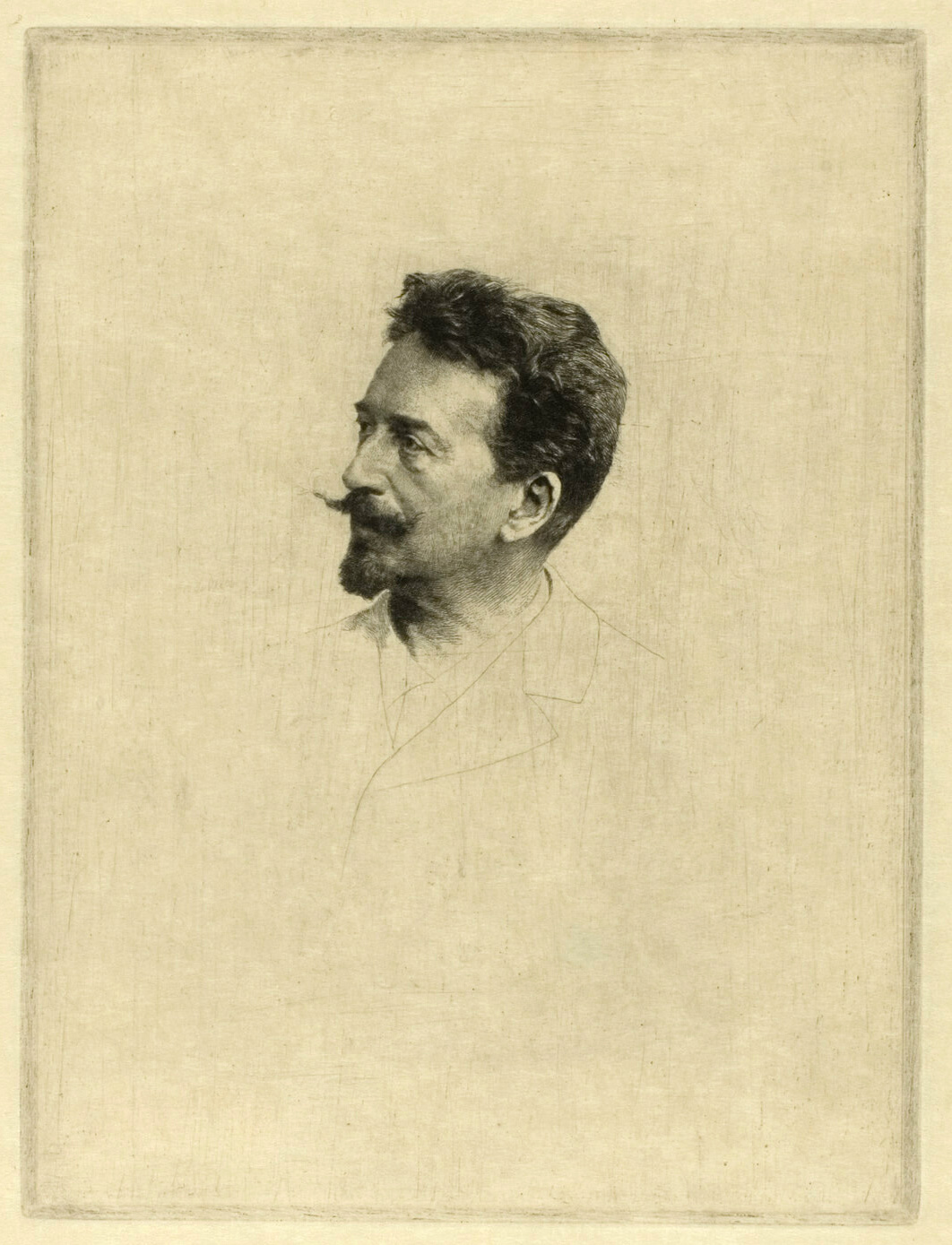
Portrait de Félicien Rops, 1894 (Eau-forte ; Inv. Delchevalerie no 163 ; 19,9 × 15,1 cm), Chicago, Art Institute of Chicago

Il a également réalisé plusieurs autoportraits gravés, entre autres celui de 1889 « sous un vaste chapeau italien » (Étude de tête d'homme avec un chapeau haut), estampe dont Charles Delchevalerie disait qu'elle est « individuelle, par la souple précision qui anime cette physionomie aux yeux observateurs dans le visage patricien ; elle prend par le style et la profondeur ce haut caractère d'humanité transposée qui dépasse la ressemblance particulière ».

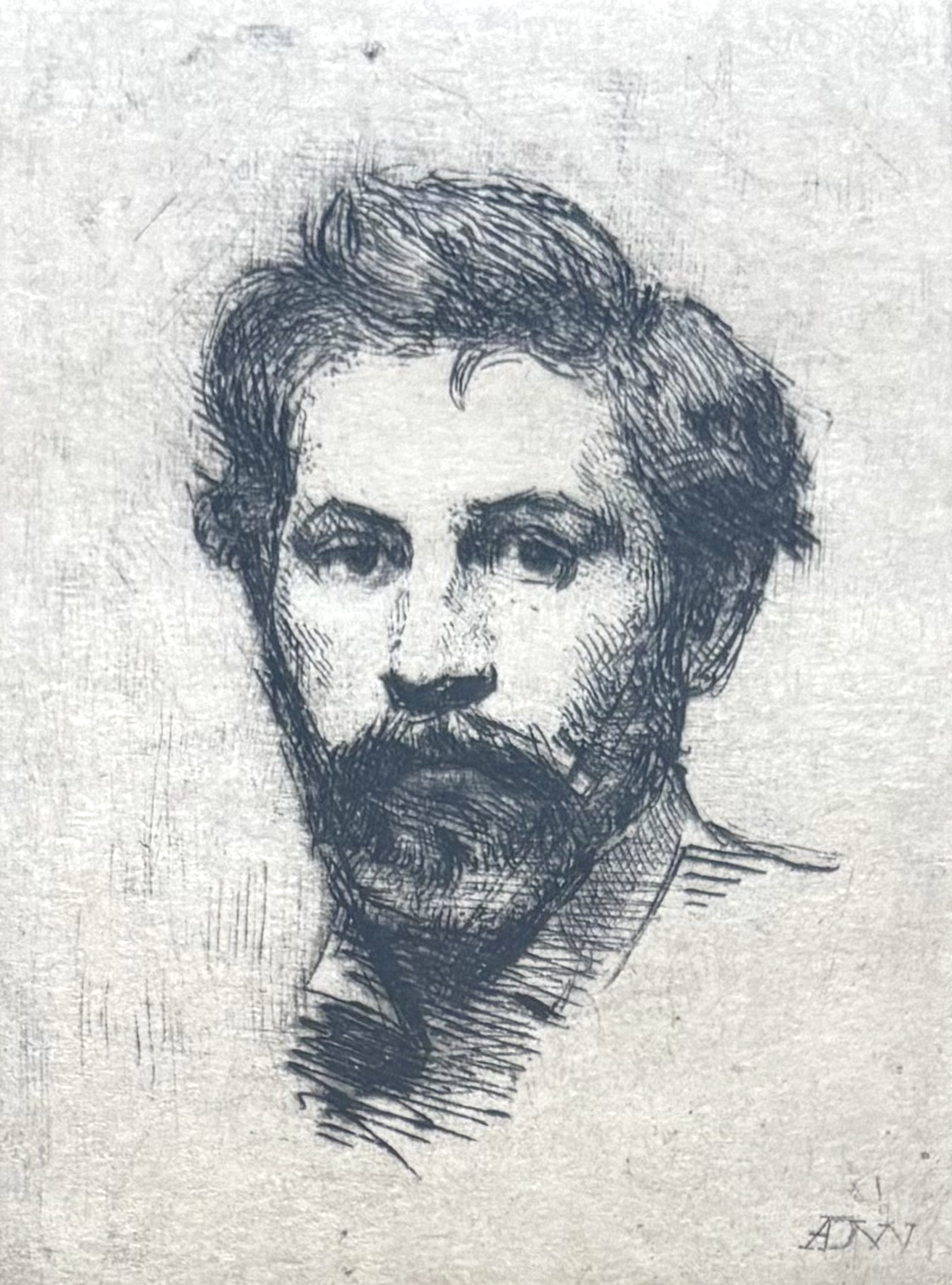
Autoportrait, 1885-1890 (Eau-forte ; 8,3 × 6,3 cm), Collection privée
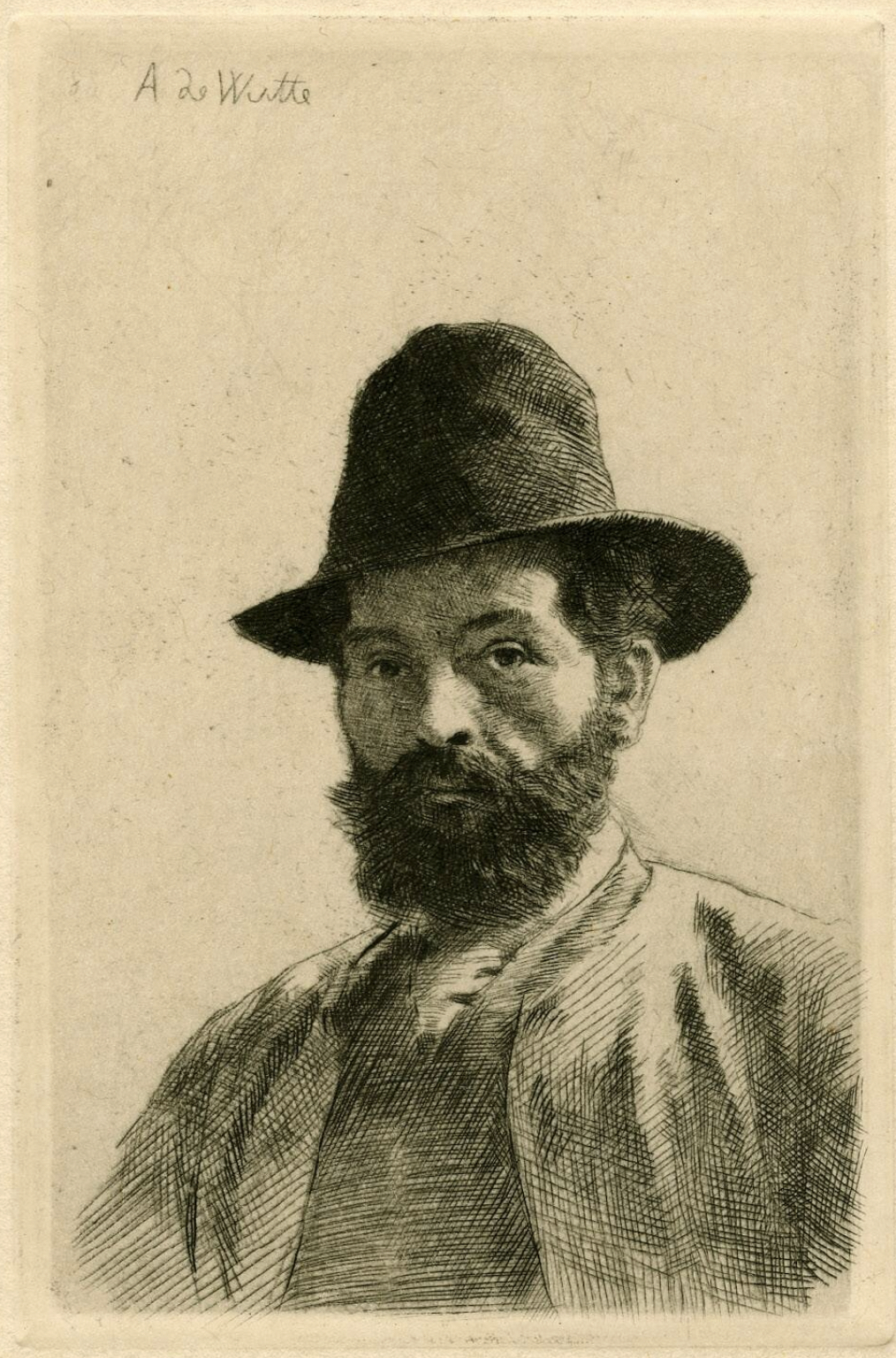
Étude de tête d'homme avec un chapeau haut, 1889 (Eau-forte ; Inv. Delchevalerie no 132 ; 12 × 8 cm), Liège, Musée de la Vie wallonne

Comme il a déjà été commenté, la production artistique d'Adrien de Witte se réduit sensiblement une fois qu'il est nommé en 1885 à l'Académie royale des beaux-arts de Liège,,,,,, et cela est particulièrement le cas pour son œuvre gravé puisque, du total des 188 planches répertoriées dans le catalogue d'Armand Rassenfosse de 1927, 122 ont été réalisées avant 1885. Qui plus est, les gravures produites après 1885 sont d'habitude retravaillées à maintes reprises par l'artiste, jusqu'à atteindre des niveaux extrêmes de détail et de modelé,. Certains commentateurs, comme Charles Delchevalerie, y voient « l'analytique minutie du métier » qui nous « invite à communier avec lui dans sa méditative religion de la vérité », mais d'autres, comme Sander Pierron, préfèrent le langage des premiers états, le considérant plus léger et fluide : « Regardez [...] ses deux botteresses assises [...] d'un caractère si familier et si cordial ; il faut totalement les admirer dans les premiers états, d'un métier si sobre, d'un style si simple, qui se compliquent dans les états successifs, comme c'est souvent le cas chez ce merveilleux et, serions-nous tenté d'écrire, trop consciencieux artiste, de Witte reprend si souvent et si longuement ses œuvres, qu'il lui arrive de figer ses figures en les emprisonnant dans des contours appuyés, en modelant les formes à l'excès, et en poursuivant alors le détail dans les recoins ; il fatigue, il éreinte, dans ces conditions, la plaque qui, en principe, était magnifique en son langage clair et aisé. »

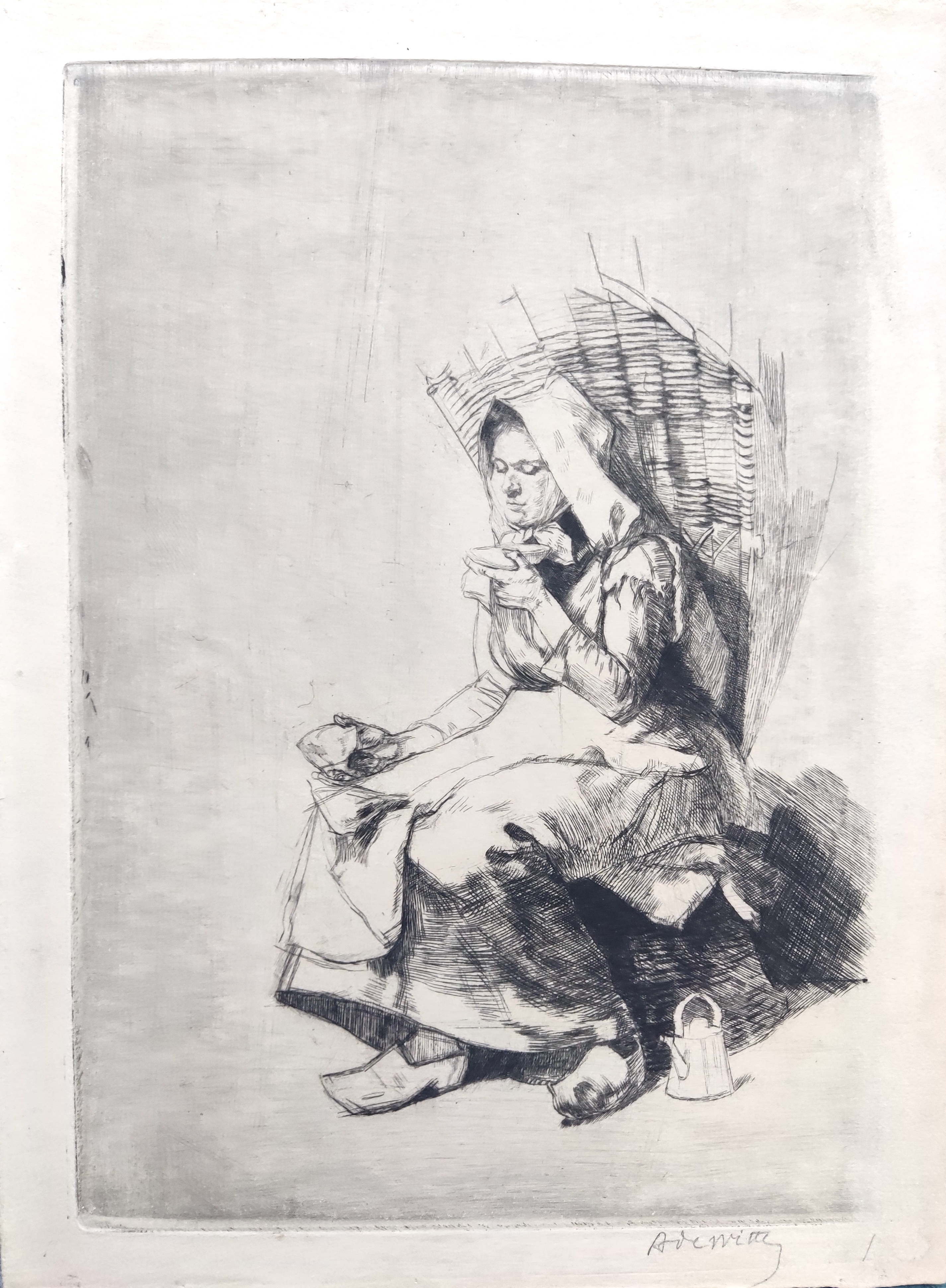
Boteresse soufflant sur sa tasse de café, 1889 (Eau-forte ; Inv. Delchevalerie no 147 ; 31 × 23 cm, état intermédiaire), Collection privée
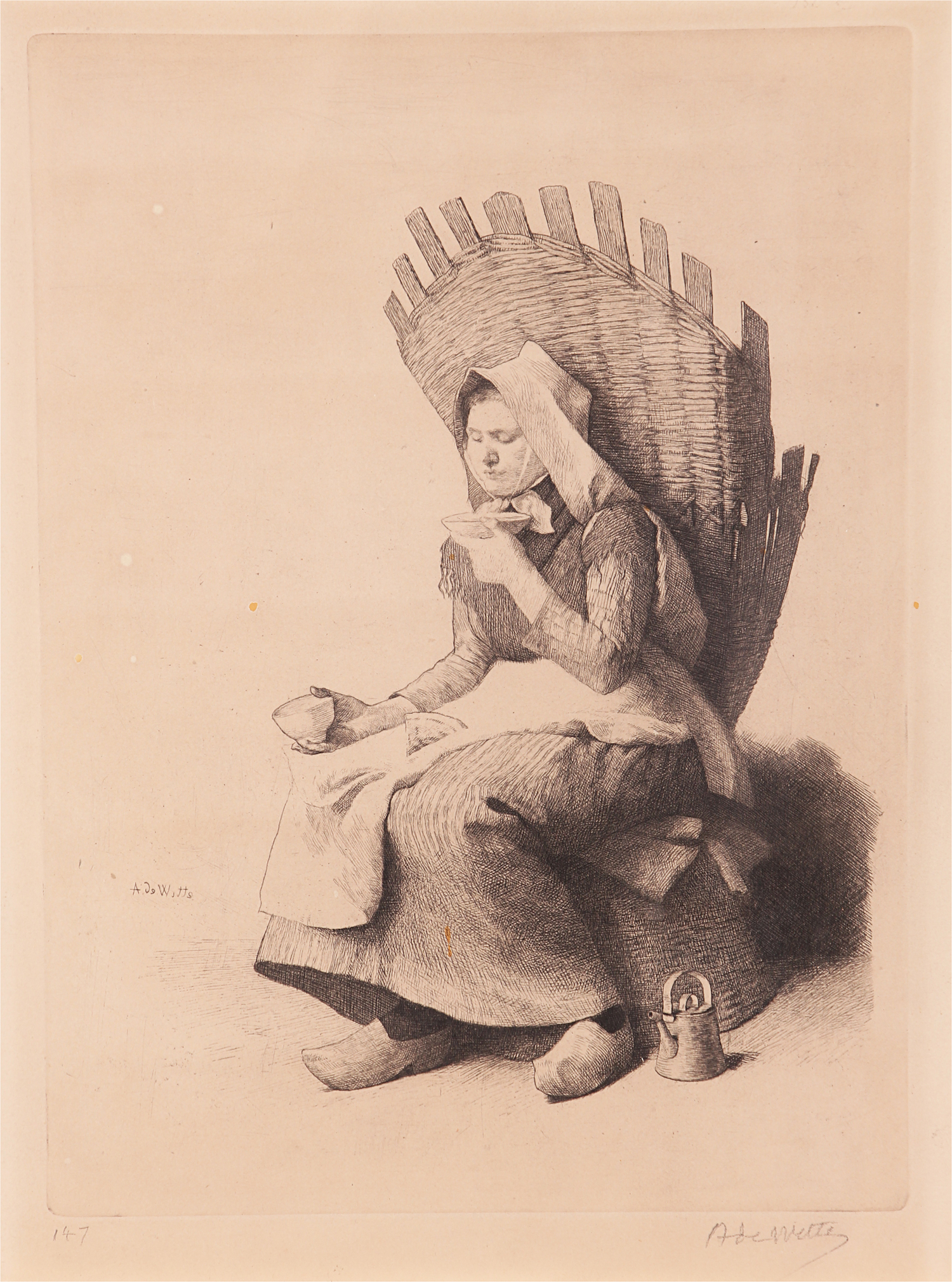
Boteresse soufflant sur sa tasse de café, 1889 (Eau-forte ; Inv. Delchevalerie no 147 ; 31 × 23 cm), Collection privée
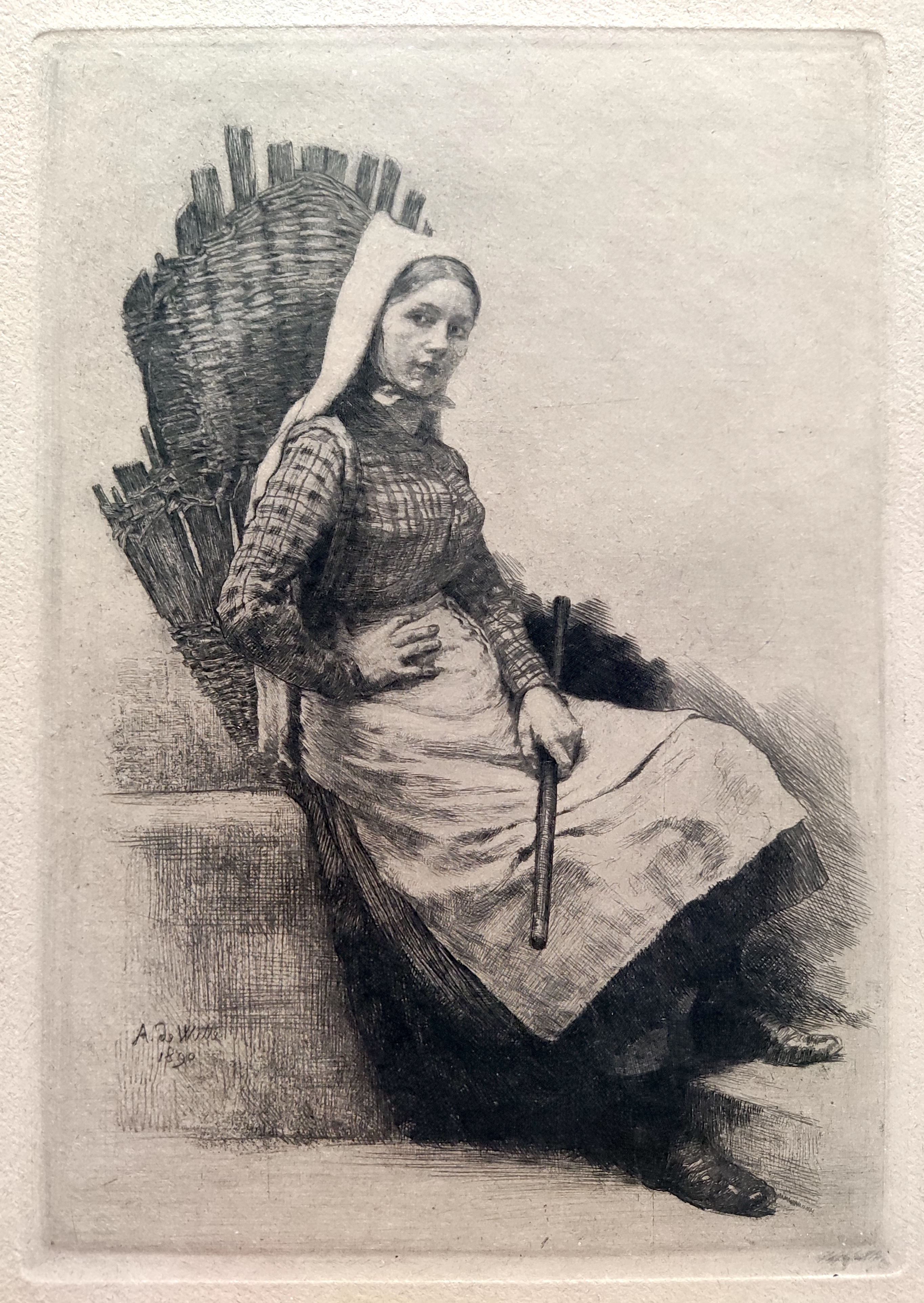
La botteresse au bâton, 1890 (Eau-forte ; Inv. Delchevalerie no 146 ; 20 × 14 cm), Collection privée

### Dessins et croquis
Les dessins et croquis composent le plus gros de l'œuvre d'Adrien de Witte selon le catalogue établi en 1927 par Armand Rassenfosse. Y sont consignés 255 dessins et croquis, même si Armand Rassenfosse y précise que cet inventaire est incomplet : « Il existe de très nombreux croquis et de nombreux portraits de famille et d'amis, ainsi que d'autres dessins de tous genres exécutés au fusain, au crayon noir, à la mine de plomb, à la plume, au lavis et en peinture, qu'il est absolument impossible de dénombrer exactement ».
Charles Delchevalerie remarque la capacité d'unir « l'analyse à la synthèse » et la minutie qu'Adrien de Witte démontre dans ses dessins,,. Il poursuit et commente : « Le procédé lui-même (dessin à la plume) peut conduire à la sécheresse, Mais, ayant constaté sa méticuleuse perfection, prenez du recul, et voyez comment la scène aux mille détails s'ordonne et devient un tableau homogène, largement conçu, où la lumière circule, et qu'imprègne une atmosphère de pénétrante intimité ! » Jules Bosmant arrive à la même conclusion : « [...] si l'on considère d'assez près les grands dessins à la plume du Maître on s'étonne du trait qui caresse chaque détail, s'éprend des plus ténues broderies, hachure les étoffes avec application. Et cependant dès qu'on s'éloigne tout s'ordonne, chaque élément prend sa place, l'équilibre inattaqué régit souverainement le tableau. »

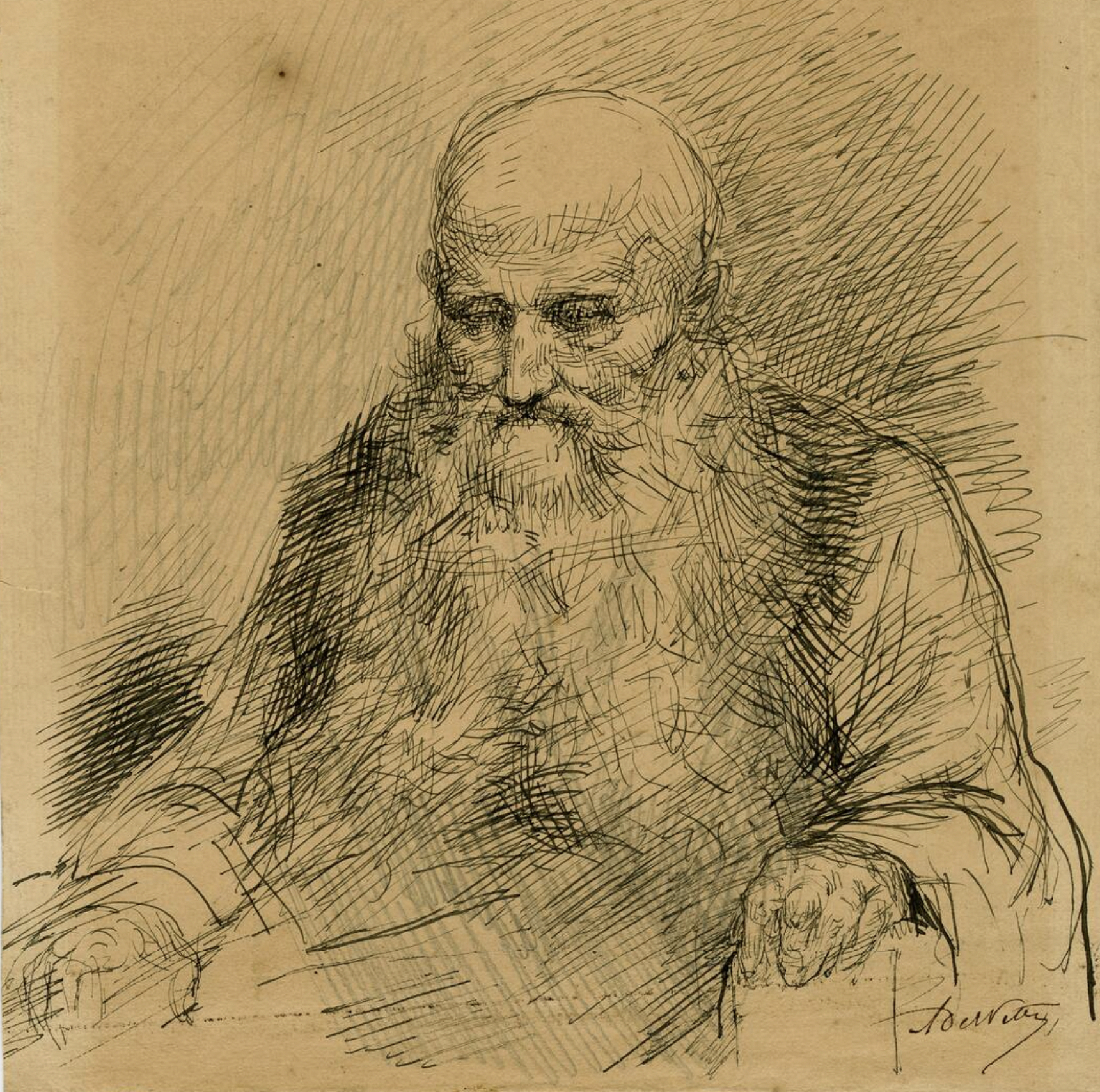
Portrait de vieillard barbu, vers 1900 (Plume et encre de Chine sur papier ; 19,6 × 18 cm), Liège, Musée de la Vie wallonne
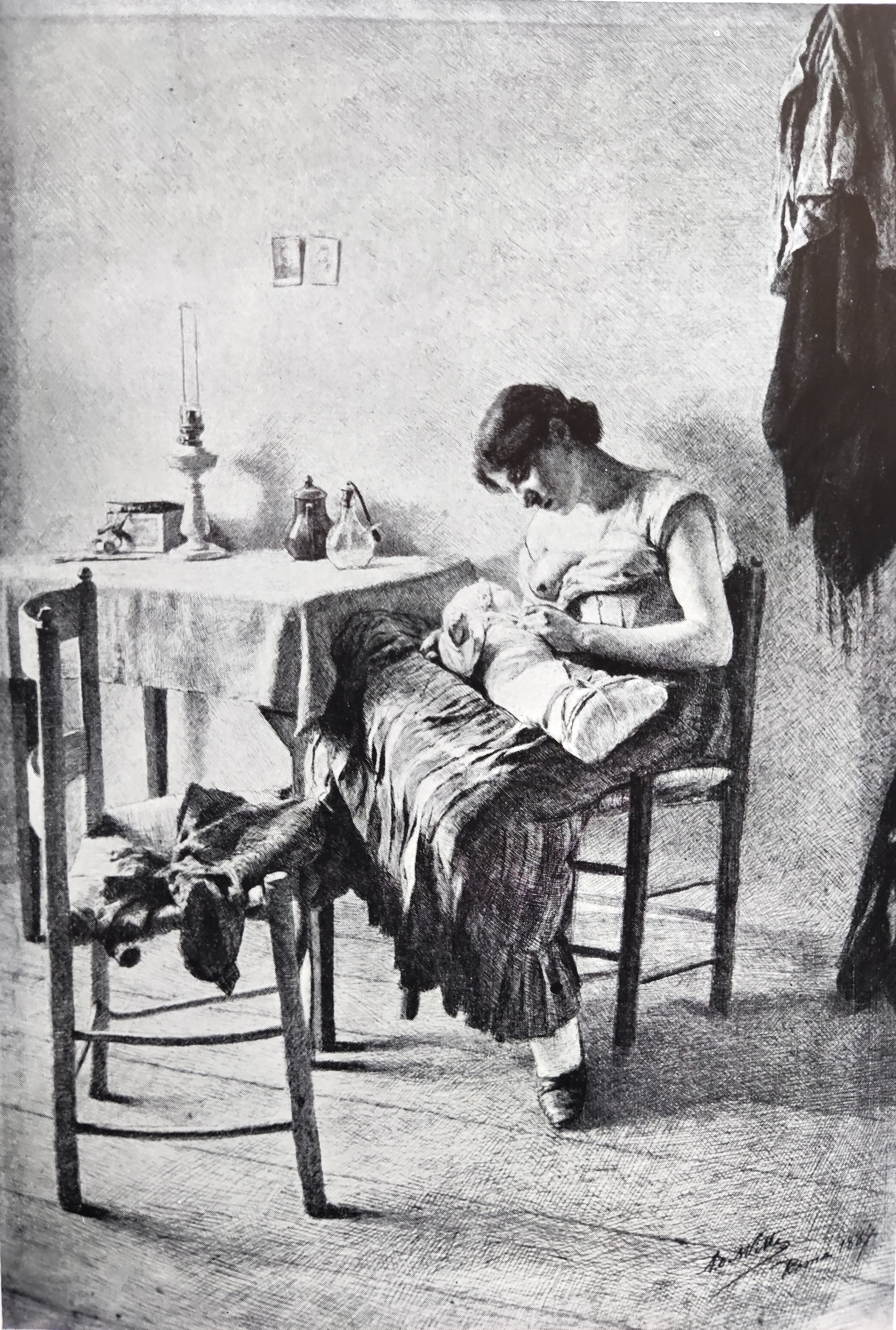
La jeune mère, 1884 (Plume ; photographie de la reproduction imprimée dans Monographies de l'art belge : Adrien de Witte de Charles Delchevalerie en 1949), Liège, La Boverie
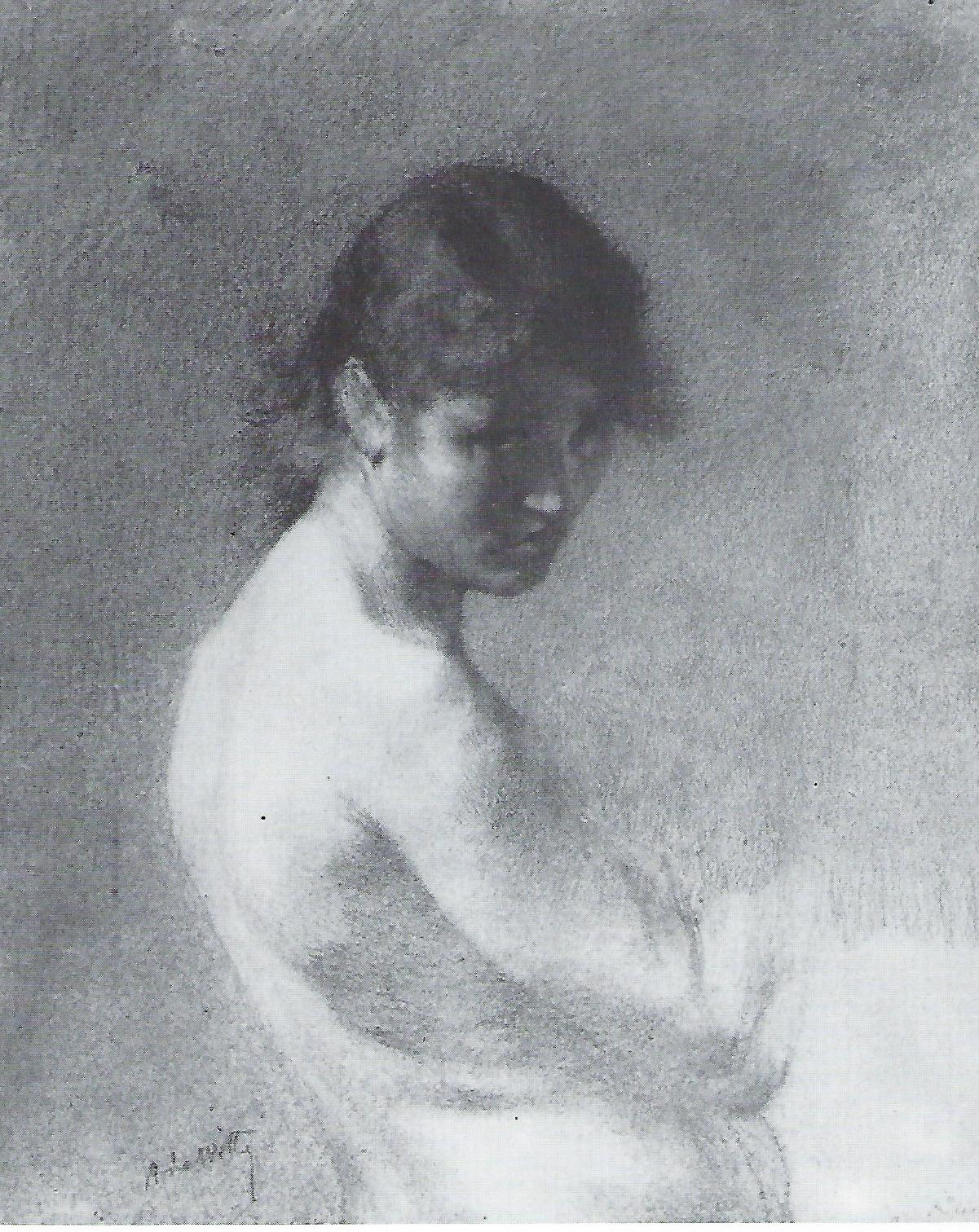
Luisa-luglio-agosto, 1880 (Fusain ; 31,7 × 26,8 cm), Collection privée (1981)
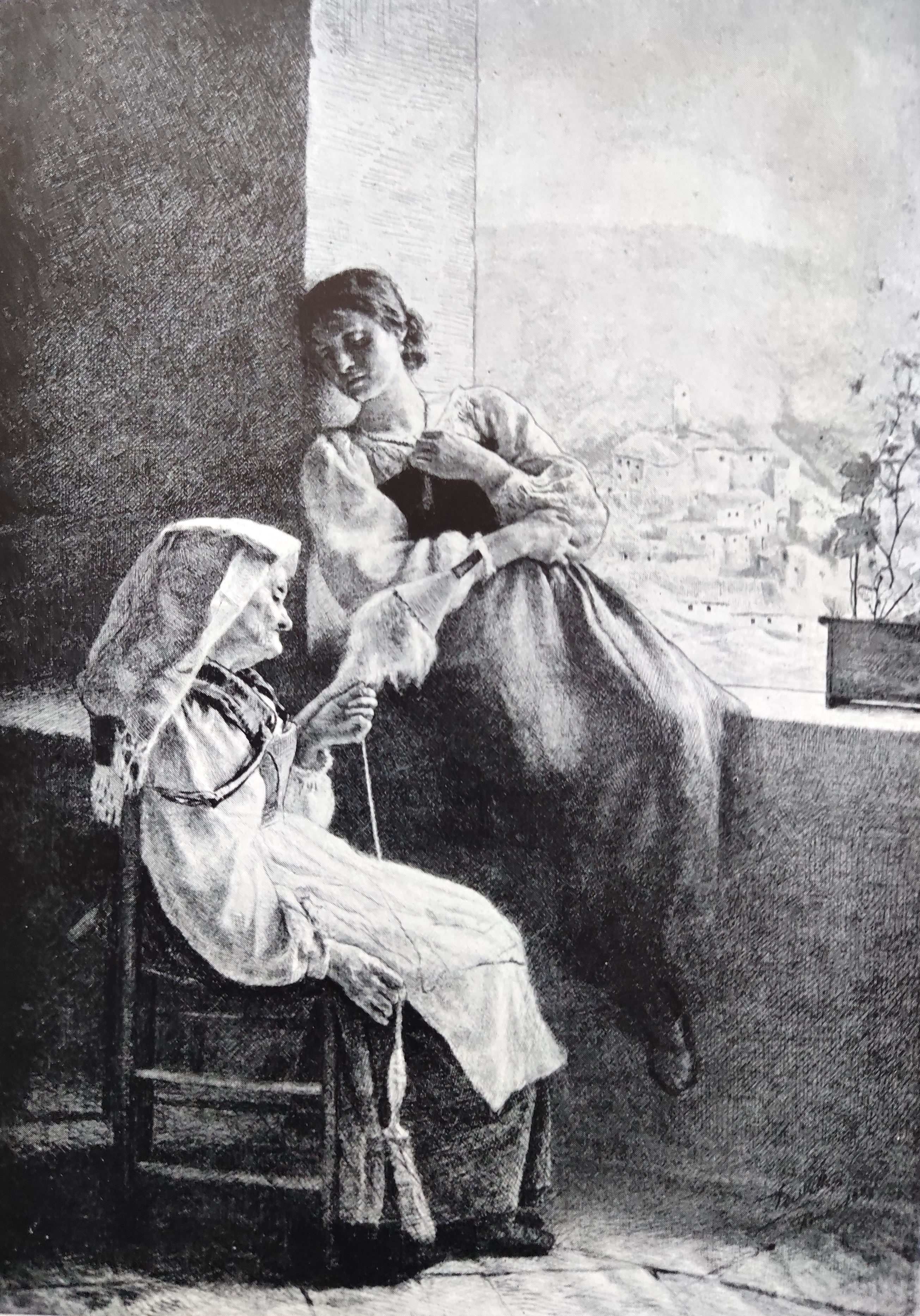
Les conseils maternels, 1884 (Plume ; photographie de la reproduction imprimée dans Monographies de l'art belge : Adrien de Witte de Charles Delchevalerie en 1949), Liège, La Boverie
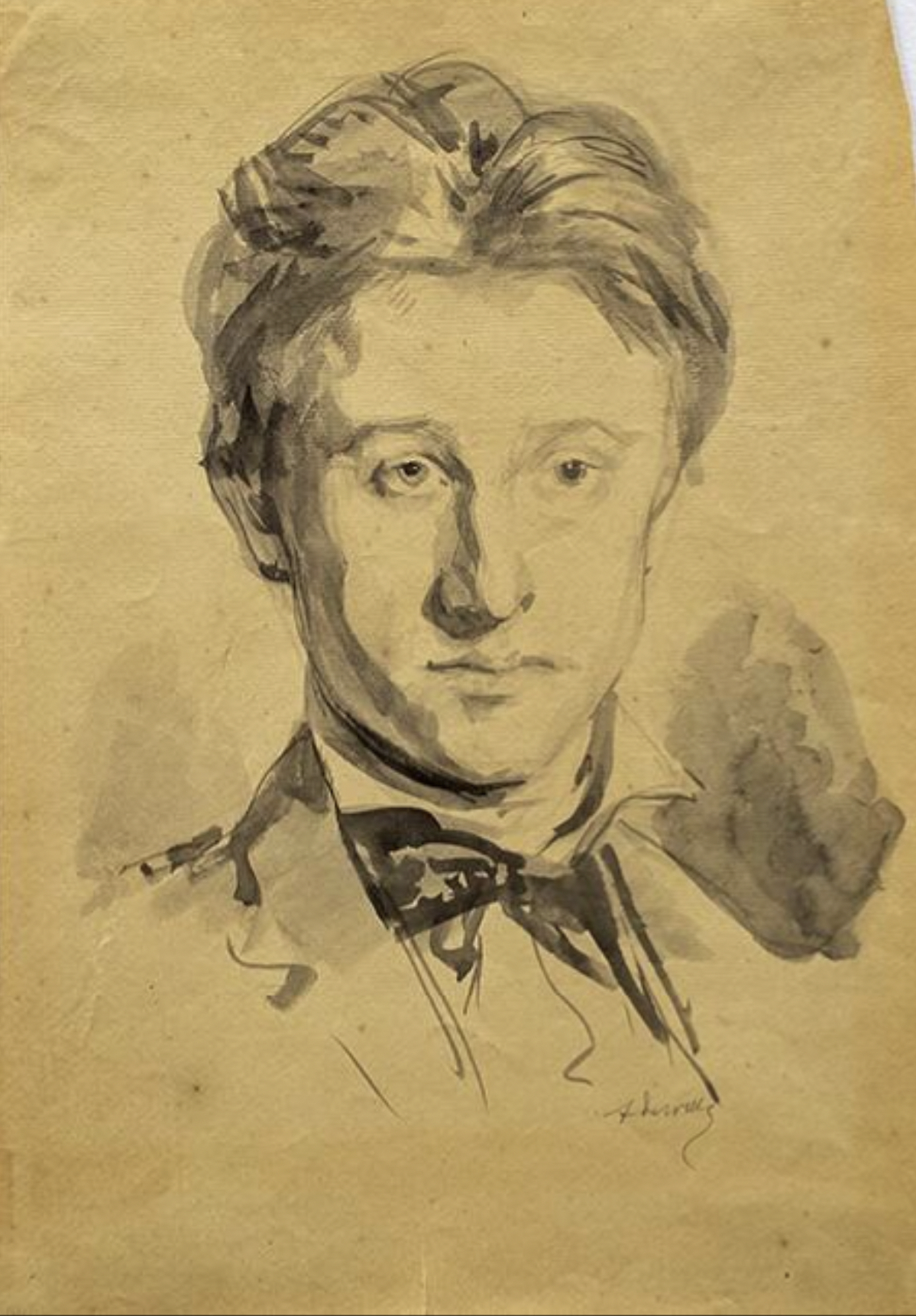
Portrait de jeune homme, avant 1920 (Lavis sur papier ; 29 × 21 cm), Liège, Collection Artistique de la Province de Liège

Comme exemple, le paragraphe suivant présente un des dessins caractéristique du style d'Adrien de Witte, « Le rideau » de 1890.

#### Le rideau (1890)

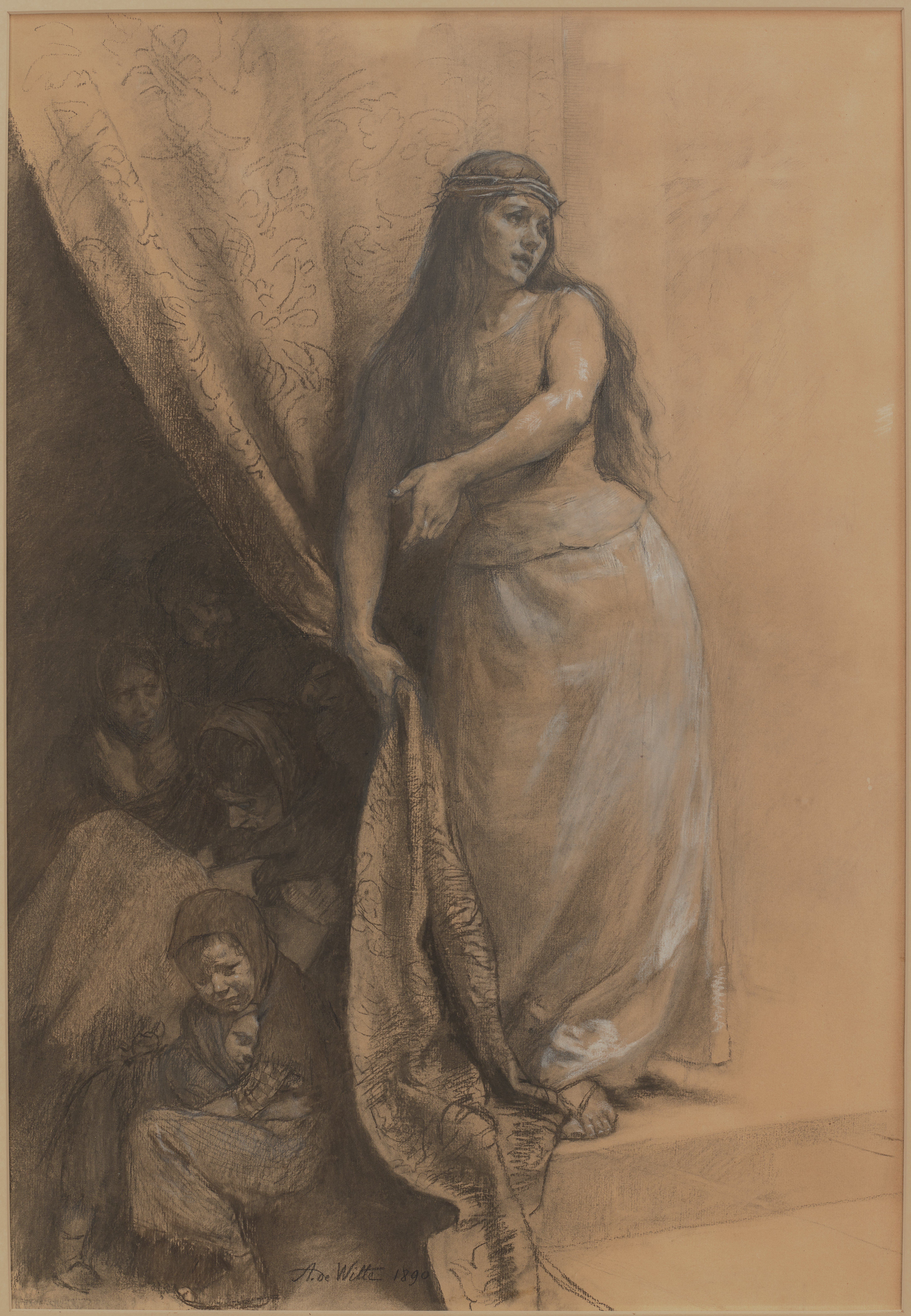
Le Rideau, 1890 (Dessin à la craie noire et au crayon noir sur papier beige ; MIA Accession Number 2020.92.2. ;), Minneapolis, Minneapolis Institute of Art

Œuvre de 1890 conservée au Minneapolis Institute of Art depuis 2020 grâce au don d'Yvonne and Gabriel Weisberg et que le musée analyse sur son site web : « Une jeune femme aux cheveux longs se tient au bord d'une scène devant un grand rideau richement brodé. Elle porte une couronne d'épines. Elle est la "Madre Misericordia", la Mère de la Miséricorde, l'un des nombreux titres conférés à Marie la mère de Jésus par ses fidèles dans l'Église catholique romaine. Sa tenue simple – jupe longue, chemisier sans manches et sandales – souligne son humilité. Elle regarde un public invisible, relevant le rideau alors qu'elle montre ce qui se cache derrière. Dans l'ombre, nous pouvons distinguer six personnages entassés. Deux enfants au premier plan. Plus loin, nous trouvons deux femmes, l'une jeune, l'autre plus âgée. Au fond, nous pouvons distinguer deux autres personnages, peut-être un couple âgé. Ce sont les opprimés, les pauvres, les oubliés. La Mère de la Miséricorde nous rappelle notre devoir de nous souvenir d'eux et de les aider. [...] Il (Adrien de Witte) a fait ce dessin en 1890. Cette même année, des mauvais investissements de la Barings Bank en Amérique du Sud ont fait boule de neige et provoquent une panique financière internationale. Celle-ci entraîne une détérioration des conditions de vie, déjà difficiles auparavant, de gens comme ceux derrière le rideau. »

### Peintures
Le rôle d'Adrien de Witte comme artiste peintre a, pendant longtemps, souffert de sa réputation comme graveur,,,,. Et pourtant, l'artiste peintre n'a rien à envier au graveur, comme le défend Jules Bosmant en passant en revue la liste des peintures de l'artiste qu'il considère comme les plus représentatives : « On a souvent fait tort à de Witte en grossissant son rôle de graveur au détriment de sa réputation de peintre. C'est une grande injustice. Avant tout et par dessus tout de Witte est peintre. La nature morte en blanc - Après le déjeuner de la collection Herve, Boules de neige de la collection Rassenfosse, Les Lavandières, La Lessiveuse qu'il exposait déjà en mars 1880 à la vitrine Koister, place Verte et surtout l'admirable Corset rouge qui date de la même époque dispensent de vaines démonstrations. Et que dire du Portrait de femme en corsage noir de la collection Chizelle, du portrait au pastel de Mme De Soer de Solières, de ses nombreuses natures-mortes, de ses Fleurs et de ce Gordon-Setter qui nous surprit tous, au salon de 1926 [...] »

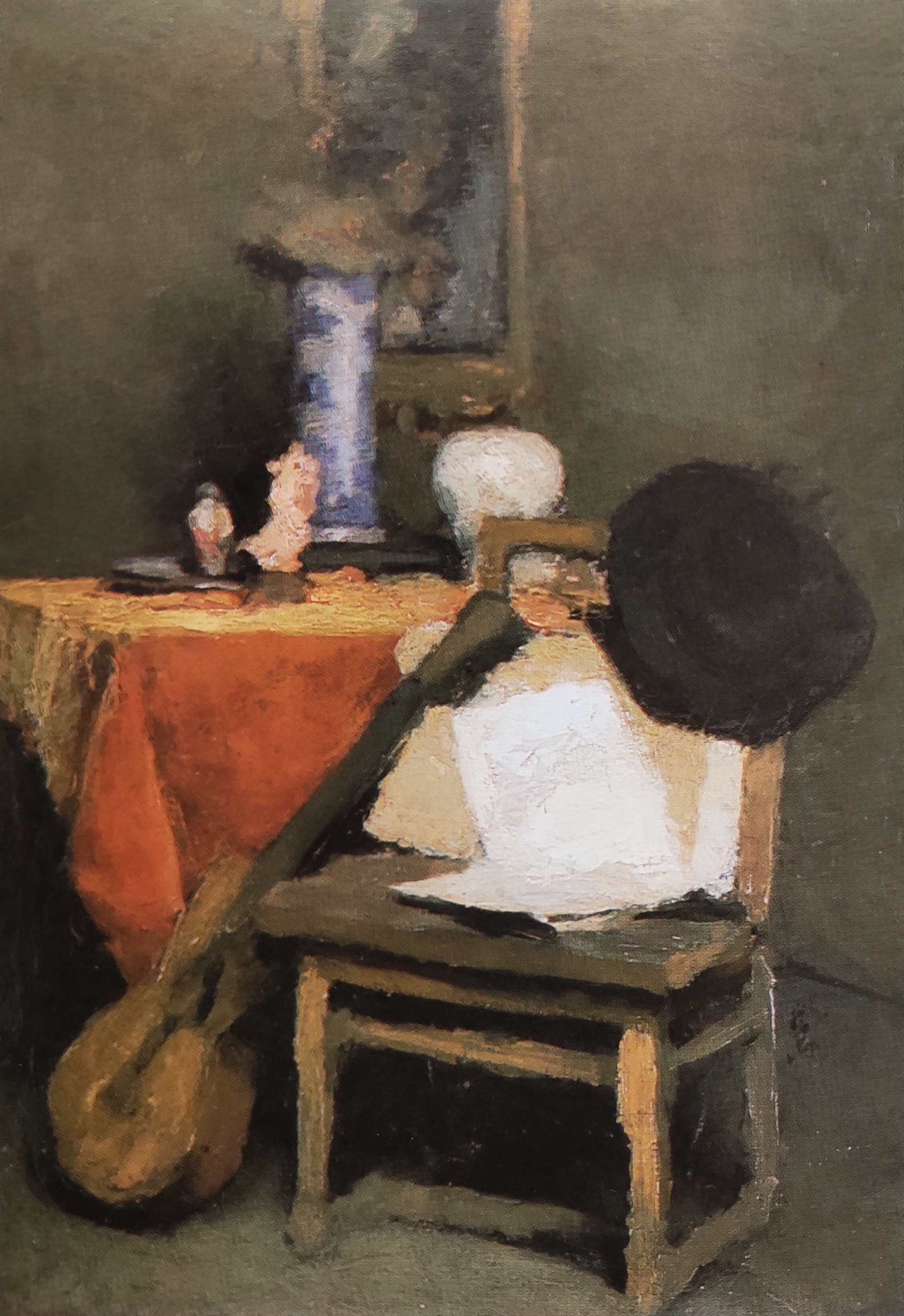
Coin d'atelier, 1876 (Huile sur carton ; 67 × 52 cm), Liège, La Boverie.
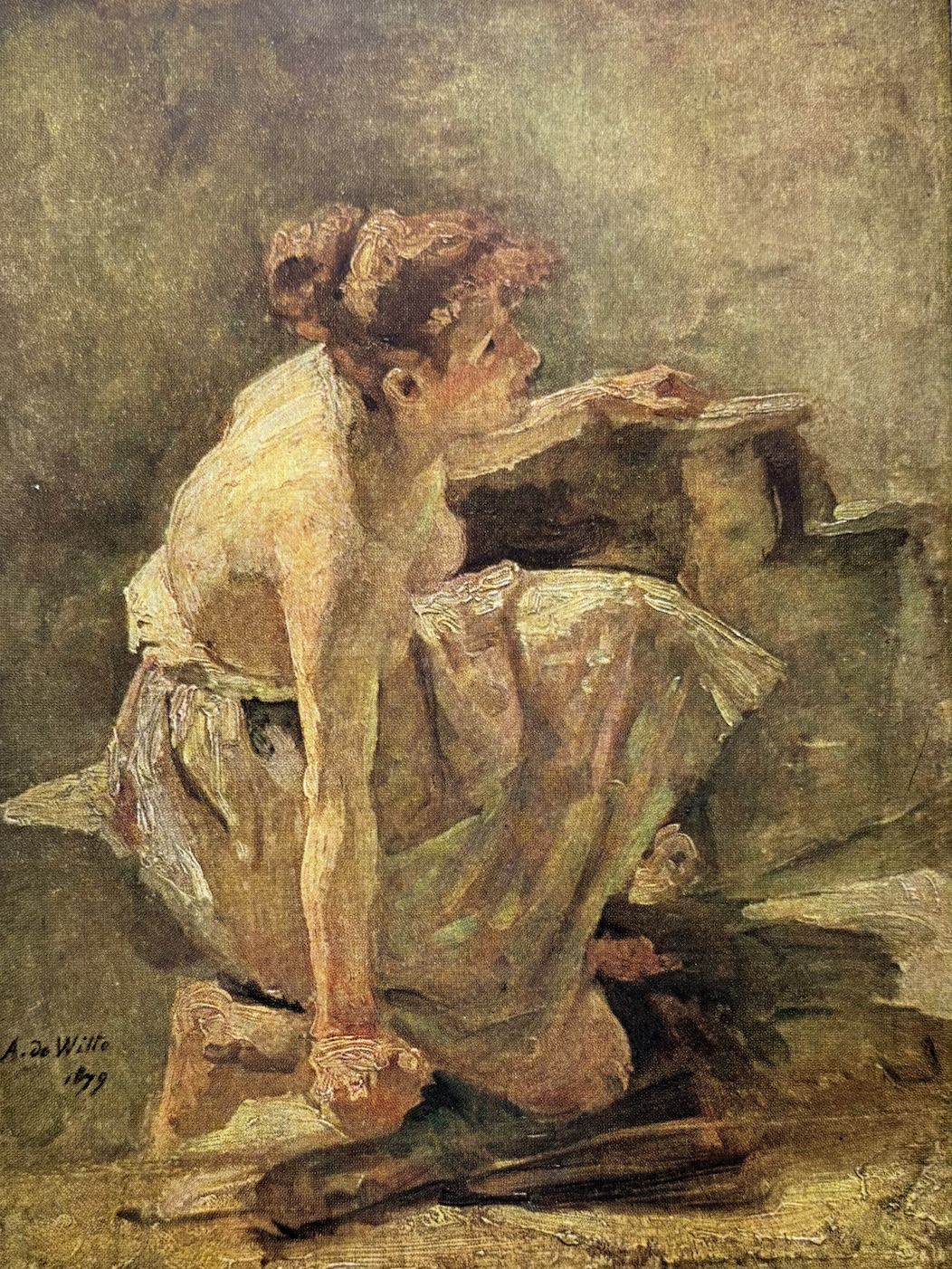
Femme accroupie, le torse nu, 1879 (Huile sur toile ; 52 × 40 cm), Liège, La Boverie.
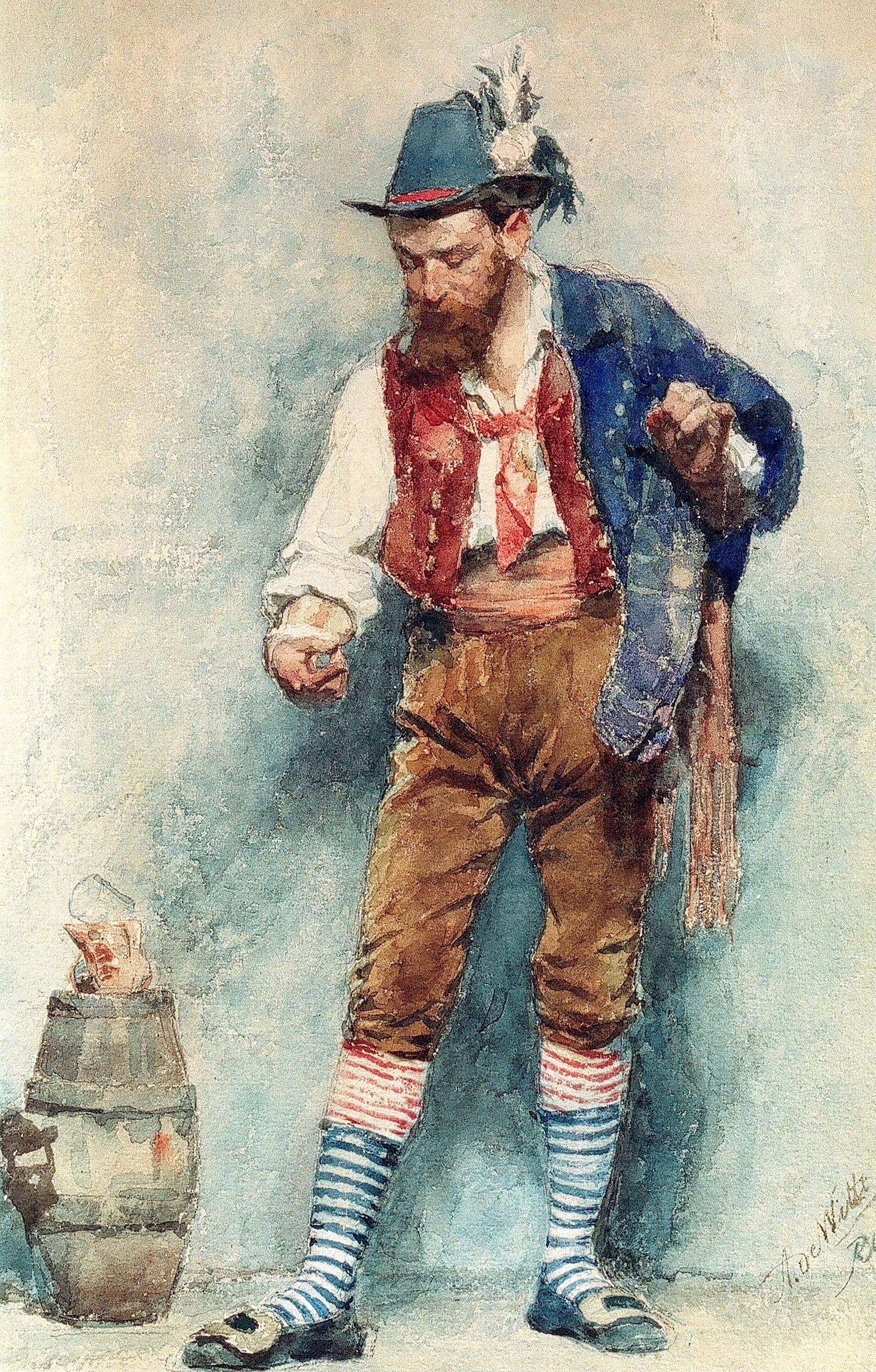
Le joueur de morra, 1881 (Aquarelle ; 50 × 32 cm), Liège, La Boverie.
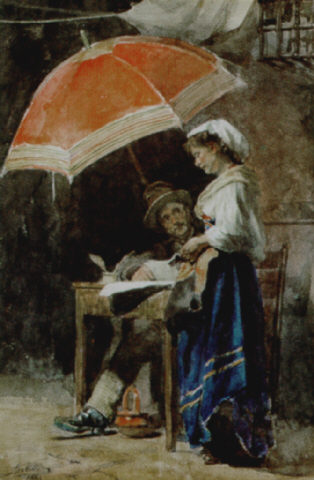
L’écrivain public, 1882 (Aquarelle ; 51 × 35 cm), Collection Henrard (1927).
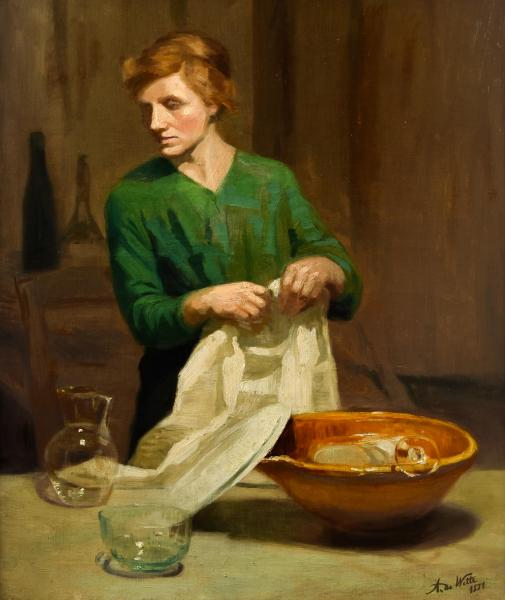
La laveuse d'assiettes, 1882 (Huile sur toile), Collection Alfred Duparque (1927).

À titre d'exemple, les paragraphes suivants présentent quelques-unes des peintures les plus abouties qu'a réalisées Adrien de Witte : ses portraits deFemme au corsage noir de 1873 et de Femme au corset rouge de 1880, ainsi que sa scène de genre La Lessiveuse de 1879.

#### Femme au corsage noir (1873)

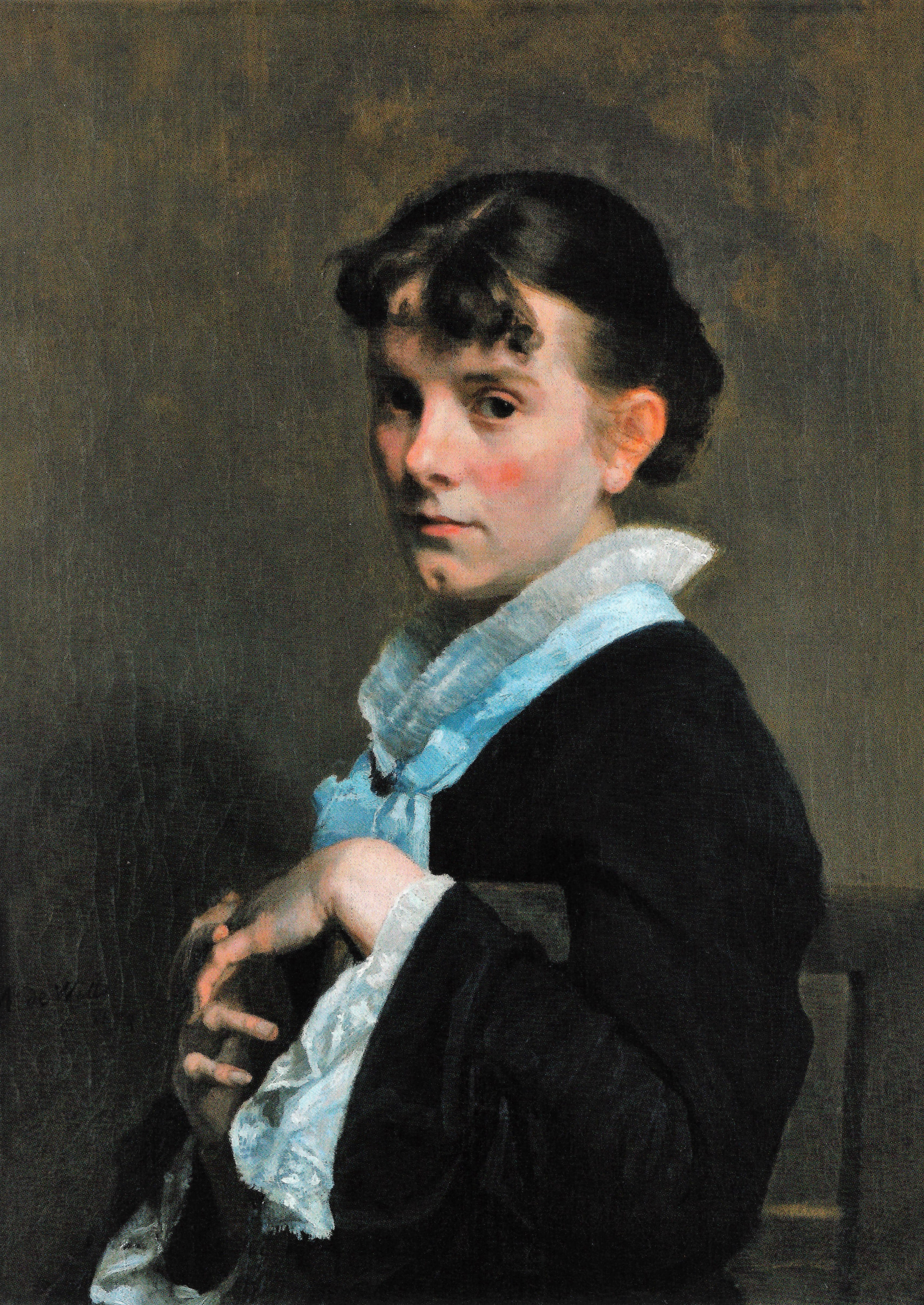
Femme au corsage noir, 1873 (Huile sur toile ; Inv. La Boverie BA.WAL.05b.1931.738 ;), Liège, La Boverie.

Le tableau entre dans les collections de la ville de Liège dès 1928, grâce au legs de Mr. Maurice Chizelle, industriel et grand collectionneur d'art. Il offre un lot important de peintures, dessins et gravures d'Adrien de Witte, dont la présente toile.
Ce portrait est souvent considéré comme une des premières œuvres maîtresses d'Adrien de Witte,,,, et il est utilisé comme illustration de couverture du catalogue de l'exposition organisée pour célébrer le centenaire du Cercle royal des Beaux-Arts de Liège en 1992.
L'œuvre est décrite en détail par Françoise Dehousse et Maurice Pauchen dans le Catalogue général du Musée de l'Art wallon (La Boverie) publié en 1983: « La jeune femme assise, vue de trois quarts, le bras gauche légèrement appuyé sur le dossier d'une chaise en bois, porte un corsage égayé d'une collerette et de manchettes en dentelle blanche. Les yeux du spectateur se portent tout d'abord vers le visage dont les traits délicats sont mis en valeur par un jeu subtil d'ombre et de lumière. Une douce mélancolie émane de cette jeune femme au regard triste, aux lèvres fines. La coiffure quelque peu négligée, le lobe délicat de l'oreille, une petite fossette au menton, lui donnent une grâce quasi enfantine. Les mains élégamment croisées confèrent au modèle un caractère posé et méditatif. Le fond neutre de teinte brunâtre fait ressortir la douceur de la carnation où se mêlent savamment touches de rose et de bleu. » Gaëtane Warzée remarque que la jeune anonyme dépeinte est un modèle qu'Adrien de Witte réutilise pour son tableau « La Lessiveuse » de 1879, « qui la met en scène sous les traits d'une femme du peuple occupée à laver du linge ».
La toile est également commentée en 1927 dans l'ouvrage de Charles Delchevalerie: « Cinq ans plus tard, il réalise ce magistral portrait de femme assise, en corsage noir et collerette blanche, d'une facture si délicate, si ferme, et qu'anime un sentiment si doucement spiritualisé. On pense aux intimités d'un Fantin-Latour devant une œuvre aussi riche dans sa simplicité, et l'on a peine à croire que tant de distinction pensive émane du pinceau d'un artiste de vingt-deux ans. »

#### La Lessiveuse (1879)

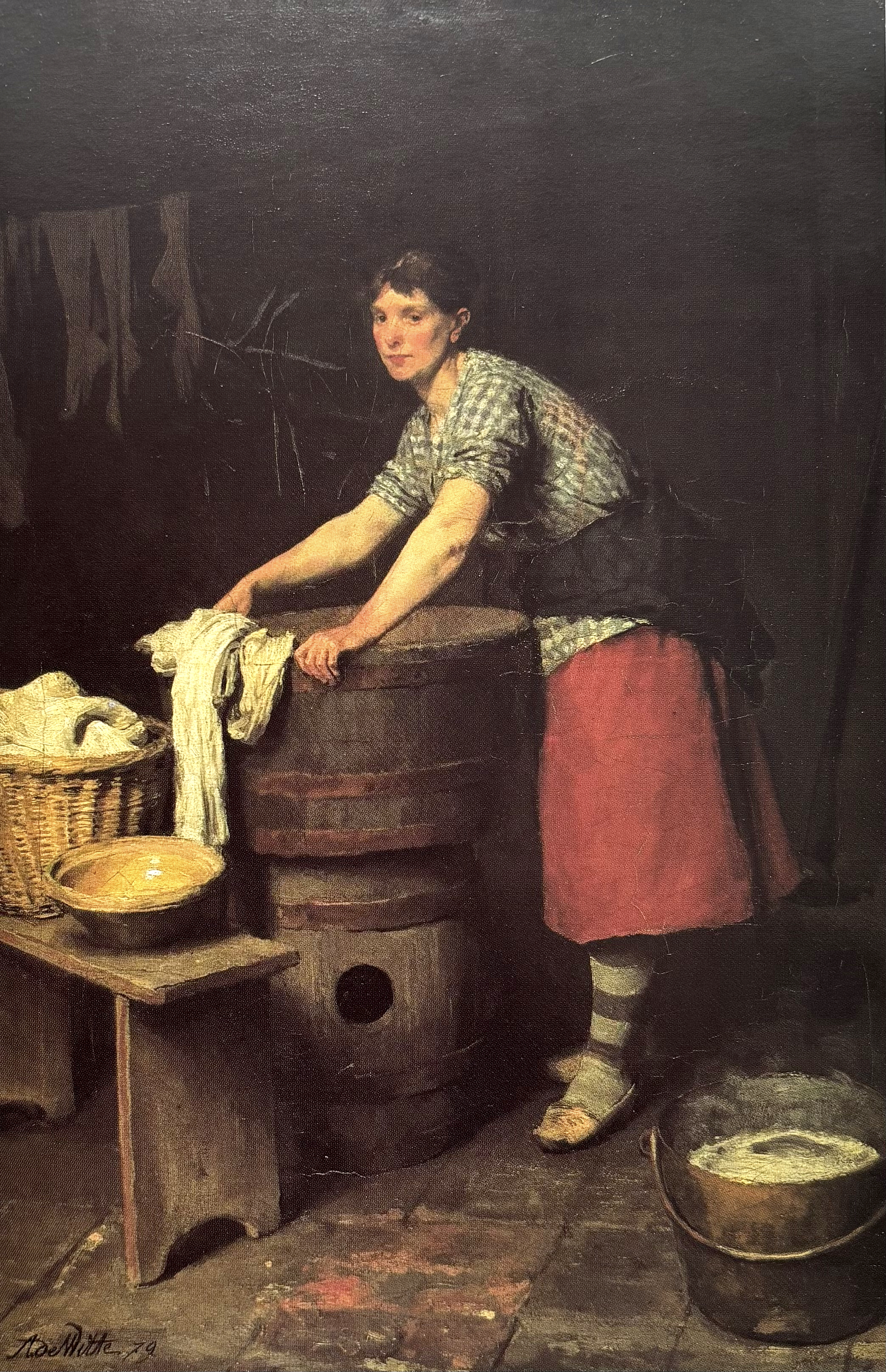
La Lessiveuse, 1879 (Huile sur toile ;), Liège, La Boverie.

Toile qui apparaît dans le catalogue réalisé en 1926 des collections du Musée des Beaux-Arts de Liège et qu'Emmanuelle Sikivie présente en ces termes : « [...] une jeune femme au visage émacié et blême mais avec les bras solides de quelqu'un qui travaille durement est courbée au-dessus d'un haut bassin de bois débordant de linge à tordre. Elle est vêtue d'une jupe de toile grossière, de bas de laine et chaussée de lourds sabots. Elle relève la tête comme pour reprendre son souffle ou parce qu'elle a été interrompue dans sa tâche. L'aspect naturel et même spontané de son attitude rappelle l'instantané photographique, à cette époque où la longueur du temps de pause figeait au contraire les personnages des premières photographies. Au tournant du siècle, le photographe wallon Marissiaux évoquera le travail de la mine sur un ton très proche de Rassenfosse ou de Witte. »
Emmanuelle Sikivie remarque également que cette œuvre d'Adrien de Witte est représentative des sujets abordés par le réalisme, tels que « [...] la vie difficile des travailleurs, celle des ouvriers d'usines mais aussi une série de travaux domestiques, de gestes quotidiens exécutés par des hommes et des femmes dont le seul sentiment semble être la lassitude de trop de pauvreté ».
Enfin, elle pointe que ce tableau n'est pas un portrait d'un type régional, contrairement à d'autres œuvres d'Adrien de Witte comme ses botteresses (représentées dans divers dessins de 1887 et gravures de 1889-1890) ou sa cotîresse (mot wallon désignant une maraîchère, que de Witte représente en 1886 portant des paniers d'osier). Dans ces œuvres, « c'est le métier plus que la femme qui est représenté » et la figure est dépeinte en costume traditionnel « dans une attitude digne et fière, sur un fond neutre, entourée de ses outils de travail », ce qui en fait « le symbole de leur région ».

#### Femme au corset rouge (1880)

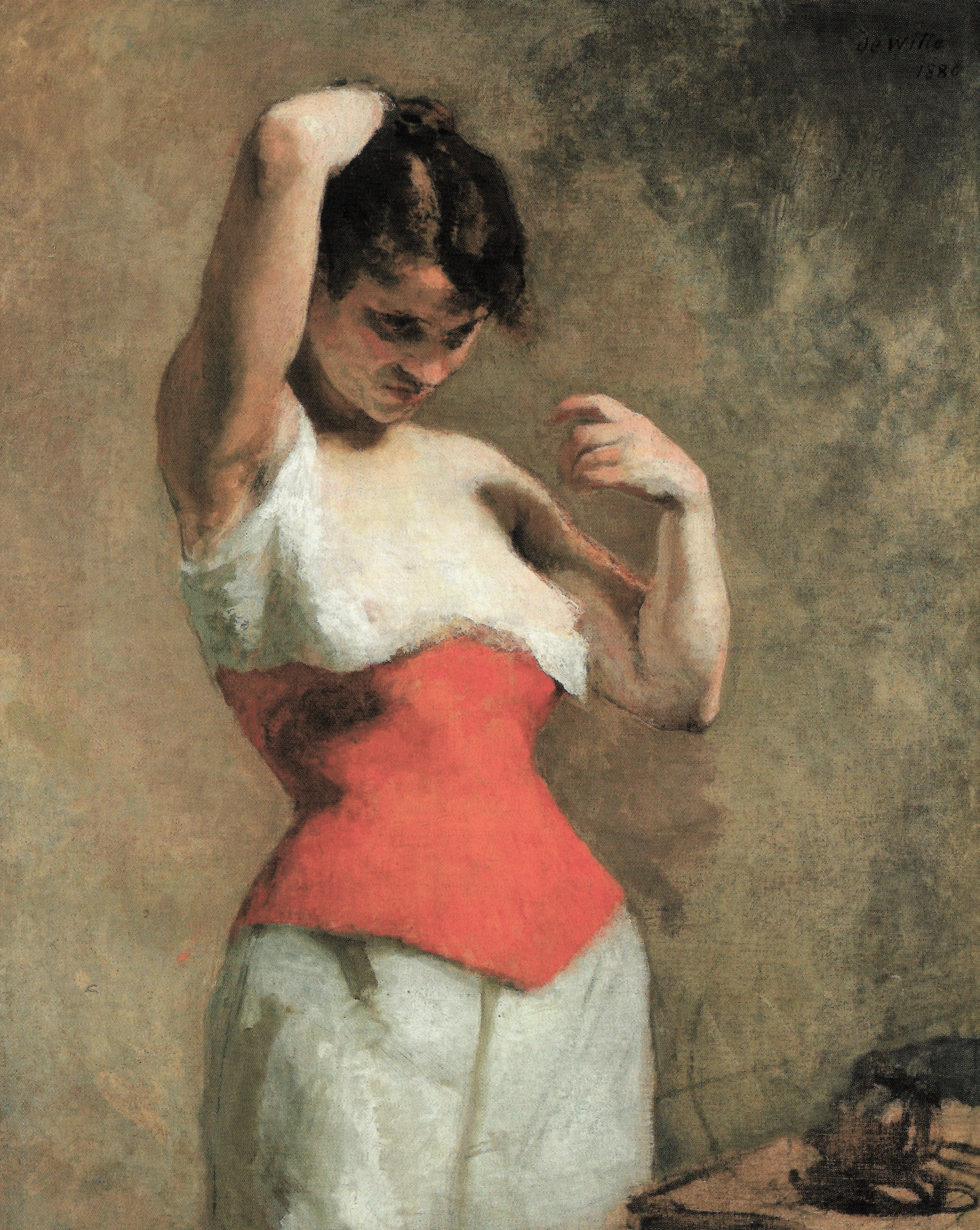
Femme au corset rouge, 1880 (Huile sur toile ; Inv. La Boverie BA.WAL.05b.1921.731 ;), Liège, La Boverie.

Œuvre acquise en 1921 au Salon de la Société des Beaux-Arts par le Musée des Beaux-Arts de Liège et qui a été classée Trésor par la Fédération Wallonie-Bruxelles le 14 mars 2014. Cette toile, que l’ancien conservateur du Musée du Louvre, René Huyghe, n’hésitait pas à prétendre digne d’un tableau d’Edgar Degas,, est considérée comme le chef-d’œuvre d'Adrien de Witte,,,,,,,. L'œuvre est analysée en détail par Gaëtane Warzée sur le site web du Musée de La Boverie, :
« Exécutée à Rome en 1880, durant le second séjour italien de l’artiste alors boursier de la Fondation Darchis, la peinture donne à voir un de ses modèles favoris : Luisa Giardini. Adrien de Witte l’a croquée sur le vif, et non durant la traditionnelle séance de pose. Le moment est dérobé à la jeune femme qui se rajuste dans une intimité des plus sensuelles: levant les bras pour mettre de l’ordre à sa coiffure, elle révèle involontairement le galbe de sa poitrine jaillissant de la chemise et du corsage à peine relacé. Le côté instantané auquel s’ajoutent les jeux d’ombres et de lumières confèrent au tableau un caractère impressionniste. Mais bien au-delà de toute appartenance à un mouvement stylistique, la simplicité même de la composition et l’économie de la palette suffisent à lui conférer le statut d’une œuvre de tout premier ordre.
En Italie, les femmes du peuple portaient le corset par-dessus leur chemise, au vu de tous. La couleur de la pièce de lingerie indiquait le statut social de celle qui l’arborait. Le rouge était réservé aux femmes mariées. Depuis le XVIIIe siècle, les représentations figurant des Italiennes vêtues de la sorte étaient légion, toutes écoles confondues. Tableaux d’histoire, scènes de genre et portraits de personnages typiques en costume traditionnel multipliaient les représentations en la matière. Le trait de génie d’Adrien de Witte est de n’avoir retenu que le détail du fameux vêtement, ainsi sublimé et devenu le sujet essentiel de la composition. L’artiste campe là une jeune paysanne corsetée de rouge, certes, mais dans la veine des femmes à leur toilette et autres scènes intimistes à la mode de son temps. Le tout est peint avec finesse et sensualité, sans vulgarité aucune. »
Léon Koenig commente aussi ce tableau en 1951: « Allons à la Femme au corset rouge du Musée de Liège, et à ce rouge noyé, modulé, qui est le thème, le prétexte de la toile, il a si bien marié le tout que cette couleur, dangereuse et magnifique en même temps n’impose pas à l’ensemble un règne tyrannique ; la ligne même, le geste des bras, l’arrondi des hanches, la tête penchée avec douceur, contribue à l'enveloppement calme, à l’atmosphère sereine mais forte et bien assise de l’œuvre. »

### Catalogue et musées
Au total, Charles Delchevalerie estime que l'œuvre d'Adrien de Witte se compose d'environ 600 pièces (répertoriées en 1927 par son élève et ami Armand Rassenfosse),: 78 peintures, 7 pastels, 52 aquarelles, 188 planches pour l’œuvre gravée et 255 dessins et croquis à la plume, au crayon et au lavis. Comme mentionné antérieurement, Armand Rassenfosse précise que cet inventaire est incomplet, surtout en ce qui concerne les dessins et croquis de l'artiste.
Des œuvres d'Adrien de Witte sont présentes dans les collections de l'Art Institute of Chicago, du Minneapolis Institute of Art,,,,,,,,, du département d'art (Miriam and Ira D. Wallach Division of Art, Prints and Photographs) de la New York Public Library,, du British Museum,,, des Musées royaux des Beaux-Arts de Belgique,, du Centre de la gravure et de l'image imprimée, du Musée d'Art wallon (La Boverie),,,, du Musée de la Vie wallonne,,,,, de l'université de Liège et dans les collections artistiques de la Province de Liège.

## Le professeur et ses élèves
En plus de sa qualité d'artiste peintre, dessinateur et graveur, Adrien de Witte a eu un rôle prééminent comme professeur à l'Académie royale des beaux-arts de Liège,,,,,, comme le décrit Jules Bosmant: « Sans doute de Witte fut un de ces professeurs très rares qui se vouent entièrement à leur tâche pédagogique et, la mort dans l’âme, lui subordonne leur œuvre propre. Or cette tâche fut particulièrement lourde puisque professeur de 1885 à 1910, recteur de 1910 à 1913, il ne prendra sa retraite qu’en 1921, après avoir consacré plus de trente-six années à un enseignement particulièrement fécond d’ailleurs, puisqu’il n'est guère d'artiste de chez nous qui ne réclame, avec fierté, la qualité d’élève d’Adrien de Witte. »
En 1908, Alfred Micha, reprenant des commentaires publiés en 1900 par Jules du Jardin, observe avec regret la progressive réduction de la production artistique d'Adrien de Witte à partir du moment où il commence à travailler comme professeur à l'Académie,. Néanmoins, il se console en reconnaissant la qualité de l'enseignement que prodigue Adrien de Witte: « S'il peut y avoir, sous ce rapport, un soulagement apporté à nos regrets, c'est la conviction, en nous profonde, que le maître continue à former des élèves dignes de lui, des disciples aussi convaincus qu'il l'est lui-même, que, suivant l'expression de Victor Hugo, le dessin est la loi première de tout art. »

### Élèves notables

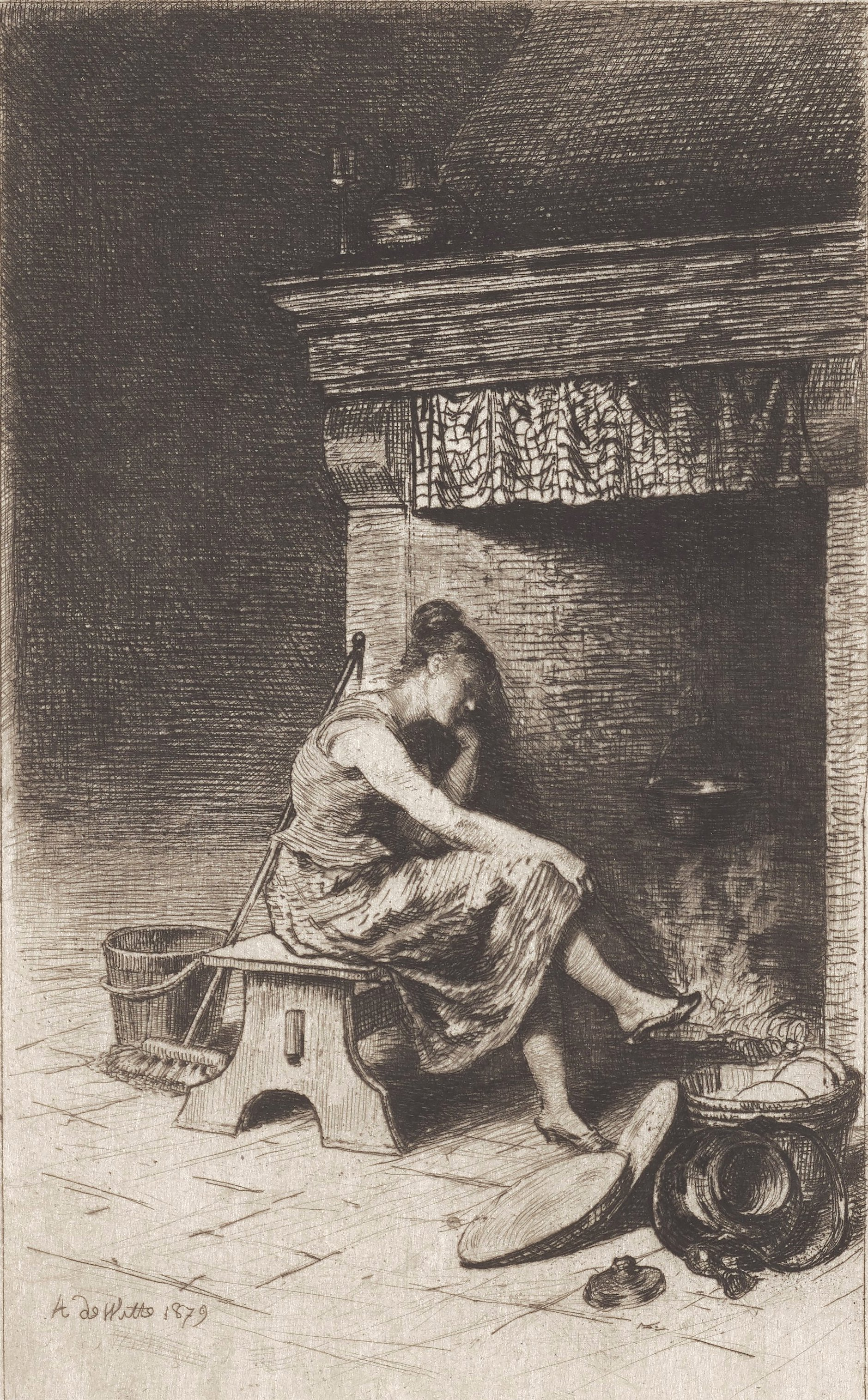
Cendrillon, 1879 (Eau-forte ; Inv. Delchevalerie no 98 ;), Minneapolis, Minneapolis Institute of Art

- Émile Berchmans (1867-1947)
- Oscar Berchmans (1869-1950)
- Joseph Bonvoisin (1896-1960)
- Marcel Caron (1890-1961)
- Iwan Cerf (1883-1963)
- Joseph Couture (1890-1965)
- Robert Crommelynck (1895-1968)
- Emile Deckers (1885-1968)
- Joseph Delfosse (1888-1970)
- Marcel de Lincé (1886-1957)
- Edmond Delsa (1875-1957)
- Auguste Donnay (1862-1921)
- Jean Donnay (1897-1992)
- Olivier Duchâteau (1876-1939)
- Adrien Dupagne (1889-1980)
- Ernest Forgeur (1897-1961)
- Richard Heintz (1871-1929)
- Lucien Hock (1899-1972)
- Armand Jamar (1870-1946)
- Dieudonné Jacobs (1887-1967)
- Ludovic Janssen (1888-1954)
- Luc Lafnet (1899-1939)
- Lucien Lejeune (1870-1953)
- Albert Lemaître (1886-1975)
- Auguste Mambour (1896-1968)
- François Maréchal (1861-1945)
- Ernest Marneffe (1866-1920)
- Alfred Martin (1888-1950)
- Édouard Masson (1881-1950)
- Jacques Ochs (1883-1971)
- Marguerite Radoux (1873-1943)
- Toussaint Renson (1898-1986)
- Edgar Scauflaire (1893-1960)
- Fernand Steven (1895-1955)
- Joseph Verhaeghe (1900-1987)
- José Wolff (1885-1964)
- Xavier Wurth (1869-1933)

## Expositions
Liste des expositions jusqu'en 1981 établie d'après Françoise Clercx-Léonard-Étienne et Sylvie Lejeune.

### Expositions du vivant de l'artiste
- 1875 : Salon de Bruxelles, du 23 août au 15 novembre, place du Petit Sablon, Bruxelles (le peintre y expose Fleurs et fruits)[66].
- 1877 : XXXe Exposition triennale - Salon de Gand, du 26 août au 2 novembre, casino de Gand, Gand (l'artiste y expose une série d'eaux-fortes)[67].
- 1879 : Exposition du Cercle Artistique, décembre, salle du casino du passage Lemonnier, Liège[68].
- 1888 : Exposition de Witte, Hubert, Mignon, Société d'Émulation, Liège[22],[69].
- 1920 : Palais des Beaux‑Arts du Parc de la Boverie, du 19 juin au 25 juillet, Liège[39].
- 1926 : Salon de mai, Palais des Beaux‑Arts du Parc de la Boverie, du 15 mai au 15 juin, Liège ; Exhibition of the works of Liège. Engravers from the XVIe century to the Present Time, du 29 mai au 4 juillet, Public Art Galleries, Brighton (Angleterre).
- 1927 : Äldre och Nyare Belgisk Konst, du 9 au 28 septembre, Liljevalchs Konsthall, Stockholm (Suède)[39] ; Rétrospective Adrien de Witte, Palais des Beaux‑Arts du Parc de la Boverie, Liège.
- 1933 : Le Visage de Liège, du 23 septembre au 23 octobre, Palais des Beaux-Arts, Liège[70].
- 1934 : Exposition d'ensemble, Cercle des Beaux-Arts, Anvers.

### Expositions après la mort de l'artiste
- 1936 : Retrospective Adrien de Witte, du 9 au 28 février, Salle Lutetia, Liège.
- 1939 : Cent ans d'Art wallon organisée à l'occasion du centième anniversaire de l'Académie royale des Beaux-Arts, du 8 juillet au 24 septembre, Musée des Beaux-Arts, Liège[39] ; Exposition de la gravure liégeoise, Musée des Beaux-Arts, Liège.
- 1940 : Les chefs-d'œuvre du Musée de Liège, du 9 mars au 15 avril, Musée royaux des Beaux-Arts, Bruxelles[39].
- 1945 : Salon quatriennal & Artistes vivants, collections privées, architecture et urbanisme, du 1er au 21 septembre, Musée des Beaux-Arts, Liège.
- 1949 : Luikse kunstenaars van heden, du 30 avril au 15 mai, Prinsenhof, Groningen (Pays-Bas)[39].
- 1950 : La peinture belge contemporaine, du 22 juin au 21 octobre, Musée des Beaux-Arts, Lyon (France) ; Rétrospective Adrien de Witte, du 14 octobre au 12 novembre, Musée des Beaux‑Arts, Liège[39].
- 1952 : Salon 1952, du 4 octobre au 11 novembre, Musée des Beaux-Arts, Liège.
- 1955 : de Witte Adrien, Société d'Emulation, Liège.
- 1964 : 125e anniversaire de l'Académie royale des Beaux‑Arts, du 11 avril au 10 mai, Musée des Beaux-Arts, Liège[39].
- 1966 : Hommage à de Witte Adrien, Donnay Auguste, Heintz Richard, Mataive Alphonse, Maréchal François, Philippet Léon, Rassenfosse Armand, du 3 au 14 janvier, Cercle royal des Beaux-Arts, Liège.
- 1970 : Gravures au pays de Liège. Estampes, verre, armes, février, Les Chiroux, Liège ; Gravures au pays de Liège. Estampes, verre, armes, du 27 juin au 30 septembre, Musée de l'Abbaye de Stavelot, Liège.
- 1977 : Gravures du 16e au 20e siècle, du 29 septembre au 2 décembre, Cabinet des Estampes et des Dessins, Liège.
- 1978 : Techniques de la gravure. Le burin et la pointe sèche, du 28 avril au 11 juin, Cabinet des Estampes et des Dessins, Liège.
- 1980 : Portraits liégeois dans les Collections du Cabinet des Estampes, Salons de la Société Littéraire, Liège ; Gérardy Paul et ses amis, du 20 mars au 20 avril, Cabinet des Estampes et des Dessins, Liège ; Art et Société en Belgique, du 11 octobre au 23 novembre, Palais des Beaux-Arts, Charleroi.
- 1981 : Salon noir et blanc, Galerie Gustave Drisket, Liège ; De Witte Adrien. Rétrospective des dessins, pastels, gravures, du 11 septembre au 15 novembre, Cabinet des Estampes et des Dessins, Liège ; De Witte Adrien. Peintures, du 15 septembre au 10 octobre, Galerie de la Province, Liège[71].
- 1983 : Les petits métiers de la rue, Galerie de la Province, Liège[71].
- 1984 : du 26 juin au 19 août, Cabinet des Estampes et des Dessins, Liège[71] ; Le Nu dans les collections du Musée de l'Art wallon, septembre-octobre, Musée de l'Art wallon, Liège[39].
- 1985 : Autoportraits, du 11 mai au 1er juin, Galerie l'A., Liège[71].
- 1987 : Le Symbolisme - Le Réalisme, du 16 octobre au 10 janvier 1988, Centre Wallonie‑Bruxelles, Paris (France)[71] ; Œuvres du Musée de l'Art wallon et du Cabinet des Estampes, du 20 novembre au 28 février 1988, Liège[39].
- 1989 : Carte blanche à Jacques Parisse, 25 ans de critique d'Art, du 11 novembre au 10 décembre, Centre wallon d'art contemporain - La Châtaigneraie, Flémalle, Liège[71].
- 1992 : Le Cercle royal des Beaux-Arts de Liège 1892-1992, du 18 septembre au 20 avril 1993, Cercle royal des Beaux-Arts, Liège[13].
- 1996 : 125 ans d'art liégeois - peinture, sculpture, gravure en province de Liège 1870-1995, du 27 novembre au 31 janvier 1997, ING Espace Culturel, Liège[71].
- 1997 : Choix de dessins par Jacques Parisse, du 22 mars au 20 avril, Galerie Liehrmann, Liège[71]; Talents d’hier et d’aujourd’hui, du 3 octobre au 15 novembre, Générale de Banque, Liège[71].
- 1998 : Par-delà nos terres - œuvres de la collection de Philippe Crismer, du 1er au 17 mai, Centre culture, Marchin, Liège[71].
- 2003 : Regards gravés et acquisitions récentes, du 20 juin au 21 septembre, Cabinet des Estampes, Liège[71].
- 2006 : After Cage - 24 collections en mouvement, du 24 juin au 20 octobre, Musée d'Ansembourg, Liège[39].
- 2007 : Acquisitions des collections artistiques de l'Université de Liège.1998-2006. Estampes, du 20 avril au 1er juin, Université de Liège, Liège[71].
- 2008 : Jeux de miroirs - Cent chefs-d’œuvre rassemblés. Présentés par les Musées des Beaux-Arts de Tournai et de Liège, du 26 juin au 13 septembre, Musée des Beaux-Arts, Liège[71]; Six Maîtres de la peinture liégeoise, du 20 juin au 15 septembre, Musée de l'ancienne abbaye de Stavelot, Stavelot[39] ; Coups de cœur estampés, du 26 juin au 14 septembre, Cabinet des Estampes, Liège[71].
- 2019 : Liège. Chefs-d'œuvre, du 21 décembre 2018 au 18 août 2019, Musée de La Boverie, Liège[39],[72],[73].
- 2022-2023 : Reflections on Reality : Drawings and Paintings from the Weisberg Collection, du 14 mai 2022 au 26 mars 2023, Minneapolis Institute of Arts, Minneapolis (son dessin Le Rideau est exposé)[74],[75].

## Prix et distinctions

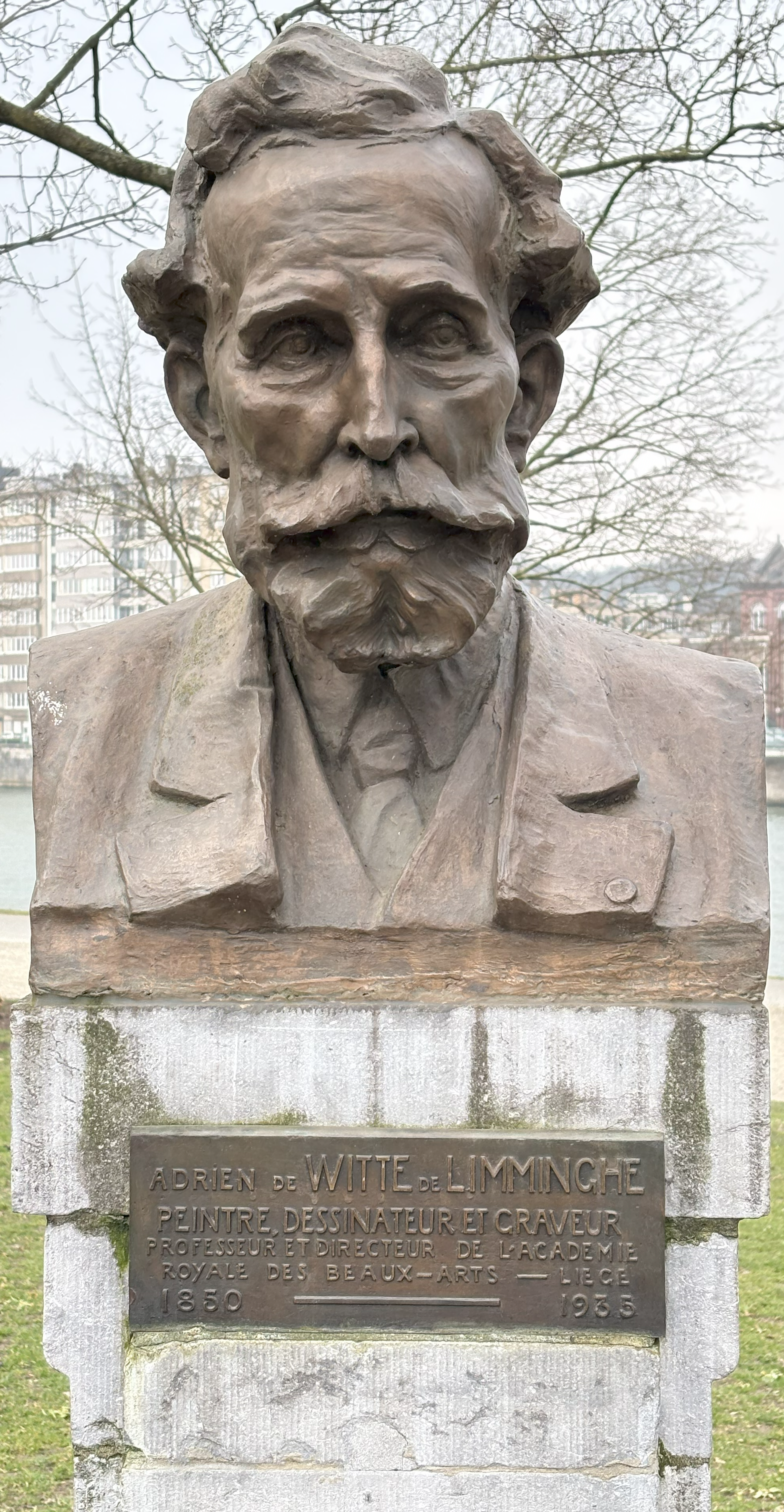
Monument Adrien de Witte, par le sculpteur Oscar Berchmans, dans la roseraie du parc de la Boverie, à Liège.

- 1879 : boursier de la Fondation Darchis[2],[3],[4],[7],[8],[13],[15],[16].
- 1927 :  Commandeur de l'ordre de la Couronne[2],[7],[13].
- 1933 : une rue de Liège, dans le quartier des Vennes, lui est dédiée[71].
- 1938 : son buste, réalisé par le sculpteur Oscar Berchmans, est inauguré par le bourgmestre de Liège Xavier Neujean dans le parc de la Boverie[71],[76].

## Réception critique
« S'il a beaucoup peint, et surtout beaucoup dessiné, d'admirables et ﬁns croquis de personnages à la plume, il a beaucoup gravé aussi. Et toutes ses planches sont d'une valeur supérieure, à la fois par la pureté de forme, par la révélation de la vie morale, par la sûreté savante de l'exécution. [...] Pour lui seule compte la nature ; mais il la découvre à travers un tempérament délicat, qui prête de la distinction aux éléments les plus vulgaires et enjolive même la laideur. Que de figures douces et méditatives ne compte pas son œuvre, ﬁgures repliées aux gestes placides, dont de Witte semble garder le secret ? D'autant plus que son outil est d'une ﬁnesse qui évite toutes les rudesses et semble amortir toutes les duretés en les touchant. Cet interprète de la vie humble est de toute manière un aristocrate, par sa technique recherchée et savante et par son esprit subtil à l'abri de la passion et de la violence. »

— Sander Pierron

« C'est le moment de parler de l'œuvre gravé d'Adrien de Witte. [...] Il n'a pas fallu longtemps à l'artiste pour atteindre la virtuosité technique, et pour s'assimiler les ressources de son art. Qu'il s'agisse d'un croquis tracé avec un apparent laisser aller qui donne à la science du rendu l'apparence d'un jeu, ou d'un de ces portraits académiques dans lesquels se montre (comme dans les dessins à la plume) l'analytique minutie du métier, la manière est toujours aussi sure, aussi ferme, aussi largement expressive. Et quel art des contrastes pour donner a une planche sa coloration frémissante, quel sagace emploi des blancs et des noirs dosés sans les brutalités qui rendent l'effet facile, quelles délicates symphonies de nuances dans le mariage des clartés et des ombres ! »

— Charles Delchevalerie

« Son œuvre, par sa haute probité, par la finesse et la rigueur de sa technique, par le sens aristocratique de sa vision, réalise, d’une seule foulée, l’équilibre que l’on peut concevoir entre une discipline classique et l’esthétique naturiste qui le commande. Adrien de Witte est un dessinateur impeccable, qui apporte un souci de justesse jamais défaillant, dans toutes ses créations. Comme Philippet, il a vécu en Italie, et, comme lui, la vie romaine, les types populaires romains ont été ses modèles préférés, comme le furent durant sa longue carrière dans sa ville natale, les botteresses, les hiercheuses, les femmes du peuple de chez nous. Les gravures d’Adrien de Witte reflètent fidèlement l’âme probe et aristocratique de ce maître authentique auquel l’école liégeoise doit ses plus fructueuses leçons. La figure de de Witte se dresse, au premier plan de notre histoire moderne des Beaux-Arts. Il fut un professeur d’élite, et son enseignement à l’Académie reste présent à la mémoire de tous ses disciples. »

— René Tonus

« Déjà de Witte, par des dessins d'une impeccable correction, d'une maîtrise incontestée, d'une probité absolue de réalisme, avait rompu avec la boursouflure antérieure. On connaît aussi de lui des tableaux d'une grande délicatesse de tons, des portraits, des natures mortes où la gamme des gris est d'une élégance et d'une distinction extrêmes. »

— Maurice Des Ombiaux

« Adrien de Witte est, de même, un artiste liégeois préoccupé davantage de produire de belles œuvres que de rechercher la gloire, d'autant plus que les cours qu'il professe au sein de l'académie de Liège absorbent une grande partie de son temps. Puis, au demeurant, il semble bien que le maître aime la paix qui lui est nécessaire pour le travail, qu'il s'ingenie à caresser ses œuvres avec amour, et c'est cela surtout qui l'éloigne des expositions. [...] Quoi qu'il en soit, Adrien de Witte a produit des tableaux d'une belle couleur, tableaux exécutés notamment en Italie, et on connaît de lui des dessins à la plume reproduisant des types liégeois d'un procédé délicat. »

— Jules du Jardin

« Un artiste que sa trop grande modestie a fait méconnaître à certains et où cependant se trouvent à profusion les qualités d'un grand peintre. M. Adrien de Witte, à côté de dessins à la plume et au modelé si moëlleux, montre une série de peintures de la plus haute valeur ; où la nature est traduite d'une facture large, dans une matière précieuse et sobre, où la lumière est intense et la forme impeccable. »

— Edgar Scauflaire

#### Catalogues d'expositions
- Françoise Clercx-Léonard-Etienne et Sylvie Lejeune, Adrien de Witte : Dessins - Pastels - Gravures (Catalogue de l'exposition organisée au cabinet des Estampes - musée de la Boverie du 11 septembre au 15 novembre 1981), Liège, Imprimerie Georges Thone, 1981, 104 p. (OCLC 10610655).
- Jean-Patrick Duchesne (directeur scientifique), Vers la modernité : le XIXe siècle au pays de Liège (Catalogue de l'exposition organisée au Musée de l'Art wallon et à la salle Saint-Georges, à Liège, du 5 octobre 2001 au 20 janvier 2002), Stavelot, Imprimerie J. Chauveheid, 1er octobre 2001, 565 p. (OCLC 66405174). 
  - Jean-Patrick Duchesne, « Les arts plastiques : Le cadre institutionnel », Vers la modernité : le XIXe siècle au pays de Liège,‎ 1er octobre 2001, p. 48-53. 
  - David Bronze, « Les arts plastiques : La peinture, le dessin et l'estampe », Vers la modernité : le XIXe siècle au pays de Liège,‎ 1er octobre 2001, p. 54-77. 
  - Marc-Emmanuel Mélon, « La photographie à Liège au XIXe siècle : Une modernité ambivalente », Vers la modernité : le XIXe siècle au pays de Liège,‎ 1er octobre 2001, p. 147-163 (publication), 1-18 (pdf) (lire en ligne [PDF]). 
  - Caroline Jamaer, « Notices : Les arts plastiques : 69. De Witte Adrien Autoportrait (1867) », Vers la modernité : le XIXe siècle au pays de Liège,‎ 1er octobre 2001, p. 323. 
  - Caroline Jamaer, « Notices : Les arts plastiques : 70. De Witte Adrien Coin d'atelier (1876) », Vers la modernité : le XIXe siècle au pays de Liège,‎ 1er octobre 2001, p. 323-324. 
  - Caroline Jamaer, « Notices : Les arts plastiques : 71. De Witte Adrien Buste de femme assise (1877) », Vers la modernité : le XIXe siècle au pays de Liège,‎ 1er octobre 2001, p. 324. 
  - Caroline Jamaer, « Notices : Les arts plastiques : 72. De Witte Adrien La lessiveuse (1879) », Vers la modernité : le XIXe siècle au pays de Liège,‎ 1er octobre 2001, p. 324. 
  - Caroline Jamaer, « Notices : Les arts plastiques : 73. De Witte Adrien Femme au corset rouge (1880) », Vers la modernité : le XIXe siècle au pays de Liège,‎ 1er octobre 2001, p. 324-325. 
  - Caroline Jamaer, « Notices : Les arts plastiques : 74. De Witte Adrien Le joueur de Morra (1881) », Vers la modernité : le XIXe siècle au pays de Liège,‎ 1er octobre 2001, p. 325. 
  - David Bronze, « Notices : Les arts plastiques : 75. De Witte Adrien Portrait d'italienne en buste, nu-tête (1881) », Vers la modernité : le XIXe siècle au pays de Liège,‎ 1er octobre 2001, p. 325. 
  - Caroline Jamaer, « Notices : Les arts plastiques : 76. De Witte Adrien Le modèle (la femme aux bas rayés) (1882) », Vers la modernité : le XIXe siècle au pays de Liège,‎ 1er octobre 2001, p. 325. 
  - David Bronze, « Notices : Les arts plastiques : 77. De Witte Adrien Scarpa (1883) », Vers la modernité : le XIXe siècle au pays de Liège,‎ 1er octobre 2001, p. 325-326. 
  - Jessica Dewitte, « Notices : Les arts plastiques : 78. De Witte Adrien Les conseils maternels (1884) », Vers la modernité : le XIXe siècle au pays de Liège,‎ 1er octobre 2001, p. 326. 
  - Caroline Jamaer, « Notices : Les arts plastiques : 79. De Witte Adrien La mère grondant sa fille (1888) », Vers la modernité : le XIXe siècle au pays de Liège,‎ 1er octobre 2001, p. 326. 
  - Caroline Jamaer et David Bronze, « Notices : Les arts plastiques : 80. De Witte Adrien Femme assise près d'une fenêtre et cousant », Vers la modernité : le XIXe siècle au pays de Liège,‎ 1er octobre 2001, p. 326-327. 
  - Caroline Jamaer, « Notices : Les arts plastiques : 81. De Witte Adrien La messe de Noël au Gesu », Vers la modernité : le XIXe siècle au pays de Liège,‎ 1er octobre 2001, p. 327. 
  - Marc-Emmanuel Mélon, « Notices : La photographie : 544. Zeyen Léonard-Hubert Groupe d'ami : l'armurier Henri Laport, le peintre Adrien de Witte, le confiseur Auguste Lemouche, le collectionneur Antonin Terme, Léontine Mertens, le sculpteur Léon Mignon et le photographe Hubert Zeyen », Vers la modernité : le XIXe siècle au pays de Liège,‎ 1er octobre 2001, p. 442-443. 
  - Cindy Pahaut et David Bronze, « Notices : La photographie : 548. De Witte Adrien Hubert Zeyen au travail (1882) », Vers la modernité : le XIXe siècle au pays de Liège,‎ 1er octobre 2001, p. 443-444. 
  - Marc-Emmanuel Mélon, « Notices : La photographie : 549. Zeyen Léonard-Hubert Le peintre Adrien de Witte et Zeyen », Vers la modernité : le XIXe siècle au pays de Liège,‎ 1er octobre 2001, p. 444. 
  - Marc-Emmanuel Mélon, « Notices : La photographie : 550. Zeyen Léonard-Hubert Groupe d'artistes autour du peintre Adrien de Witte : Edmond Devos, Armand Rassenfosse, François Namur, Henri Berchmans », Vers la modernité : le XIXe siècle au pays de Liège,‎ 1er octobre 2001, p. 444. 
  - Martine Willems, « Notices : La vie littéraire : 611. De Witte Adrien Portrait de Nicolas Defrêcheux (1877) », Vers la modernité : le XIXe siècle au pays de Liège,‎ 1er octobre 2001, p. 460. 
  - David Bronze, « Notices : La vie littéraire : 611. De Witte Adrien Portrait d'Henri Simon (1889) », Vers la modernité : le XIXe siècle au pays de Liège,‎ 1er octobre 2001, p. 465. 
  - David Bronze, « Biographies : De Witte Adrien (Liège, 1850-1935) », Vers la modernité : le XIXe siècle au pays de Liège,‎ 1er octobre 2001, p. 503-504.

- Pierre Somville, Marie-Christine Depouhon et Gilbert Depouhon, Le Cercle royal des Beaux Arts de Liège 1892-1992, Bruxelles, Crédit Communal, 1992, 128 p. (OCLC 35121530).

#### Catalogues de musées
- Françoise Dehousse et Maurice Pauchen, Catalogue général du Musée, vol. I : La représentation humaine dans les collections du Musée de l'art wallon, Liège, Massoz : Lesire, 1983, 96 p. (OCLC 1202145237). 
  - « Adrien de Witte : Autoportrait », Catalogue général du Musée, vol. I,‎ 1983, p. 39 (lire en ligne ). 
  - « Adrien de Witte : Femme au corsage noir », Catalogue général du Musée, vol. I,‎ 1983, p. 40 (lire en ligne ).

- Françoise Dehousse et Maurice Pauchen, Catalogue général du Musée, vol. II : Le Nu dans les collections du Musée de l'art wallon, Liège, Massoz : Lesire, 1984, 68 p. (OCLC 1202138227). 
  - « Adrien de Witte : Femme accroupie, le torse nu », Catalogue général du Musée, vol. II,‎ 1984, p. 20 (lire en ligne ). 
  - « Adrien de Witte : Femme au corset rouge », Catalogue général du Musée, vol. II,‎ 1984, p. 21 (lire en ligne ). 
  - « Adrien de Witte : Le Modèle (La Femme aux bas rayés) », Catalogue général du Musée, vol. II,‎ 1984, p. 22 (lire en ligne ).

- Régine Rémon (direction) et Alain Delaunois (conseil éditorial), Catalogue du Musée des beaux-arts de Liège, vol. 1, Liège, Raymond Vervinckt & Fils, 2016, 408 p. (ISBN 978-90-8252-100-9, OCLC 972161089). 
  - Gaëtane Warzée (rédaction de l'article), « Adrien de Witte : Femme au corset rouge - 1880 », Catalogue du Musée des beaux-arts de Liège,‎ 2016.
- Régine Rémon (direction) et Alain Delaunois (conseil éditorial), Catalogue du Musée des beaux-arts de Liège, vol. 2, Gand, Éditions Snoeck, 2018, 296 p. (ISBN 978-94-6161-532-9, OCLC 972161089). 
  - Gaëtane Warzée (rédaction de l'article), « Adrien de Witte : Femme au corsage noir - 1873 », Catalogue du Musée des beaux-arts de Liège,‎ 2018.
- Ville de Liège, Musée des beaux-arts : catalogue, Liège, Imprimerie Bénard, 1926, 137 p. (OCLC 27249817, lire en ligne sur Gallica ), p. 80-82 (De Witte, Adrien).
- Ville de Liège, Musée des beaux-arts : supplément au catalogue, Liège, Imprimerie Bénard, mai 1930, 12 p. (OCLC 27249817, lire en ligne sur Gallica ), p. 10 (De Witte, Adrien).

#### Dictionnaires
- Paul Delforge, « Adrien De Witte », Dictionnaire des Wallons,‎ décembre 2013 (lire en ligne ).
- Dictionnaire des Peintres belges du XIVe siècle à nos jours depuis les premiers maîtres des anciens Pays-Bas méridionaux et de la Principauté de Liège jusqu'aux artistes contemporains, vol. 1 : A-K, Bruxelles, La Renaissance du Livre, 1995, 589 p. (ISBN 2-8041-2012-0, OCLC 301497369, SUDOC 278483402). 
  - Bernard Wodon (rédaction de l'article), « De Witte, Adrien », Dictionnaire des Peintres belges,‎ 1995, p. 377 (lire en ligne ).
- Jacques Goijen, Dictionnaire des peintres de l'École liégeoise du paysage, Liège, École liégeoise du paysage Éditions, 2014, 657 p. (ISBN 9782960045901 et 2-9600459-04, OCLC 980910178), p. 153-154.
- Paul Piron, Dictionnaire des artistes plasticiens de Belgique des XIXe et XXe siècles, vol. 1 : A-K, Ohain - Lasne, Éditions Art in Belgium, 2003-2006, 800 p. (ISBN 2-930338-11-3, OCLC 493737398, SUDOC 122800958), p. 482.

#### Monographies
- Marie-France Bacquelaine, Adrien de Witte, graveur et peintre, 1850-1935. (Mémoire de licence dactylographié ; Faculté de Philosophie et Lettres ; Section d’Histoire de l’Art et Archéologie), Liège, Université de Liège, 1970-1971.
- Charles Delchevalerie, Adrien de Witte : peintre, dessinateur et graveur. Catalogue de son œuvre précédé d'une notice par Charles Delchevalerie, Liège, Imprimerie Bénard, 1927, 94 p. (OCLC 31671709).
- Charles Delchevalerie, Monographies de l'art belge : Adrien de Witte, Anvers, De Sikkel, 1949, 43 p. (OCLC 459141599).

#### Ouvrages sur l'art
- Jules Bosmant, La peinture et la sculpture au pays de Liège de 1793 à nos jours, Liège, Mawet éditeur, 1930, 316 p. (OCLC 458651068, BNF 31848054, SUDOC 020550065).
- Philippe Delaite et Jean-Paul Depaire, L'Académie royale des Beaux-Arts de Liège une école d'art sur quatre siècles, Liège, Éditions du Perron, 2019, 227 p. (ISBN 9782871142614, OCLC 1400269380).
- Jules du Jardin, L'Art Flamand Tome VI Les Artistes Contemporains, Bruxelles, Arthur Boitte Éditeur, 1900, 208 p. (OCLC 1204598943, lire en ligne ).
- Léon Koenig, Histoire de la peinture au pays de Liège, Liège, Éditions de la Commission des beaux-arts de l'Association pour le progrès intellectuel et artistique de la Wallonie (A.P.I.A.W.), 1951, 136 p. (OCLC 40435491).
- Rita Lejeune (direction) et Jacques Stiennon (direction), La Wallonie. Le Pays et les Hommes. Lettres-arts-culture, t. II : du XVIe siècle au lendemain de la Première Guerre mondiale, Bruxelles, La Renaissance du livre, 1978, 600 p. (OCLC 70306409, lire en ligne ). 
  - Jules Bosmant (rédaction de l'article), « Livre second. De 1815 au lendemain de la première guerre mondiale ; Deuxième partie : Les arts : I La peinture : Le réalisme et le naturalisme », La Wallonie. Le Pays et les Hommes,‎ 1978, p. 517-526 (lire en ligne ). 
  - Georges Comhaire (rédaction de l'article) et Francis Vanelderen (rédaction de l'article), « Livre second. De 1815 au lendemain de la première guerre mondiale ; Deuxième partie : Les arts : II Dessin, gravure et lithographie en Wallonie au XIXe siècle », La Wallonie. Le Pays et les Hommes,‎ 1978, p. 551-564 (lire en ligne ).
- Alfred Micha, Les graveurs liégeois, Liège, Imprimerie Bénard, 10 mars 1908, 141 p. (OCLC 889846599, lire en ligne ).
- Maurice des Ombiaux, Quatre artistes liégeois: A. Rassenfosse - Fr. Maréchal - A. Donnay - Em. Berchmans, Bruxelles, Librairie Nationale d'Art et d'Histoire G. Van Oest & Cie, 1907, 109 p. (OCLC 894210857, lire en ligne ).
- Jacques Parisse, Actuel XX : la peinture à Liège au XXe siècle, Liège, Éditions Pierre Mardaga, 1975, 264 p. (ISBN 978-2-8021-0006-5 et 2-8021-0006-8, OCLC 419624811).
- Sander Pierron, L'École de Gravure de Liège, Bruxelles, Édition de "Savoir et Beauté" Revue d'Art et d'Enseignement, 1923, 102 p. (OCLC 65411706), p. 10-18.
- Jean Puraye, La Fondation Lambert Darchis à Rome, Rome-Liège, Fondation Lambert Darchis, 1993, 424 p. (OCLC 315768224)
- Luca Rizzardi, « Peintres et aquafortistes liégeois : Adrien de Witte », Revue de Belgique, Bruxelles, P. Weissenbruch, vol. XLVIIIe année,‎ 1906, p. 52-57 (lire en ligne ).
- Liliane Sabatini, Le Musée de l'Art wallon, Bruxelles, Ministère de la Communauté française de Belgique et Crédit Communal de Belgique, 1988, 128 p. (OCLC 231872025).
- Liliane Sabatini et Régine Rémon, Le Musée de l'art wallon et le Cabinet des estampes et des dessins de la ville de Liège : de la richesse et de la complémentarité des collections, Bruxelles ; Tournai, Dexia ; La Renaissance du Livre, 2002, 327 p. (ISBN 9782871932987 et 9782804606541, OCLC 493455007).
- Jacques Stiennon, Jean-Patrick Duchesne et Yves Randaxhe, de Roger de le Pasture à Paul Delvaux : cinq siècles de peinture en Wallonie, Bruxelles, Lefebvre & Gillet, 1988, 335 p. (ISBN 9782871480167 et 287148-0168, OCLC 489961289). 
  - Emmanuelle Sikivie (rédaction de l'article), « Ombres et lumières de la ville », de Roger de le Pasture à Paul Delvaux : cinq siècles de peinture en Wallonie,‎ 1988, p. 231-257.